# Lauriacum

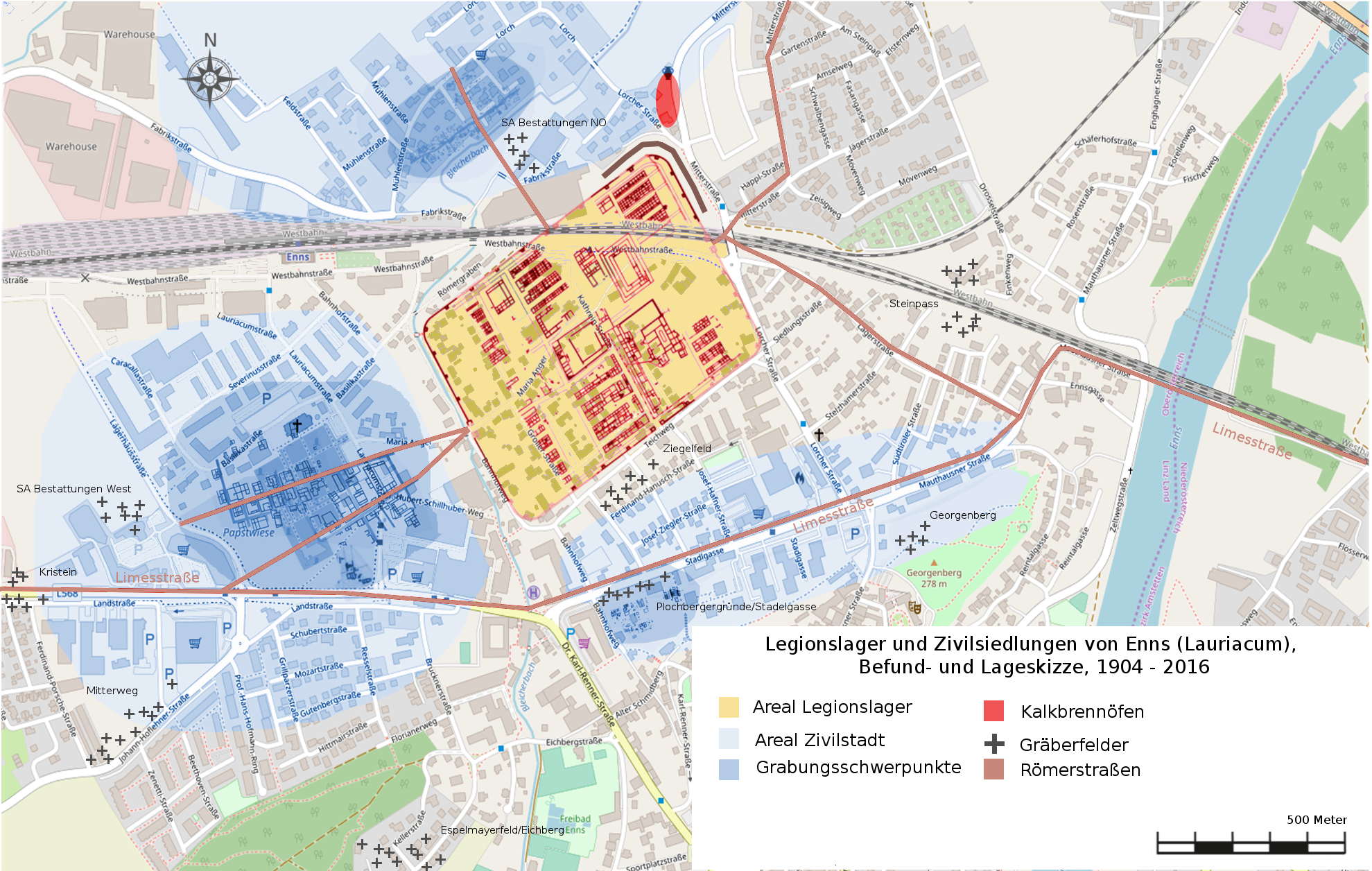
Lageskizze Legionslager und Zivilstadt (3. Jahrhundert n. Chr.)

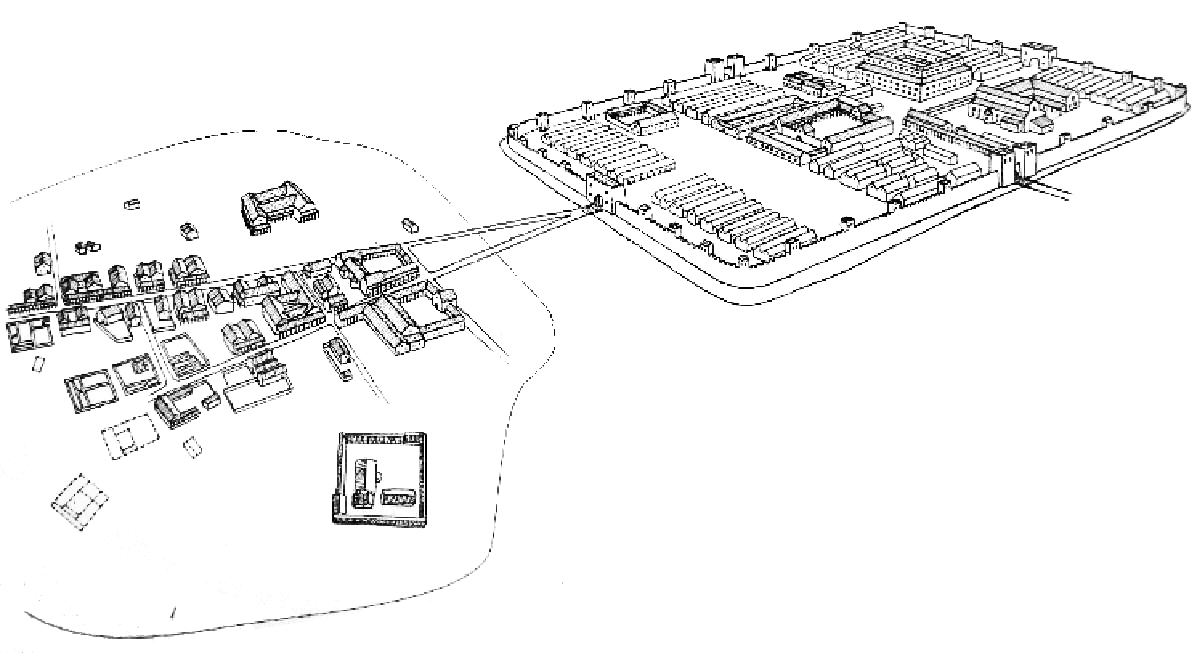
Darstellung des Legionslagers und der Zivilstadt auf einer Infotafel am Erlebnisweg Enns (Die Zivilstadt ist im Norden (gegen oberen Bildrand) inzwischen viel ausgiebiger befundet.)

Lauriacum war Legionsstützpunkt und bedeutende Römerstadt am Limes Noricus in Österreich. Es liegt auf dem Gebiet des heutigen Ennser Ortsteils Lorch im Bundesland Oberösterreich, Bezirk Linz-Land. Das Bodendenkmal ist seit 2021 Bestandteil des zum UNESCO-Weltkulturerbe erhobenen Donaulimes.
Aus einer Straßenstation an einer Kreuzung wichtiger Handelswege entwickelte sich Lauriacum durch die Stationierung einer Legion am Übergang vom 2. auf das 3. Jahrhundert n. Chr. zum größten und wichtigsten militärischen Stützpunkt in der Provinz Noricum. Wo zunächst nur eine kleinere römische Niederlassung an einer Furt über die Enns bestand, errichtete die Legio II Italica nach der Auflassung einer älteren Anlage in Albing um 200 n. Chr. ein Legionslager, das in den nachfolgenden 400 Jahren seiner Belegung als Hauptquartier und neben Virunum (auf dem Gebiet des heutigen Zollfelds bei Maria Saal) und Ovilava (Wels) als Verwaltungssitz für die römische Provinz Noricum diente. Das Legionslager war in weiterer Folge auch Teil der Sicherungsanlagen des Limes und wahrscheinlich vom 3. bis ins 5. Jahrhundert kontinuierlich mit römischen Truppen belegt. Um das Lager bildete sich im Nord- und Südwesten eine ausgedehnte Zivilsiedlung, die im frühen 3. Jahrhundert vermutlich zum Municipium erhoben wurde und im 5. Jahrhundert zum – bis dato einzig historisch nachweisbaren – Bischofssitz des nördlichen Noricum aufstieg. An zahlreichen Stellen inner- und außerhalb der Siedlungsareale konnten auch Gräberfelder nachgewiesen werden.
In der Spätantike wurde Lauriacum Stützpunkt einer Patrouillenbootflottille und Produktionsstandort einer staatlichen Schildfabrik. Auch nach Aufgabe der Grenze in Noricum und Raetia, infolge der Auflösung des Weströmischen Reiches, spielte Lauriacum bei der Evakuierung der romanischen Bevölkerung durch Severin von Noricum als Flucht- und Sammelpunkt noch einmal eine historisch bedeutsame Rolle. Der Großteil der antiken Bausubstanz fiel der Gewinnung von Steinmaterial im Mittelalter und in der Neuzeit, diversen Bautätigkeiten, landwirtschaftliche Nutzung und Bodenerosion zum Opfer. Die am besten erhaltenen antiken bzw. frühmittelalterlichen Zeugnisse sind die in der Unterkirche der heutigen Basilika St. Laurenz in Lorch zugänglichen Reste ihrer Vorgängerbauten. Der Großteil der Ausgrabungsfunde wird im Museum Lauriacum präsentiert.

## Name
Der Name Lauriacum stammt ursprünglich aus dem Keltischen und leitete sich vom Personennamen Laurios ab (Suffix -acus oder -acum) und bedeutet übersetzt in etwa ‚bei den Leuten oder Sippe des Laurios‘ (*Lauriakon). Er wandelte sich im Laufe der Zeit über die mittelalterlichen Namensformen Loriaca/Loraha – Lorich zum heutigen Lorch. Der in antiken Schriftquellen belegte Flussname Anisus (Aist) und Lauriacum sind in verschliffener Form als „Enns“ und „Lorch“ bis heute erhalten geblieben.
Lauriacum wird auch in vielen antiken Quellen erwähnt, wie zum Beispiel im
- Itinerarium Antonini (6 ×)[4], dem
- Codex Theodosianus, dem
- Codex Iustinianus, der
- Passio beatissimi Floriani martyris (9. Jahrhundert),[5] dem
- Martyrologium Hieronymianum,[6] der
- Tabula Peutingeriana, wo Lauriacum als Blaboriciaco (od. Laoriaco) bezeichnet wird, wahrscheinlich handelt es sich hier um einen Abschreibfehler des mittelalterlichen Kopisten,[7] in der
- Notitia dignitatum werden ein Militär-, ein Flottenstützpunkt und auch eine Schildfabrik angeführt,[A 1]
letztmals ist von Lauriacum in der
- Vita Sancti Severini des Eugippius die Rede, in dieser im Jahre 511 aufgezeichneten Lebensbeschreibung des Heiligen wird das oppidum, bzw. die civitas oder urbs Lauriacum ebenfalls mehrmals genannt (Lauriacum, Lauriaci, Lauriaco).[8]

Aufenthalte von römischen Kaisern im Lager werden für die Spätantike bei:
- Ammianus Marcellinus[9] und im
- Codex Theodosianus[10] erwähnt.

## Lage und Funktion

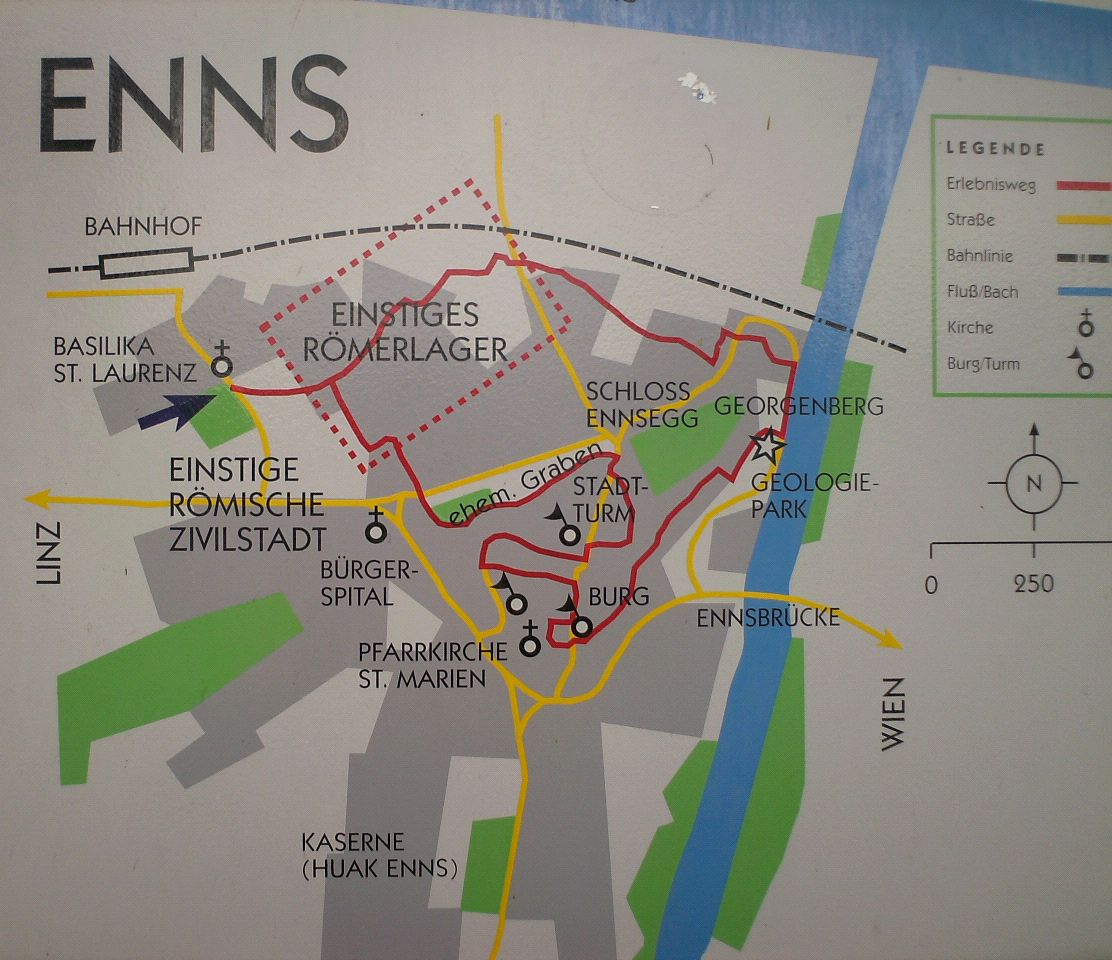
Position des Lagerareals im heutigen Stadtgebiet von Enns (Infotafel bei der Lorcher Basilika)

Der Standort war aufgrund der topographischen Gegebenheiten und seiner Lage an zwei wichtigen Verkehrsstraßen ideal zur Anlage eines Militärstützpunktes geeignet. In römischer Zeit verzweigte sich der Strom hier in mehrere Arme, da das Schwemmgut des Bleicherbaches (Stallbach) im Laufe der Zeit größere, nach Norden zur Donau abfallende Schotterinseln und -terrassen aufgeworfen hatte. Legionsfestung und Zivilstadt standen vor Hochwasser geschützt auf einer dieser Terrassen westlich des Ennsufers in einer Ebene nahe der Donau, die hier die nördliche Zone der Traun-Enns-Platte zum Linzer Feld bildet und im Nordwesten gegen das Bleicherbachtal abfällt. Die Wasserläufe der Enns (Anisus oder Anisa) und Bleicherbach hatten zusätzlich zwei Schwemmfächer aufgeschüttet, auf denen vor Errichtung des Legionslagers ein Auxiliarkastell gestanden haben soll (siehe unten). Etwas weiter östlich befindet sich der Sporn des Georgenberges, der steil gegen das Ufer der Enns abfällt und von den Römern als Steinbruch genutzt werden konnte, wie auch der Tabor nordöstlich von Enghagen, ein Felsrücken aus Granit, der ebenfalls zur Steingewinnung herangezogen wurde. Hinzu kam, dass der Standort aufgrund seiner fruchtbaren Lößböden auch problemlos mit Nahrungsmitteln aus der nahen Umgebung versorgt werden konnte.
Lauriacum lag aber auch am Kreuzungspunkt der wichtigsten Verkehrswege der Provinz Noricum und war ein zentraler Ort, dessen militärische, politische und vor allem ökonomische Bedeutungen durchaus als gleichwertig bezeichnet werden können. Wesentliche Voraussetzung für einen Verwaltungsmittelpunkt war immer eine gute Verkehrsanbindung zu den übrigen civitates der Provinz. Die Limesstraße und der Schifffahrtsweg Donau (Danuvius) tangierten Lauriacum direkt. Die Mündung der Aist (Agista) lag genau gegenüber dem Legionslager am Nordufer der Donau. Schon seit prähistorischer Zeit führte von hier aus eine Handelsroute bis an die Moldau und von dort weiter ins freie Germanien. Lauriacum war somit der am rechten Donauufer gegenüberliegende Brückenkopf dieses Handelsweges, den sog. „Freistädter Steg“. Auf den rechten Donau-Nebenflüssen Enns und Traun wiederum wurden das norische Eisen und das Hallstätter Salz an die Donau transportiert und gehandelt.
Die Sicherung dieser Verbindungen ins nördliche Hinterland waren angesichts der unruhigen Barbarenstämme im Norden unerlässlich. Von hier aus hatte die Besatzung einen guten Überblick auf die Donau zwischen Traun- und Ennsmündung und ihr gegenüberliegendes Ufer. Wie schon im Lager von Albing hatte die Besatzung daher auch hier vorrangig die Aufgabe, das in den Markomannenkriegen vom Feind als Anmarschweg genutzte Aisttal unter Kontrolle zu halten. Dazu kamen die Bewachung der (auch in der Florianuslegende erwähnten) Ennsbrücke und die Kontrolle der Limesstraße.

## Straßen und Fernverbindungen

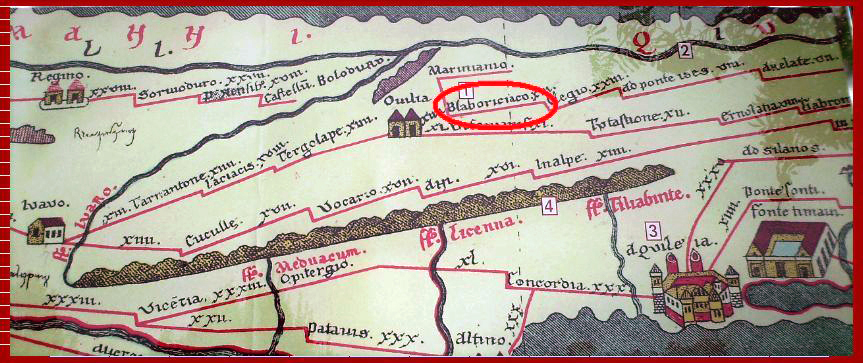
Lauriacum auf der Tabula Peutingeriana (rote Markierung)

Mehrere wichtige Wasserstraßen und Verkehrswege führten direkt an Lauriacum vorbei:
- die Donau,
- die Enns,
- die Straße entlang des Donaulimes (Donausüdstraße),
- die „Norische Reichsstraße“ und
- eine Straße nach Steyr.

In der Tabula Peutingeriana bildet das römische Reichsgebiet zwischen Aquileia, Regensburg und Lauriacum den fünften Teil - Pars V mit den Segmenten IV und V.
Mehrere Befunde zeigen um Lauriacum ein dichtes römisches Straßennetz. Zu nennen ist zu aller erst die via iuxta Danuvium (Donausüdstraße), die südlich am Legionslager vorbeilief und die meist frequentierte Römerstraße im Donautal war. Sie war die Ost-West-Verbindung südlich des Donaulimes zwischen Pannonia, Noricum, Raetia und verlief parallel zur Donau. Ihr folgen heute noch die von Kristein kommende Alte Landstraße, die Stadlgasse und die Mauthausener Straße. Östlich des Legionslagers befand sich wahrscheinlich auch eine Brücke über die Enns, da sich in Ennsdorf antike Gräberstätten entlang eines Weges finden, die eine Fortsetzung der antiken Straße am östlichen Ennsufer vermuten lassen. Am Südwesttor zweigte eine weitere antike Straße ab, die heute vom Mitterweg überdeckt wird.
Eine weitere Fernverbindung führte zwischen dem Stadtberg und dem Eichberg weiter nach Süden in das Ennstal. Im Norden konnten zwei Nord-Süd-Anschlüsse nachgewiesen werden, von denen ein Weg offenbar direkt ans Donauufer führte. Ausgrabungen nördlich des Legionslagers in den Jahren 2005 bis 2007 förderten einen weiteren antiken Straßenstrang zu Tage, der parallel zur nördlichen Lagerseite verlief.
Im Itinerarium Antonini wird Lauriacum als nördlicher Endpunkt der Straße nach Aquileia angegeben, die hier auf die Limesstraße traf. Diese Straße, die Via Julia Augusta, führte von Aquileia, durch das Kanaltal über den Plöckenpass ins Drautal, wo bei St. Peter im Holz (Teurnia) bzw. Seeboden ein Strang nach Salzburg (Iuvavum) abzweigte und so die Ostalpen auf kürzestem Weg überquerte. Von der alten Provinzhauptstadt Virunum verlief die Straßentrasse durch das Görtschitztal, Neumarkter Sattel, Rottenmanner Tauern (1700 m) mit Zwischenstation in Wieting (Candalicas) über den Pyhrnpass (Windischgarsten/Gabromagus) nach Wels/Ovilava, von wo man aus die Limesstraße nach Lauriacum nahm. In der Tabula Peutingeriana sind noch wesentlich jüngere Routen angegeben, sie zeigt eine bedeutend kürzere Straße durch das Kanaltal und den Verlauf von Virunum nordwärts über Friesach durch eine Klamm, mit der Straßenstation Noreia.
Die hochalpine Lage des Tauernüberganges machte es wahrscheinlich, dass in den Wintermonaten ein Umweg über die Bernsteinstraße (Aquileia–Carnuntum) gemacht werden musste, sodass man Lauriacum erst zwei Wochen später erreichte. Auch die Passage vom Murtal ins Ennstal über St. Michael – Pass Trieben dürfte zwei zusätzliche Tage gekostet haben, wenn der verschneite Tauernpass unpassierbar war.

## Forschungsgeschichte

Max von Groller-Mildensee während der Ausgrabungen in Enns (um 1908)

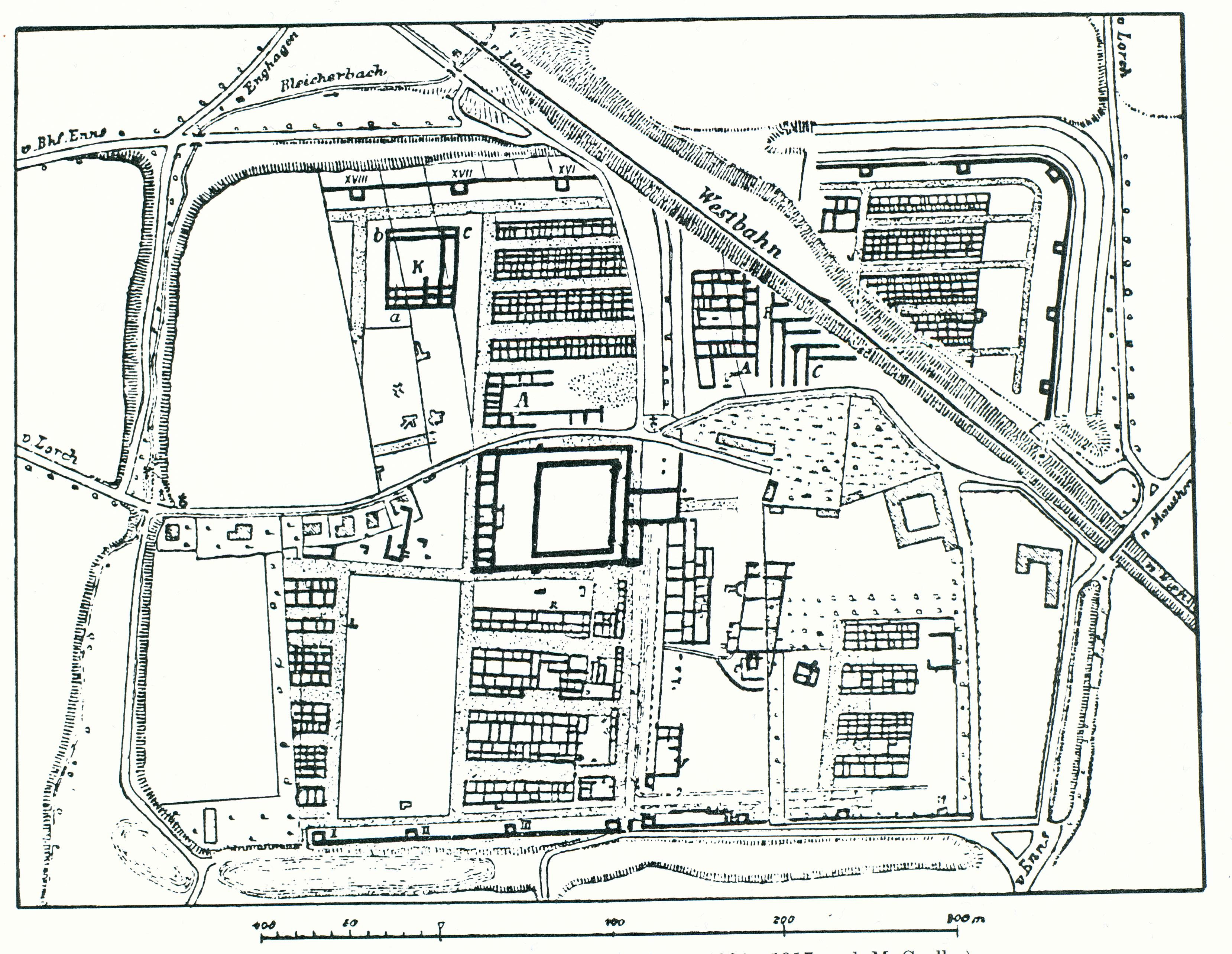
Grabungsplan des Legionslagers von 1904 (Max von Groller)

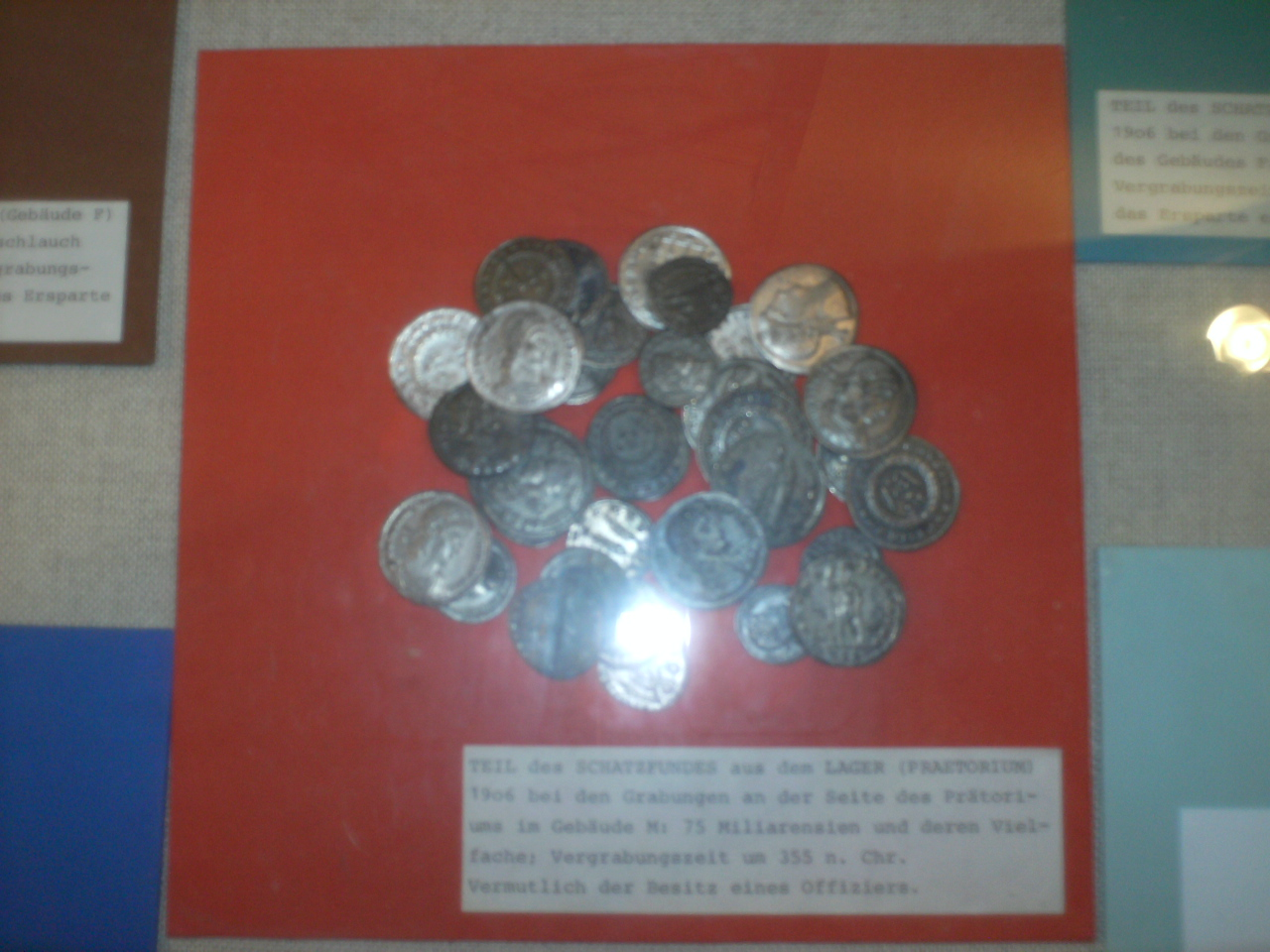
Münzfund aus der Principia des Lagers

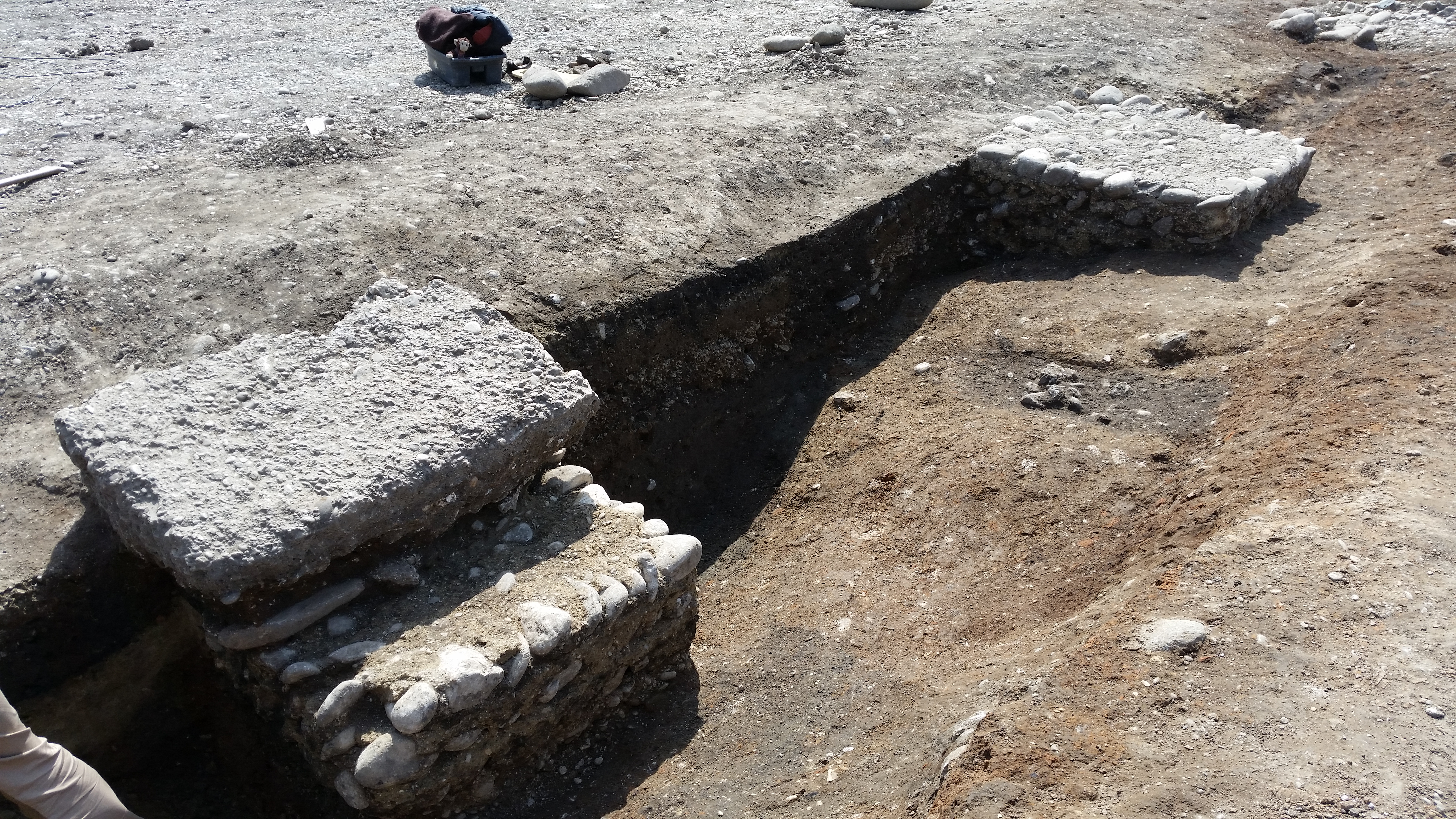
Fund der Grabung 2015 am Werksgelände Büsscher & Hoffmann – Mauerreste

Die römischen Wurzeln von Enns sind schon seit dem Mittelalter bekannt. Systematische und wissenschaftlich begleitete Ausgrabungen begannen aber erst im frühen 20. Jahrhundert und dauern bis heute an. Bei den ersten Grabungskampagnen wurde der Untersuchung des Militärlagers zunächst mehr Aufmerksamkeit entgegengebracht als der Zivilstadt. Eine intensivere und sich auf alle Teile des antiken Areals erstreckende Ausgrabungstätigkeit setzte ab den 1950er Jahren ein.
Im Jahre 1321 erfolgte die erste bekannte Entdeckung eines Inschriftensteins (Grabstein) durch den Mönch Berchthold aus Kremsmünster während der Renovierung der Lorcher Basilika. Die Ruinen Lauriacums wurden danach beim Humanisten und bayerischen Hofhistoriographen Johannes Aventinus in seiner Bayerischen Chronik als „… große und mächtige Reichsstadt mit einer zwei Meilen großen Ringmauer.“ erwähnt. 1765 fand man unter anderem einen römischen Mosaikboden der aber wieder verloren ging. Im frühen 18. Jahrhundert werden die Mauerreste von einem durchreisenden Engländer, Richard Pococke, beschrieben. Von Kremsmünster Pater Josef Gaisberger und P. Wieser wurden im Garten des Schlosses um 1851/52 erste Versuchsgrabungen unternommen, die zur Aufdeckung von „auf Säulen ruhenden Gewölben“ führten; es handelte sich hierbei um die Überreste eines Hypokaustums des Lagerbades. Die Gewölbe ruhten auf Säulen aus Granit, unter diesen befand sich ein Estrich aus zerstoßenen Ziegelbruch. Die Pfeiler wurden geborgen und anschließend fortgebracht. Aufsätze über diese Ausgrabungen hatte 1857–1861 Joseph von Arneth verfasst und im Jahre 1856 veröffentlicht. Viele Kleinfunde wanderten auch in die Taschen von Antikensammlern und gingen so der Wissenschaft für immer verloren, andere gelangen in private oder öffentliche Sammlungen und wurden später durch den 1892 gegründeten Museumsverein Lauriacum wieder zusammengeführt.
Die damals noch fast vollständig unbebaute Innenfläche des Lagers wurde vor dem Ersten Weltkrieg von Oberst Maximilian von Groller-Mildensee zu 4/5 ausgegraben. Um 1900 wurde im Bereich des Südwesttores in 1,5 m Tiefe die Fundamente der Lagermauer aufgedeckt. Ab 1904 fanden unter der Leitung Max von Grollers (K.u.K. Limeskommission) erstmals wissenschaftliche Grabungen statt, die er bis zu seinem Tod im Jahre 1920 leiten sollte. 1904 konnten zum Beispiel drei nach innen vorspringende Zwischentürme und der Eckturm im Norden ergraben werden. Groller bearbeitete und publizierte 1919 dabei auch Berichte und Zeichnungen des Ingenieurs M. Niedermayer (heute im Schlossmuseum Linz), die auch die Hauptquellen für Joseph von Arneth waren. Auch die meisten Fundzeichnungen wurden aus diesem Werk übernommen. Nach Ende des Ersten Weltkrieges forschten vor allem Alexander Gaheis und Josef Schicker in Lauriacum. 1936 entdeckte Erich Swoboda die im Lagerlazarett eingebaute frühchristliche Kirche.
Nach dem Zweiten Weltkrieg (1951–1959) gruben das Österreichische Archäologische Institut und das Oberösterreichische Landesmuseum (Walter Jenny, Hermann Vetters, Lothar Eckhart) gemeinsam auf dem Areal der Zivilstadt. In den ersten Jahren nach dem Zweiten Weltkrieg machten auch zahlreiche Bauvorhaben eine umfangreiche Dokumentation durch Josef Schicker notwendig, diese wurde allerdings nie veröffentlicht. Ab den 1950er Jahren gab es aufgrund der vermehrten Bautätigkeit wieder mehr römerzeitliche Fundmeldungen, darunter der erste Nachweis von Sigillata-Keramik in der Mauthausener Straße. Ämilian Kloiber erforschte vor allem die Gräberfelder rund um Lauriacum. In den 1960er Jahren entdeckte Lothar Eckhart unter der St.-Laurenz-Basilika den römischen Vorgängerbau (Peristylhaus) der in der Spätantike zu einer Kirche umgestaltet wurde. Ab 1964 ließen Kanalarbeiten eine weitergehende archäologische Untersuchung zu sowie auch 1976 beim Bau eines neuen Hallenbades in Enns. Eine von Lothar Eckhart 1968 durchgeführte Suchgrabung nach dem Amphitheater des Legionslagers blieb erfolglos. Seit den 1970er Jahren wurden vom Österreichischen Bundesdenkmalamt (BDA) unter Hannsjörg Ubl vor allem Not- und Rettungsgrabungen durchgeführt. Im Jahre 1977 legte Hermann Vetters einen neu überarbeiteten Plan des Lagers vor, 1986 erfolgte eine Nachbearbeitung durch Kurt Genser. Ab 1994 kam es wieder zu großflächigen Ausgrabungen im Legionslager selbst, wobei neue Erkenntnisse bezüglich der Umfassungsmauer, des Fahnenheiligtums der Principia, der Querhalle im Süden, der Mannschaftsbaracken und der die Via principalis säumenden Säulengänge gewonnen werden konnte. Erstmals konnten auch zivile Bauten nachgewiesen werden, die in den letzten Jahrzehnten des 4. Jahrhunderts errichtet worden waren. Aufgrund von Keramikfunden konnte die kontinuierliche Besiedlung des Platzes bis in das 7./8. Jahrhundert zweifelsfrei bestätigt werden.
Von 1995 bis 2004 konnte ein antikes Siedlungsareal erfasst werden, das sich bis nach Kristein ausdehnt. Von 2004 bis 2006 wurden im Gräberfeld „Kristein-Ost“ etwa 150 Bestattungen geborgen. Bereits vor Errichtung des Legionslagers wurde hier ein Gräberfeld angelegt, Brandbestattungen überwogen die einfachen Erdbestattungen, einzelne antike Bauteile verweisen auf größere Grabbauten (Columbarien). An mehreren Stellen konnte auch noch der antike Straßenbelag beobachtet werden. Der Begräbnisplatz scheint – bis auf wenige Ausnahmen – bis in die mittlere Kaiserzeit (100–300 n. Chr.) in Verwendung gestanden sein. Besonders auf Kristein-Ost konnte eine dichte Belegung angetroffen werden. Auffällig war, dass sich die Gräber kaum überschnitten, sie mussten damals also markiert gewesen sein. Auf der ehemaligen Flur „Mitterweg“ (heutiger Johann-Hoflehner-Weg) wurden Körpergräber gehoben, die zum Teil nahe mittelkaiserzeitlicher Siedlungshorizonte eingetieft waren. Im nördlichen Bereich wurde ein größerer Handwerksplatz ergraben, das sogenannte „Töpferviertel“ der Zivilsiedlung. Inwieweit sich Zivilsiedlung und das spätantike Gräberfeld überschneiden, kann derzeit noch nicht zweifelsfrei festgestellt werden. 2003–2006 wurde beim alten Dorfkern von Lorch, an der Nordspitze des Legionslagers, gegraben. Im Jahre 2007 fand man bei Bauarbeiten an der Kreuzung Walderdorffstraße – in der Nähe des Bleicherbachs – die Ausrissgräben des Nordtorturms der porta decumana.
Die Ausgrabung Plochbergergründe in den Jahren zwischen 2013 und 2014, untersuchte archäologisch die Parzellen 103, 100 und 101, ausgeführt durch die Grabungsfirma Archeonova unter der Leitung von Wolfgang Klimesch. Die Parzellen wurden in einem Zeitraum von sieben Monaten vollflächig freigelegt und auf diese Weise ein Bereich von 8005 m² abgedeckt. Insgesamt konnten dort zwölf Gebäude und über 200 Gruben oder Gräben festgestellt werden. Die Ausgräber gingen von einer Bebauung des Geländes in der Spätantike (Wende 3. zum 4. Jahrhundert) aus. Ab dem Jahr 2014 wurde insbesondere das noch unverbaute Gebiet zwischen Pfanner-Werken (Fabrikstraße) und dem Mitterweg geomagnetisch und teils auch mit Georadar aufgenommen, und dichte Bebauung mit Wegenetz nachgewiesen werden, vornehmlich kleinstrukturierte handwerkliche Besiedelung, sowie eine noch unbekannt gewesene Gräberstraße westlich der Lagerhausstraße. Im Zuge einer Werkserweiterung der Firma Büsscher & Hoffmann, in Lorch direkt westlich des Bahnhofs, konnte die Zivilstadt März bis September 2015 auch direkt nördlich des alten Legionslagers ausgiebiger befundet werden. Dabei wurden auf etwa 12.000 m² gut 150 Meter einer Straße, die am Nordrand des Legionslager entlangführt, aufgedeckt. Neben mehreren Gebäuderesten des 3.–4. Jahrhunderts wurden zahlreich Münzen, Keramik, Fibeln sowie Metallgegenstände gefunden. Diese zu ihrer Zeit flächenmäßig größte archäologische Grabungskampagne in Oberösterreich führte der Österreichische Archäologische Dienst (ARDIG) durch. Begleitet wurden die Arbeiten mit Schaugrabungen und einem Tag der offenen Tür. Das Areal wurde in Folge wieder überbaut. Seit April 2016 graben Archäologen des OÖ Landesmuseums und der Universität Salzburg an der Terrassenkante zur Donau einen von insgesamt zwölf römischen Kalkbrennöfen in Lauriacum/Enns aus.

## Datierung

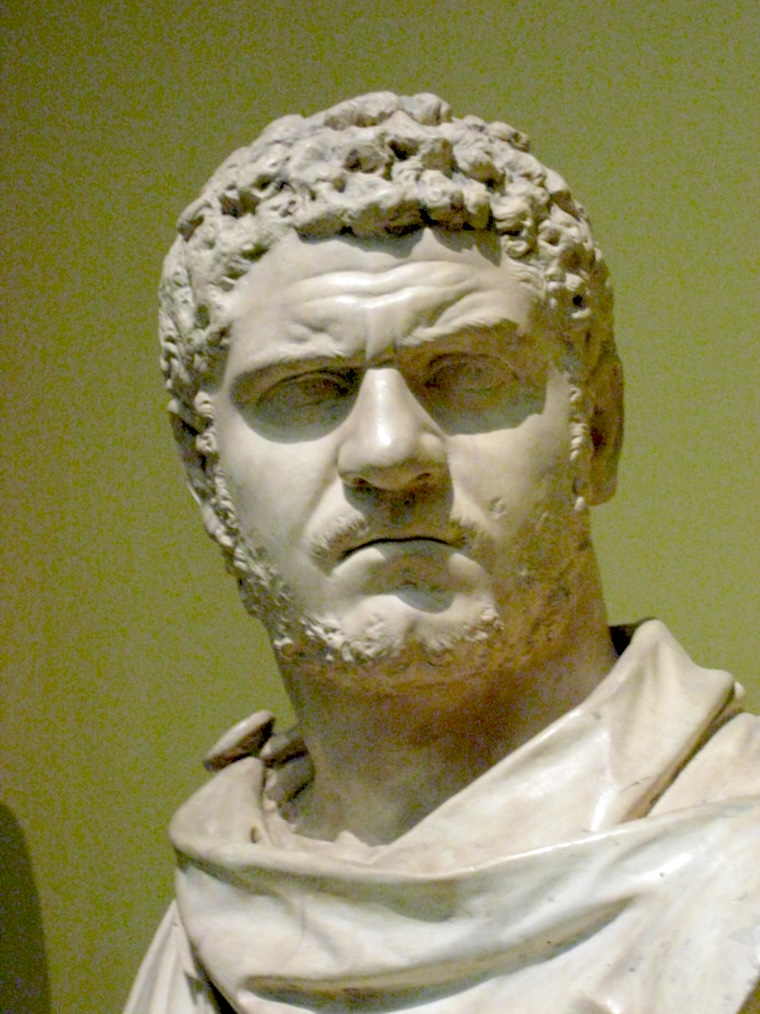
Büste des Caracalla
Puschkin-Museum

Für die Datierung des Lagers können bislang zwei Inschriften herangezogen werden: Ein Geniusstein vom 18. September 191 n. Chr. und die Fragmente einer Bauinschrift aus den Principia (Stabsgebäude) aus dem frühen 3. Jahrhundert n. Chr. Ihr Fundort legt nahe, dass sie sich explicit auf die Fertigstellung der Lagerkommandantur bezieht.
Hinsichtlich der Frage, wann genau das Legionslager angelegt und bezogen wurde, konnte bis heute aber keine definitive Klärung erzielt werden. Möglich ist, dass sein Bau schon unter Commodus in Angriff genommen wurde. Der oben genannte Weihaltar des ranghöchsten Zenturios (Primus Pilus) der II. Italica, M. Gavius Maximus, wurde in der mensa des Hochaltars der Lorcher Basilika, vorgefunden, also wohl keinesfalls am Originalstandort, sie könnte vielmehr noch aus Albing stammen. Das Lager war vielleicht schon im Jahr 191 n. Chr. weitgehend vollendet, die in den Jahren 1904 und 1907 geborgenen Bauinschriften lassen auf die Fertigstellung der letzten Lagerinnenbauten um das Jahr 205 n. Chr. schließen.
Am Standort des Vicus (Bundesstraße 1) konnte der Archäologe Hannsjörg Ubl ein Gebäude freilegen, das nach Ausweis der Münzfunde noch vor Gründung des Lagers erbaut worden sein musste. Ubl nahm an, dass es den ersten Gebäuden der Canabae legionis und nicht dem Vicus zuzurechnen ist, da sich letzterer damals noch nicht so weit nach Westen erstreckte. Wahrscheinlich wurde es etwa zehn Jahre vor Fertigstellung des Legionslagers angelegt. Aus diesem Befund zogen die Ausgräber den Schluss, dass der Baubeginn für das Lager um 185 n. Chr. anzusetzen ist, die Weihung des Fahnenheiligtums erfolgte um 191, die Principia waren 201 n. Chr. fertiggestellt und das gesamte Lager somit um das Jahr 205 n. Chr. Am wahrscheinlichsten ist jedoch, dass unter Kaiser Septimius Severus (193–211 n. Chr.) mit dem Bau begonnen wurde, es aber erst unter seinem Nachfolger Caracalla (212 n. Chr.) die Bauarbeiten endgültig abgeschlossen waren.

## Entwicklung

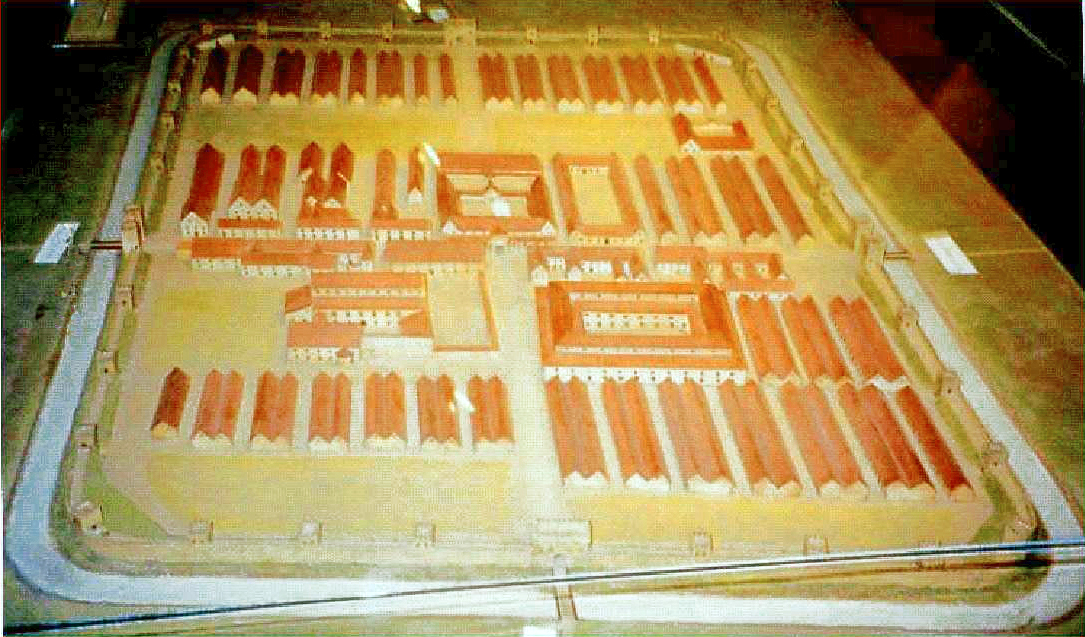
Modell des Legionslagers im 3. Jahrhundert, Ansicht aus SO (Römermuseum Enns)

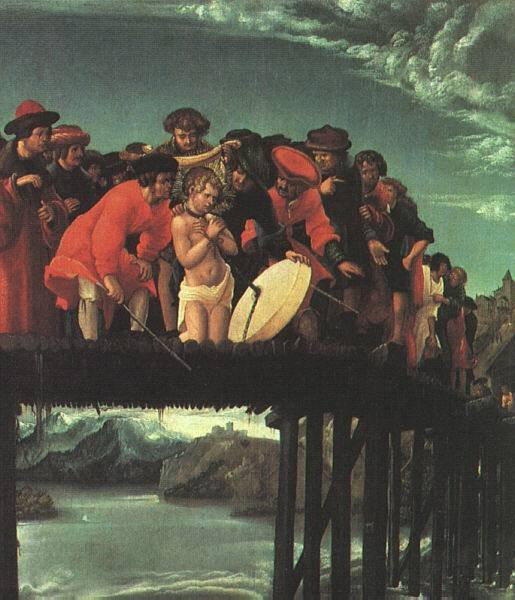
Das Martyrium des Heiligen Florian, Gemälde von Albrecht Altdorfer, Kunstsammlung Aneszky klaster, Prag

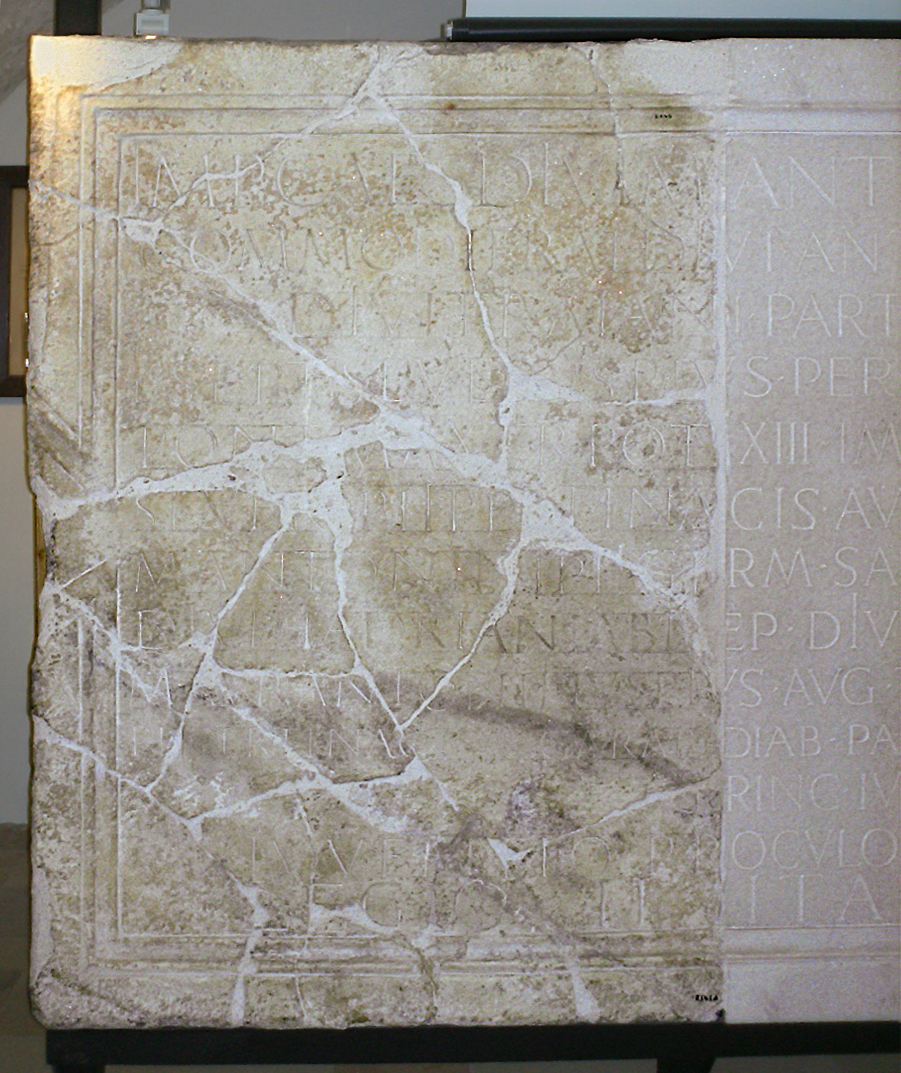
Die Fragmente der Bauinschrift aus der Principia

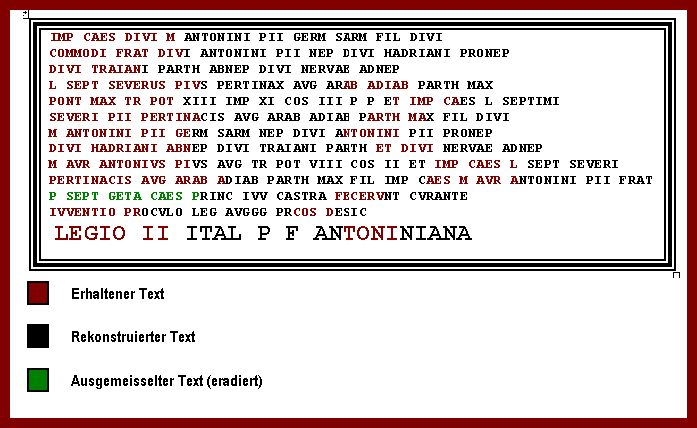
Textrekonstruktion der Bauinschrift

### Vorrömische Zeit
Die fruchtbaren Böden der Traun-Enns-Platte wurden schon seit der Jungsteinzeit für die Landwirtschaft genutzt. Nach einer großen keltischen Einwanderungswelle im 4. Jahrhundert v. Chr. entstand an einer Furt über die Enns zunächst das keltische Oppidum Lauriakon. Nach Ausweis der Kleinfunde und fünf Münzen, die aus der späteren Eisenzeit stammen, scheint sich die keltische Siedlung in den letzten beiden Jahrhunderten vor der Jahrtausendwende zu einem der wichtigsten Marktplätze in der Region entwickelt zu haben. Ihr genauer Standort konnte allerdings noch nicht ermittelt werden. Sie wird auf dem Höhenrücken, direkt unterhalb des heutigen Stadtkerns von Enns vermutet. Da Ausgrabungen hier zurzeit nicht möglich sind, ist man auf Zufallsfunde angewiesen. Auf dem Stadtgebiet von Lorch/Enns und dem Areal der Zivilstadt Lauriacum selbst konnten bislang keine diesbezüglichen Hinweise oder Spuren gefunden werden. Nur am Georgenberg wurde für das 1. Jahrhundert n. Chr. eine indigene Siedlung entlang der Limesstraße (heute Mauthausener Straße) und ein Tempel nachgewiesen. In der Stadelgasse fanden sich weitere vorrömische Baustrukturen, die bis zur Mitte des 2. Jahrhunderts n. Chr. in Verwendung standen.

### 1. Jahrhundert
Aufgrund der günstigen Lage wurde unter Augustus (27 v.–14 n. Chr.) als erster Vorposten eine römische Handelsniederlassung gegründet. Die Römer errichteten daneben vermutlich auch eine Militärstation oder Brückenkopf, der den Ennsübergang sichern sollte. Die Straße verband das Kastell Lentia mit dem Kastell St. Pantaleon-Stein, das 2017 entdeckt wurde. Dieses sicherte den Donauübergang ins Aisttal. Ein wichtiger Handelsweg und Einfallstor für Invasoren. Vielleicht war der Stützpunkt an der Enns mit Angehörigen der Legio XV Apollinaris (Fund eines Grabsteines) belegt. Dafür könnte es aber auch eine andere Erklärung geben: Entweder handelte es sich bei dem Verstorbenen um einen Soldat der auf der Durchreise oder nur für Spezialaufgaben hierher abkommandiert war. Nachdem unter Claudius (41–54 n. Chr.) Noricum offiziell als römische Provinz in das Reich eingegliedert worden war, musste auch ihr Limes weiter verstärkt werden. Entlang der Donau entstand nun eine größere Anzahl von Holz-Erde-Kastellen, die mit Auxiliarkohorten belegt wurden. Für Lauriacum gibt es keine Hinweise auf eine derartige Befestigung.

### 2. Jahrhundert
Eine ca. 100 Jahre andauernde Friedenszeit brachte für die Region einen enormen wirtschaftlichen und kulturellen Aufschwung mit sich. Die ersten römischen Siedlungsspuren sind am Nordfuß des Georgenbergs, entlang der alten Straße über die Ennsbrücke (heutigen Stadlgasse und Mauthausner Straße) nachweisbar. Sie reichen bis an das Ende des 1. Jahrhunderts zurück, es handelt sich um einfache Wohn- und Arbeitsstätten in Fachwerkbauweise.
Unter Hadrian (117–138) wurden die etwas weiter rückwärtig gelegenen Römersiedlungen Ovilava (Wels) und Cetium (St Pölten) zu Städten (Municipium) erhoben, ihr Territorium reichte bis an die Ufer der Enns. Der immer mehr zunehmende Fernhandel erforderte vor allem einen weiteren Ausbau des Straßennetzes, im Zuge dessen wurde die innernorische Hauptroute, die die Provinz mit Aquileia und der Limesstraße verband, weiter ausgebaut, die Enns wurde mit einer festen Holzbrücke überspannt. Auf den Plochberger Gründen entwickelte sich zur selben Zeit ein vicus, dessen Bewohner, nach Ausweis der Funde, schon bald verhältnismäßig wohlhabend gewesen sein müssen. Die keltische Stammbevölkerung ist bis in die römische Kaiserzeit fassbar. Ein gewisser Privatius Silvester ließ um 100 n. Chr. für sich und seine mit zwölf Jahren verstorbene Tochter Privatia Silvina einen Grabstein meißeln. Er ist nach römischem Vorbild gestaltet, die Inschrift in Latein berichtet über Vater und Tochter, beide haben zwar romanisierte Namen, tragen jedoch noch die einheimische Tracht. Möglicherweise wurde hier unter Antoninus Pius – wie im benachbarten Lentia (Linz) – auch ein Steinkastell für eine Auxiliarkohorte errichtet, ein solches konnte aber bislang nicht gefunden werden.

### 3. Jahrhundert
Nach den für Rom verlustreichen Markomannenkriegen war klar, dass der norische Limesabschnitt mit dem stellenweise sehr unübersichtlichen, aus riesigen Sümpfen und Wäldern bestehenden Gelände am Nordufer der Donau ohne dauerhafte Stationierung einer ganzen Legion nicht ausreichend abgesichert werden konnte. Deshalb wurde um 200 n. Chr. die neu aufgestellte Legio II Italica zuerst nach Albing, dann aber von diesem bald in das Lager von Enns verlegt.
Die Stationierung einer ganzen Legion brachte für die Provinz, neben einem neuerlichen wirtschaftlichen Aufschwung, auch verwaltungstechnisch einige umwälzende Neuerungen mit sich. Der Legionskommandant (legatus) gehörte dem Senatorenstand an und übernahm damit auch automatisch die Agenden eines Statthalters. Sein offizieller Titel lautete legatus Augusti (oder Augustorum) pro praetore provinciae Norici (oder Noricae). Unterstützt wurde der Statthalter von seinem 100-köpfigen officium, das sich aus Angehörigen der Legion zusammensetzte. Er gehörte zur Rangklasse der ehemaligen Prätoren und stieg meist nach seiner Amtszeit zum Konsulat auf. Das Lager avancierte deswegen auch zum Amtssitz des norischen Statthalters. Einige Abteilungen der Provinzverwaltung wurden von Virunum nach Ovilava verlegt, das Kaiser Caracalla (211–217) – der vielleicht bei dieser Gelegenheit auch Lauriacum besucht hatte – inzwischen zu einer Colonia (Stadtrecht erster Ordnung) erhoben hatte.
Lauriacum war nun der größte Armeestützpunkt zwischen den benachbarten Legionslagern Castra Regina und Vindobona und wurde deswegen auch mit einer gut ausgebauten militärischen und zivilen Infrastruktur ausgestattet. Nördlich des Lagers entstand bald die canabae legionis, eine erste Pioniersiedlung für die Angehörigen der Soldaten, Handwerker und Händler die entweder im Tross der Legion hierher gelangt oder kurze Zeit später zugezogen waren. Westlich des Lagers entwickelte sich eine rasch expandierende Zivilstadt, der unter Caracalla (211–217) das niedere Stadtrecht verliehen wurde.
Die Hochblüte von Lauriacum wo wahrscheinlich mehr als 25.000 Menschen lebten, endete in der Mitte des 3. Jahrhunderts. Besonders in der Zivilstadt sind Zerstörungen nachweisbar die auf Kriegsereignisse zurückgehen könnten. Nach einer längeren Friedensperiode wurde sie von mehreren, knapp aufeinanderfolgenden Katastrophen heimgesucht, die auch archäologisch oder durch genaue Münzbeobachtung bestätigt werden konnten. Bei einem Einfall der Juthungen, zwischen den Jahren 213 und 234 n. Chr., brannte die Stadt erstmals nieder, danach aber sofort wieder aufgebaut. 270/71 wurde sie wieder von durchziehenden Juthungenscharen geplündert und größtenteils zerstört. Auch das Lager erlitt bei diesem Angriff schwere Schäden. Aus dieser Zeit stammt ein Münzhortfund aus Ennsdorf, dessen Prägungen mit Quintillius enden. Auch diese Katastrophe blieb aber offensichtlich ohne nachhaltige Folgen, da unter Aurelian (270–275) sofort wieder mit dem Wiederaufbau im alten Umfang begonnen wurde. Vermutlich konnte sich die Zivilbevölkerung noch rechtzeitig in Sicherheit bringen, da die Wohngebäude relativ rasch wieder instand gesetzt werden konnten. Für die Sanierung des Forums und der Stadttherme reichten die Mittel nun aber nicht mehr aus, sie wurden wahrscheinlich aufgegeben und dem Verfall preisgegeben. 268 bis 275 n. Chr. plünderten und verwüsteten einmal mehr die Juthungen, diesmal zusammen mit den Alamannen die Stadt und das Lager.
Im späten 3. Jahrhundert ist dennoch wieder eine vermehrte Bautätigkeit im Lager und in der Stadt festzustellen. Die Provinz Noricum wurde durch Diokletians Reichsreform in zwei Provinzen (Ufer- und Binnenoricum) aufgeteilt. Die zivile Verwaltung oblag nun einem praeses (Statthalter), der seinen Amtssitz in Ovilavis hatte. Abteilungen der Legio II wurden in andere Standorte verlegt, wodurch auch größere Gruppen der Zivilbevölkerung abwanderten. Die durch Zuteilungen zu den Comitatenses oder auf andere norische Kastelle stark geschrumpfte Legion unterstand gegen Ende des Jahrhunderts einem Dux limitis, der ausschließlich für die militärischen Belange der ihm zugeteilten Provinzen Noricum-Ripense und Pannonia I zuständig war. Zusätzlich wurde in Lauriacum auch eine Patrouillenbootflottille, die classis Lauriacensis stationiert.
In dieser Zeit soll auch der Heilige Maximilian von Celeia, ein Wanderbischof aus Noricum Mediterraneum (in etwa das heutige Slowenien), nach Lauriacum gekommen sein. Er gründete hier eine Christengemeinde und gilt auch als der erste Bischof der Stadt. Der Legende nach starb er in seiner Heimatstadt Celeia/Celje den Märtyrertod, da er sich weigerte am Opferkult der alten Götter teilzunehmen, ließ ihn der Statthalter Eulasius am 12. Oktober 281 oder 284 enthaupten.

### 4. Jahrhundert
Das Lauriacum in diesem Jahrhundert noch eine überregionale Bedeutung hatte, beweist der Aufenthalt zweier Imperatoren, Constantius II. (341 n. Chr.) und Gratian (378 n. Chr.). Zudem scheint der Standort auch in der Notitia dignitatum auf. Constantius II. ließ hier am 24. Juni 341 einen Erlass (Rescript) ausfertigen, der Aufnahme in die wichtigen Gesetzessammlungen Codex Theodosianus und Codex Iustinianus gefunden hat.
Im frühen 4. Jahrhundert wurde Lauriacum zum Schauplatz des einzigen aus Ufer-Noricum überlieferten Martyriums eines christlichen Heiligen. Im Zuge der diokletianischen Christenverfolgungen erlitt Florianus, der ehemalige Kanzleivorsteher (ex principe officii praesides) des norischen Praeses Aquilinus am 4. Mai 304 den Tod, nachdem er mit einem Mühlstein um den Hals von der Ennsbrücke gestürzt worden war.
Unter der Regierung des Kaisers Konstantin I. (323–337) und seinen Söhnen erlebte Lauriacum einen letzten, kurzen Aufschwung, der sich besonders an Steinmetzarbeiten und den Grabbeigaben dieser Zeit erkennen lässt. In der Zivilstadt entwickelte sich noch einmal eine rege Bautätigkeit, bei der sich das bisherige Gebäudeschema grundlegend veränderte. Die neu angelegte Hauptstraße wurde an ihrer Nordseite von einem etwa 5 m breiten Laubengang begleitet, der Grundriss des alten Forums wurde dadurch trapezförmig. Anstelle der Fachwerkbauten der centuria II trat ein repräsentativer Großbau (Basilika?). All diese Baumaßnahmen standen wahrscheinlich mit dem Aufenthalt von Constantius II. im Zusammenhang, der im Rahmen einer Inspektionsreise am 24. Juni 341 in Lauriacum eingetroffen war. Ihm zu Ehren wurde auch ein Denkmal errichtet, von dem noch ein Marmorköpfchen erhalten geblieben ist.
Um 350 wird die Zivilstadt neuerlich durch eine Brandkatastrophe schwer beschädigt, wer dafür verantwortlich war, ist unbekannt. Der Wiederaufbau wurde zwar wieder umgehend in Angriff genommen, dauerte aber bis in die Regierungszeit des Valentinian I. (364–375) an. Unter seiner Herrschaft erfolgt auch die letzte größere Renovierung und eine Verstärkung der Wehranlagen (Türme und Tore) des Lagers. Die Ziegel hierfür wurden von der II. italischen Legion geliefert, die in Schönering bei Wilhering und St. Pantaleon zwei große Ziegeleien betrieb. Eventuell wurden die Baumaßnahmen von seinem Sohn Gratian (367–383) angeordnet, dessen Anwesenheit in Lauriacum zu dieser Zeit ebenfalls literarisch bezeugt ist.
An der norischen Donau ansässige Christen werden erstmals 304 n. Chr. erwähnt. Nach der Anerkennung des christlichen Kultes als Staatsreligion etabliert sich auch in Lauriacum eine Christengemeinde, die im späten 4. Jahrhundert in den Ruinen des einstigen Lagerhospitals (später die Kirche Maria am Anger) eine Kirche erbaut. Unter der Basilika Enns-Lorch wurde bei Grabungen ein weiterer frühchristlicher Kirchenbau nachgewiesen, in dem möglicherweise die Reliquien der Gefährten des Florianus verehrt wurden. Es sind bislang die ältesten archäologisch nachgewiesenen Kirchen am österreichischen Abschnitt der Donau. Die Vita Severini erwähnt auch das Oberhaupt der Gemeinde, Constantius von Lauriacum, er ist bisher der einzige namentlich bekannte frühchristliche Bischof in Österreich.
Besonders an der Gestaltung der Grabmonumente ist abzulesen, dass die Bevölkerungsstruktur in dieser Zeit einem starken Wandel unterzogen war. Die ersten Romanen wanderten wahrscheinlich schon Ende des 2. Jahrhunderts nach Zerstörungen aus Lauriacum ab. Im 4. Jahrhundert verließ jedoch anscheinend auch ein Großteil der Wohlhabenderen die Stadt, die immer die Auftraggeber größerer und aufwendiger gestalteter Grabbauten waren. Das Recycling von Altmaterial lässt auf eine zunehmende Verarmung und einen Wandel in den religiösen Ansichten schließen. Zugleich treten in den Grabbeigaben mehr und mehr germanische Elemente in den Vordergrund. Ab dem letzten Drittel des 4. Jahrhunderts nahmen die Siedlungsaktivitäten deutlich ab, die Vorstädte wurden zum großen Teil aufgegeben, die Zivilbevölkerung zog sich wohl zum Großteil hinter die Mauern der Legionsfestung zurück, deren reguläre Besatzung durch Abkommandierungen zahlenmäßig schon stark geschrumpft war. In den aufgelassenen zivilen Siedlungsarealen wurden stattdessen nun Gräberfelder angelegt.

### 5. Jahrhundert
401 brennen wahrscheinlich die Vandalen bei ihrem Zug nach Gallien Stadt und Lager erneut nieder, die danach aber trotzdem teilweise wieder aufgebaut werden konnten (zum Beispiel die Kirche im Lagerhospital). 451 wird Lauriacum von dem nach Gallien ziehenden Heer des Hunnenkönigs Attila ausgeplündert. Nach der schweren Niederlage der Hunnen und ihrer Verbündeten in der Schlacht auf den Katalaunischen Feldern verwüsten sie dann bei ihrem Zug nach Italien Stadt und Lager fast vollständig. Die Wiederaufbaumaßnahmen beschränkten sich auf die notwendigsten Reparaturen oder der Errichtung von bescheidenen Neubauten aus Holz und Lehm, die sich nicht mehr an den alten Grundrissen orientierten. Als der Rest der ohnehin schon stark herabgekommene Zivilstadt etwas später niederbrannte, flohen auch die letzten Bewohner oder retteten sich in das ehemalige Legionslager, das sich Zug um Zug in eine befestigte Kleinstadt (oppidum) verwandelte. Auch der vicus scheint an der Wende vom 4. auf das 5. Jahrhundert aufgegeben worden zu sein.
Mit Auflösung der letzten Reste von Verwaltungs- und Armeestrukturen in der Mitte des 5. Jahrhunderts, endet nach fast 500 Jahren die römische Herrschaft über Noricum. Lauriacum wurde Fluchtpunkt für die aus Quintanis (Künzing) und Batavis (Passau) geflohenen Romanen. In der Vita Sanctii Severini wird Lauriacum erstmals im 18. Kapitel erwähnt, in der Severin seine Bürger ermahnt den Zehnten zur Unterstützung der Armen abzuliefern. Nach Evakuierung fast aller Kastellbewohner an der oberen Donau durch Severin von Noricum war es das letzte bedeutende Bollwerk der Romanen im Westen der Provinz. Der Zustrom all dieser Flüchtlinge führte wohl zu einer Hungersnot, da Severin in der Basilika Öl an die Notleidenden verteilen lässt. Trotz eines erfolgreich abgewehrten nächtlichen Angriffs der Alamannen war klar, dass auch dieser Ort auf Dauer nicht mehr zu halten war. Man vermutet, dass sich die Romanen hierzu in eine Art Fluchtburg um die Laurenz-Basilika zurückgezogen hatten – wie die Schilderung in der Vita vermuten lässt – und nicht in das Legionslager. Die Romanen drohten nun zwischen den Alamannen im Westen und den Rugiern im Osten aufgerieben zu werden. Severin eilte daher dem donauaufwärts marschierenden Rugierheer entgegen und handelte mit deren Anführer Fewa ein freies Geleit aus. Severin setzte sich anschließend mit einem Großteil der Provinzialen noch weiter in den Osten, in das den Rugiern unter ihrem König Feletheus tributpflichtige Favianis ab. Von dort aus wanderten die meisten nach Severins Tod (482) auf Anordnung des neuen Machthabers in Ravenna, dem Skirenkönig Odoaker, um 488 nach Italien ab. Es gilt aber heute als gesichert, dass im Legionslager eine wenn auch zahlenmäßig nicht sehr starke Restbevölkerung weiter ausharrte und an ihren christlich-römischen Traditionen festhielt. Dafür sprechen unter anderem die Nutzung des Gräberfelds am Ziegelfeld bis in das 7. Jahrhundert und der Fund eines Kriegergrabes aus dem 8. Jahrhundert.

### Frühmittelalter – Neuzeit
In einem Bericht über den Aufenthalt des Wormser Bischofs Ruprecht um 696 in Lauriacum wird es – wie die Bischofsresidenzen Worms und Regensburg – als civitas („Stadt“) bezeichnet, was auf eine größere regionale Bedeutung des Ortes schließen lässt. Die Mauer des Legionslager muss im Frühmittelalter daher noch weitgehend erhalten gewesen sein und seine fortifikatorische Funktion erfüllt haben. Davon zeugt der lokale Flurname „Die Burg“. Innerhalb des Kastells trug das Areal um das ehemalige Lagerhauptquartier den Namen „In der Pfalz“ (etymologisch palatium = Palast). Auch eine größere Gruppe von Romanen war hier weiterhin vertreten. Die Reise des Kirchenoberhauptes nach Lorch ist jedoch aufgrund der erst viel später erfolgten Aufzeichnung umstritten, ebenso ob er dort noch auf eine intakte Christengemeinde gestoßen ist. Die Siedlungskontinuität lässt sich aber vor allem anhand der Beibehaltung des Ortsnamens erkennen, der als „Lorahha“ verschliffen in einer fränkischen Urkunde von 791 wieder auftaucht. Der Frankenkönig Karl der Große versammelte im September dieses Jahres in Lorahha sein Heer für seinen ersten Feldzug gegen die Awaren. Lorahha war also – so scheint es – von der Zeit Severins bis zur Einrichtung der Awarischen Mark durch Karl durchgehend bewohnt, Siedlungsaktivitäten konnten vom 6. bis in das 8. Jahrhundert anhand von Funden nachgewiesen werden (Keramik). Nach der Zerschlagung ihres Reiches war Lorahha ab dem Jahr 805 einer der Marktorte, wo unter Aufsicht eines fränkischen Comes (Grenzgraf) mit den Awaren und Slawen offiziell gehandelt werden durfte. Im Jahr 900 wurde zum Schutz gegen die Ungarneinfälle eine Befestigungsanlage erbaut. Dabei handelte es sich mit hoher Wahrscheinlichkeit wohl hauptsächlich um Ausbesserungs- und Verstärkungsarbeiten an der alten Lagermauer, die dadurch noch bis ins Hochmittelalter ihre Schutzfunktion erfüllen konnte. Seine Bedeutung als Grenzfestung endete mit der Etablierung der Babenbergermark ab dem Jahre 976. In wirtschaftlicher Hinsicht wurde die günstige Lage der Siedlung an der Ennsmündung durch den nach 1060 rasch zunehmenden Handelsverkehr mit Ungarn, Ost- und Südosteuropa jedoch immer wichtiger. Die Lagermauer dürfte bis ins 16. Jahrhundert – zumindest teilweise – noch bestanden haben. Ihre endgültige Zerstörung erfolgte wohl auch nicht durch Kriegseinwirkungen, sondern durch Verwahrlosung, natürlichen Verfall und den schließlich verstärkt im Hochmittelalter (nach 1212) einsetzenden Steinraub für den Ausbau der Stadt Enns. Besonders viel Bausubstanz wurde zur Zeit des Dreißigjährigen Krieges zerstört, als auf dem ehemaligen Lagerareal Erdschanzen aufgeworfen wurden. Danach wurde das Ruinenfeld bis weit ins 19. Jahrhundert – ähnlich wie in Carnuntum – von Schatzgräbern systematisch durchwühlt und geplündert. Die heute abgetragene Kirche Maria am Anger, die einst ins Hospital des Legionslagers integrierte, spätantike Bischofskirche, blieb bis 1792 erhalten. Sie wird im 12. Jahrhundert als „Kirche der heiligen Maria in der Burg Lauriacum“ benannt und war mit Pfarreirechten versehen. Der dazugehörige Friedhof wurde im 10. Jahrhundert angelegt. Die Basilika St. Laurenz entwickelte sich aus einer Kirche der spätantiken Zivilstadt.

## Auxiliarkastell
Seit dem 19. Jahrhundert waren Bestrebungen im Gange auch den Vorgängerbau des Legionslagers zu finden. Die Archäologen Friedrich von Kenner (1834–1922) und Alexander Gaheis (1869–1942) vermuteten es im „… Areal der großen Festung“, der Hobbyarchäologe und Terra-Sigillata-Spezialist Paul Karnitsch (1905–1967) versuchte sich Anfang der 1950er Jahre auch in der Rekonstruktion dieses Kastells. Nach einigen Baugrubenuntersuchungen auf dem Ziegelfeld (Hanuschgasse/Zieglergasse), südlich des Legionslagers, glaubte Karnitsch dort zwei Gebäude der canabae des Auxiliarlagers gefunden zu haben, weswegen er ein Lager in der Form eines oblongen, nach Nordosten ausgerichteten Rechtecks vermutete, da: „… die Flächenform nach dem festgelegten Grabenteil und den vorhandenen Straßenzügen vorgerissen war.“ Karnitsch errechnete weiters einen Flächeninhalt von 71,04 × 124,32 m, das sind 8831,69 m² ohne aber einen Anspruch für die Richtigkeit seiner Analysen zu erheben. Punkto Besatzung kam Karnitsch zu dem Schluss, dass in diesem Hilfstruppenlager nur eine kleine Besatzung mit einer Mannschaftsstärke von vielleicht zwei Zenturien (centuria = 100 Mann) gelegen haben kann. Bis dato ist jedoch keine Inschrift oder anderer Fund bekannt, der die Anwesenheit einer Auxiliartruppe in der Zeit vor Ankunft der Legion bestätigen könnte. Auch von Kenner war davon überzeugt, dass Kaiser Vespasian (69–79) die Ennsmündung nicht gänzlich ohne militärischen Schutz gelassen haben konnte. Als Beweis für seine These zog er einen Grabstein aus dem 1. Jahrhundert heran, auf dem ein Soldat der Legio XV Apollinaris, T. Barbius A. f. Quintus, genannt wird (siehe dazu auch Abschnitt Entwicklung/Anm. 7). Diesen Ansichten wurde jedoch von Ubl und Erwin M. Ruprechtsberger aufgrund fehlender stichhaltiger archäologischer Beweise entschieden widersprochen. Da großangelegte archäologische Grabungen auf Grund der modernen Überbauung des in Frage kommenden Areals ausgeschlossen sind, wird sich diese Angelegenheit wohl auch in nächster Zukunft nicht zufriedenstellend klären lassen können.

## Legionslager

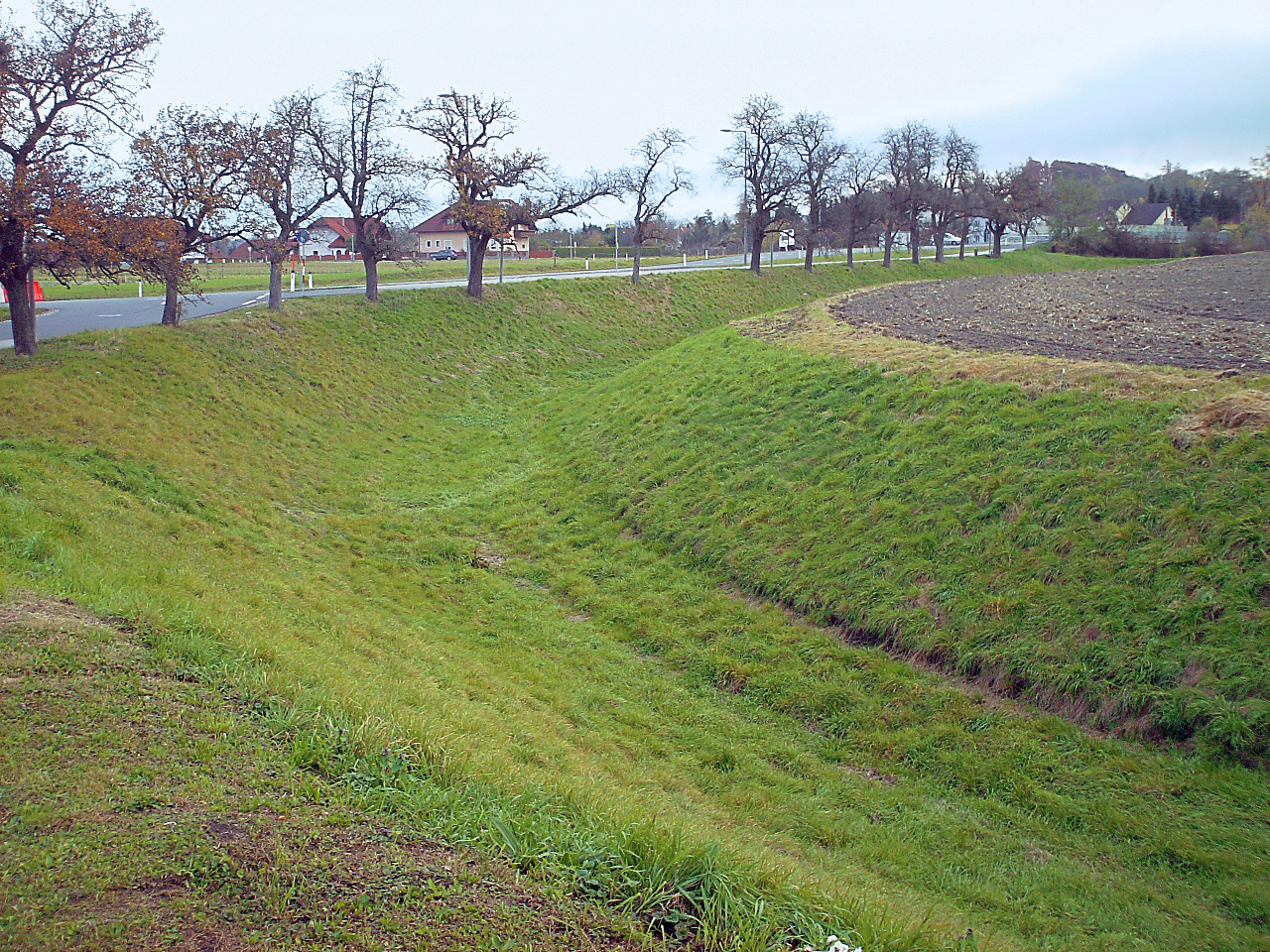
Der bis heute erhalten gebliebene Grabenabschnitt an der Nordwestecke (Mitterstraße/Lorcher Straße)

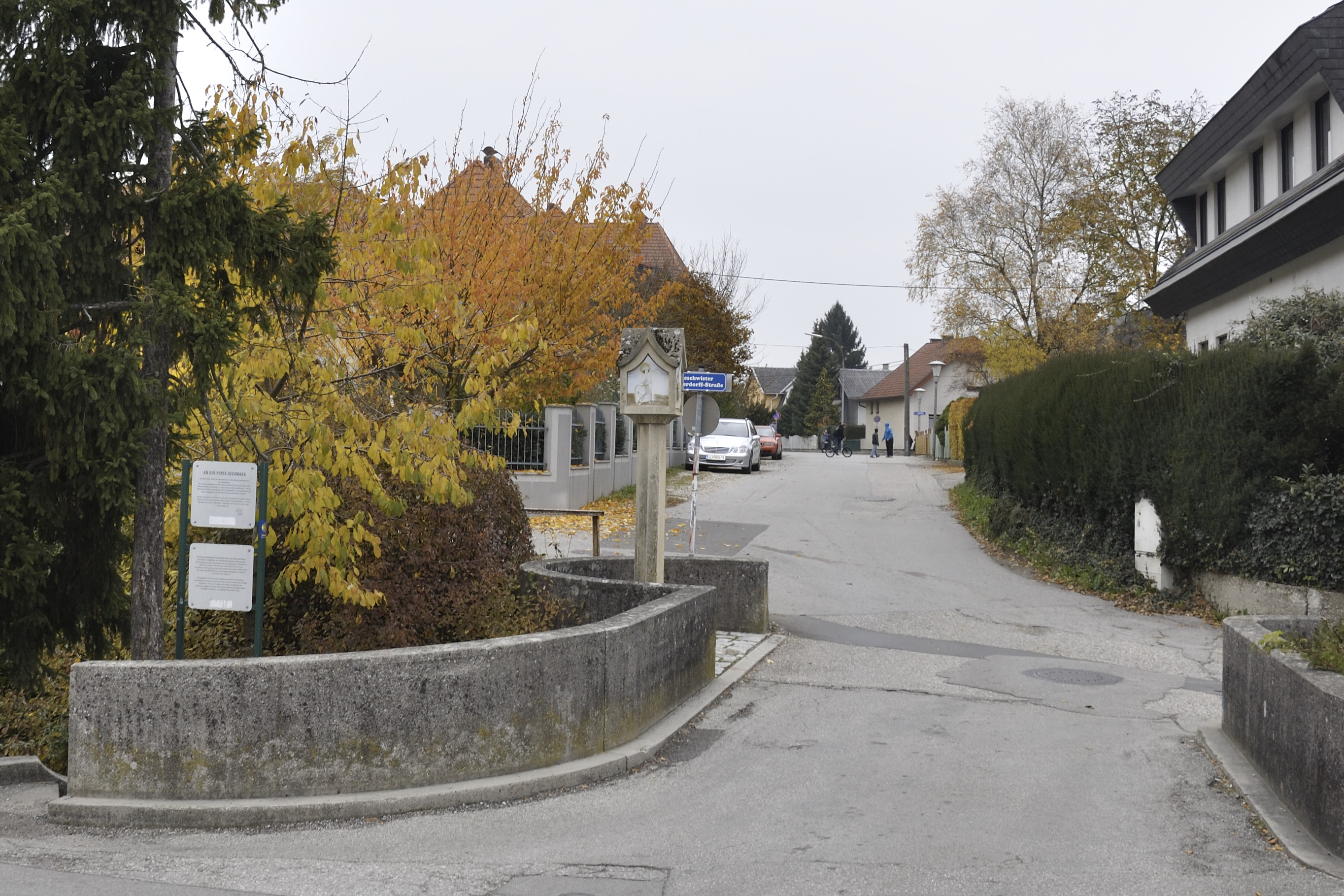
Die Bleicherbachbrücke markiert den Standort des südöstlichen Lagertores

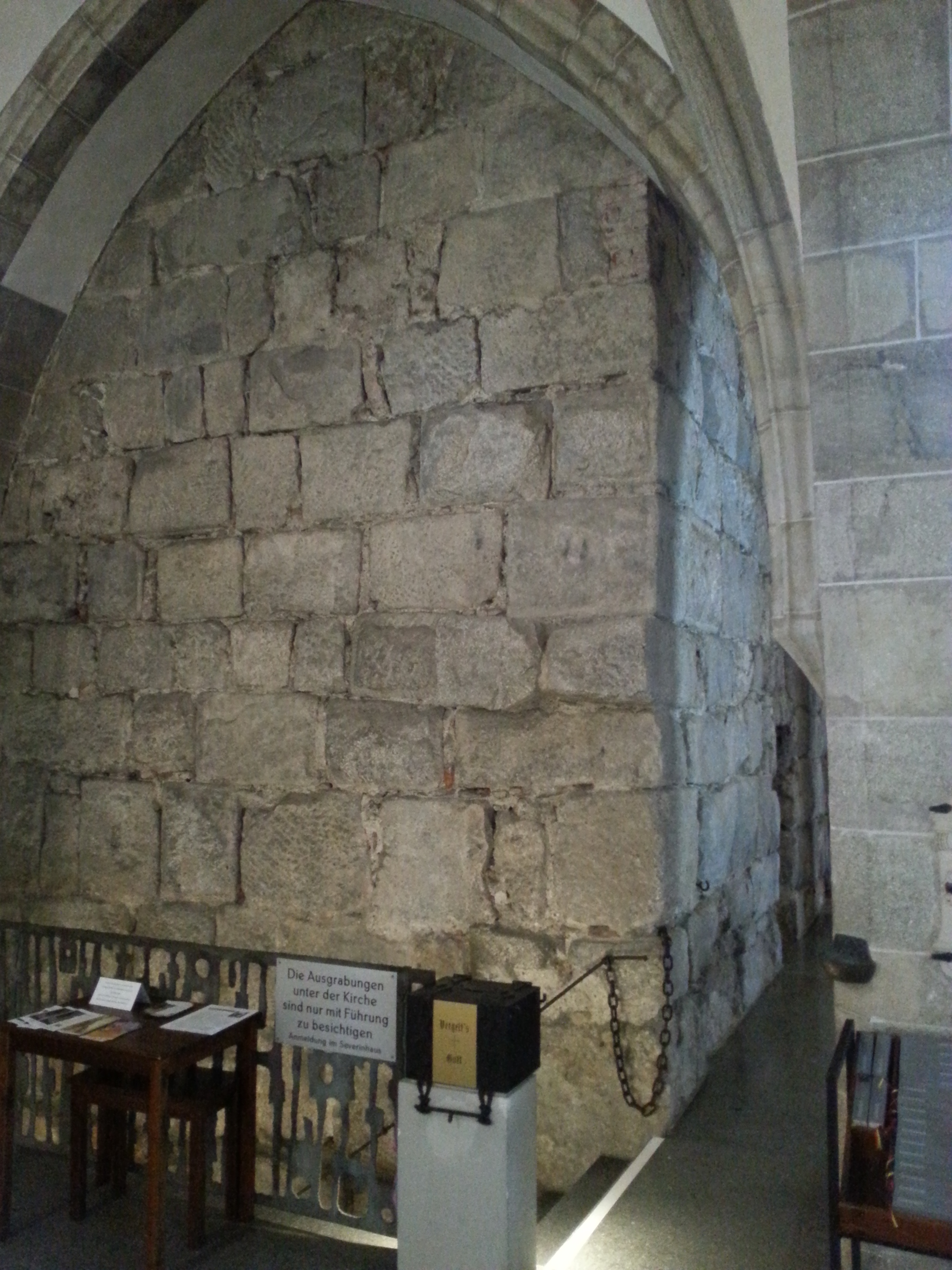
Im Glockenturm der Basilika St. Laurenz verbaute Steine aus dem Legionslager

Der Großteil des Lagers (castra legionis) ist heute überbaut oder parzelliert. In der Diagonale zwischen Nordwest- (Porta praetoria) und Südosttor (Porta principales sinistra) wird es von der Trasse der Westbahn durchschnitten.
Der Grundriss des mehrphasigen Lagers (3 Bauperioden) war rechteckig, mit abgerundeten Ecken (Spielkartenform) und maß 538 × 398 m was einen Flächeninhalt von etwa 21,5 ha entspricht. Mit diesen Längenmaßen war es deutlich kleiner als die ersten beiden Standlager der II. Italica in Lotschitz (SLO) und Albing. Das Konglomeratgestein vom Georgenberg und der Granit vom sogenannten Tabor bei Enghagen wurden hierfür als Baumaterial verwendet. Die SW-NO-Orientierung der Umwehrung folgte im Wesentlichen dem Verlauf der zur Donau hin steil abfallenden Terrassenkante im Norden und dem Ufer des Bleicherbaches im Westen. Diese natürlichen Gegebenheiten veranlasste die Architekten wohl zur Anlage der Lagerfläche als schiefwinkeliges Rechteck mit einer Abweichung von sieben Grad; die Fluchten der Baustrukturen im Inneren treffen daher nicht exakt im rechten Winkel aufeinander. Die nördliche Terrassenkante bestimmte auch den Verlauf des decumanus maximus. Der Verlauf eines Abschnittes der Umfassungsmauer und seiner beiden vorgelagerten Gräben kann heute noch entlang der Linie Römergraben – Bahnhofweg – Teichweg – Lorcher Straße nachverfolgt werden.
Von der Innenbebauung sind folgende Gebäude bekannt:
- die Principia mit Lagerforum,
- das Prätorium,
- das Legatenhaus,
- die Offiziersunterkünfte,
- Kasernen für insgesamt zehn Kohorten,
- Kasernen für Spezialkräfte
- das mehrphasige Lagerbad,
- Wirtschaftsgebäude des Basartyps, und das
- Lagerhospital.[33]

Die Kastellfläche wurde standardmäßig durch ein rechtwinkliges, auf die vier Tore ausgerichtetes Kreuz der beiden Lagerhauptstraßen (Via principales und Via praetoria) aufgeteilt. Das Haupttor war feindwärts angelegt, von ihm aus führte die Via principalis zu dem in der Lagermitte gelegenen Hauptgebäuden, um die sich die übrigen Wohn- und Zweckbauten gruppierten. Die etwa neun Meter breite Via principales, an der eine Säulenkolonnade (Porticus) entlang lief (Zwölf Säulenbasen konnten 1908 noch in situ gefunden werden.) teilte die Anlage in zwei Hälften, in den vorderen Bereich (Praetentura) und in den etwas größeren, rückwärtigen Bereich (Retentura). In Höhe der Principia traf der 160 m lange Säulengang auf ein nördlich angrenzendes Gebäude (Vorhalle der Principia). Hinter der Kolonnade schlossen sich noch einige Räume an, deren Funktion aber nicht geklärt werden konnte. Genau im Mittelpunkt des Lagers kreuzten sich die mit Kieselsteinen gepflasterten via principalis mit der zweiten Lagerhauptstraße, der 6,5 m breiten via praetoria.
Neben Mannschafts- und Offiziersunterkünften wurden die Principia mit Fahnenheiligtum, die Lagertherme, das Hospital sowie Verwaltungs-, Werkstätten-, Speicher- und Wirtschaftsgebäude aufgedeckt. Ein sich im NW an die principia anschließendes Gebäude diente wohl ebenfalls zu Verwaltungszwecken (quaesturium). Ein anderer weitläufiger Komplex an der Via principalis wurde als Wohnhaus des Lagerkommandanten (Praetorium) interpretiert. Im südlichen Lagerareal wurden Säulentrümmer entdeckt, die wahrscheinlich zum sogenannten Legatenhaus, der Residenz des Statthalters, gehörten.
An der Südostseite der Lagerhauptstraße standen die langgestreckten Tribunenhäuser, die als Unterkünfte für die Stabsoffiziere der Legion dienten. Östlich der Tribunenhäuser stand die Lagertherme, deren Innenräume in ein Kalt-, Warm- und Schwitzbad unterteilt waren. Nördlich, auf der gegenüberliegenden Straßenseite der Via praetoria, befand sich das Lagerhospital. Von den Gebäuden, die nördlich des Hospitals standen, ist nur wenig bekannt. Ihre Reste wurden beim Bau der Westbahntrasse zerstört. Es ist möglich, dass dort Magazine und Getreidespeicher (horrea) standen. Andere Mauerzüge könnten einst zu Stallgebäuden oder anderen Wirtschaftsgebäuden gehört haben. Es wurden auch Reste von einem basarähnlichen Wirtschaftsbau und die Unterkünfte der Immunes, Handwerker oder anderer Spezialisten, gefunden.
Zerstörungsschichten, die vielleicht auf Juthungen- (270–271) oder Hunneneinfälle (451) zurückgehen (in der Fachwelt allerdings noch immer umstritten), wurden immer wieder durch Umbaumaßnahmen abgelöst, die bis ins Frühmittelalter zu verfolgen sind. Verbauungsschema und Gliederung der Gebäude wurden dabei aber stark verändert. Ob sich die stark dezimierte Legionsbesatzung in der Spätzeit des Lagers – wie auch aus anderen Kastellen an der norischen Donau bekannt – ebenfalls in ein Restkastell zurückgezogen hat, konnte noch nicht geklärt werden. Lothar Eckhart beobachtete in der Südwestecke auf den Fundamenten der dort komplett abgetragenen Wehrmauer sogenannte Rieselmauerzüge. Laut Hermann Vetters könnte dies ein Hinweis darauf sein, dass nur mehr das östliche Lagerareal, möglicherweise als Fliehburg, verwendet wurde. Manche Gebäude des Lagers scheinen bis in karolingische Zeit in Verwendung gestanden zu haben.

### Wall und Graben
Das aus vermörteltem Schüttmauerwerk bestehende Fundament der Umfassungsmauer (vallum) war etwa zwei Meter breit und bis zu einem Meter tief. Groller-Mildensee hob in den Grabungsberichten seine „vorzügliche Beschaffenheit“ besonders hervor. Die Mauer selbst wies eine durchschnittliche Breite von 2,10 m auf und war vermutlich um die 6 m hoch. Ihre Innenseite bestand aus roh behauenen Quadern aus in der Umgebung gewonnenem Konglomeratgestein (0,88 × 0,47 × 0,47 m). Hinter der Nordmauer konnte in 15 m Abstand die ein bis zwei Meter breite geschotterte innere Wallstraße (via sagularis) ergraben werden. Auch ein mit Ziegeln ausgelegter Abwasserkanal mit einer bis ca. 65 cm breiten Sohle konnte neben der Wallstraße verfolgt werden, der dann unter der Mauer hindurch nach außen führte. In der Geschwister-Walderdorff-Straße (südwestliche Lagermauer) konnte ein Rest der rückwärtig aus Erde aufgeschütteten Stützrampe, die auch den Wehrgang trug, festgestellt werden.
Vor der südöstlichen Mauer lag nach einer Berme von etwa 2,5 m Breite ein doppelter Spitzgraben (fossa). Der innere war etwas schmäler bzw. seichter (Tiefe etwa 2,8–3 m) und lag auch etwas höher als sein äußeres Pendant (Tiefe ca. fünf Meter), der vermutlich durch den Bleicherbach geflutet bzw. vollständig durchflossen wurde. Ein markantes – 15 m breites und vier Meter tiefes – Teilstück des äußeren Grabens ist heute noch an der NW-Ecke (nördlich der Westbahntrasse) erhalten. Das Grabensystem war schätzungsweise 24 m breit. Nahe der westlichen Lagermauer des Legionslagers konnte ein zwölf Meter breiter und 3,4 m tiefer Abschnitt des Grabens beobachtet werden, der eine muldenförmige Sohle hatte.
Dieser Graben war bis in das 18. Jahrhundert gutteils erhalten und wurde vom Bleicherbach gespeist.

### Türme und Tore

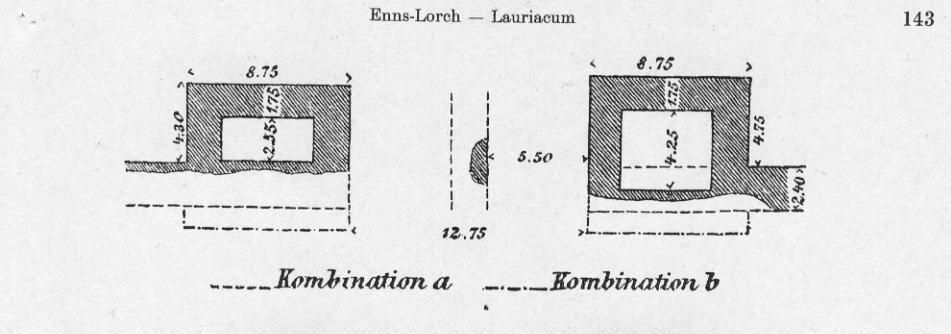
Grabungsplan der porta principales dextra (nach M. Groller)

Die Kastellmauer war standardmäßig mit innen angesetzten, quadratischen Zwischentürmen verstärkt, Nord-Süd-Seite sieben Türme, West-Ost-Seite sechs Türme. Zusammen mit den vier Eck- und acht Tortürmen belief sich ihre Anzahl auf insgesamt 36 Türme. Die Zwischentürme lagen mit der Mauer in einer Linie.
Von den vier Toren ist nur das im Südosten, die Porta principales dextra, einigermaßen erforscht. 1900 fand man von diesem Tor zuerst einen 75 cm langen Steinblock, der als Bestandteil eines der Tortürme interpretiert wurde. An derselben Stelle wurde auch ein „…karges Bruchstück einer Inschrift“ gefunden. Der quadratische südliche Torturm maß 8,75 × 4,3 m, von ihm ausgehend konnte die Umfassungsmauer 123 m mit zwei Zwischentürmen weiterverfolgt werden. 1908 konnte auch der nördliche Torturm freigelegt werden, der nach einer durch einen Mittelpfeiler (Spina) geteilten Tordurchfahrt in 12,75 m Abstand folgte. Die beiden Durchfahrten hatten eine Breite von etwa 5,5 m. 1920 wurde die aus großen Steinquadern bestehende Außenfront eines der beiden Tortürme freigelegt. Die Flankentürme der Toranlagen kragten etwa 2 bis 2,5 m nach außen vor.
Nordost- (Porta praetoria) und Nordwesttor (Porta principales sinistra) wurden beim Bau der Westbahntrasse zerstört, man vermutet, dass sie ursprünglich eine Höhe von etwa 20 m erreichten. Das Südwesttor (Porta decumana) ist heute überbaut und damit für Grabungen bis auf weiteres unzugänglich geworden. Nördlich der porta decumana wurde ein Kanaldurchlass festgestellt, der die Abwasser in den Bleicherbach ableitete.

### Principia
Von den Lagerinnenbauten ist das Kommando- und Stabsgebäude am besten erforscht. Es stand am zentralen Vermessungspunkt des Lagers (locus gromae). Hier befand sich ein etwa 630 m² großes Tetrapylon, der Haupteingang zum 70 × 80 m großen Gebäudekomplex. Betrat man die 5447 m² große Principia, gelangte man zuerst in einen 42 × 48 m messenden, von einem Säulengang (portikus) umgebenen Hof, dessen Bodenbelag aus einer festgestampften Kiesdecke bestand, es folgte eine ca. 60 cm hohe Mauer, die in einem Abstand von sechs Metern die Säulen, die auf Quadersockeln standen, trug; der Säulengang selbst war sechs Meter breit und am Boden mit Kalksteinplatten ausgelegt. Im Süden des Hofes schloss sich vor dem Fahnenheiligtum (sacellum/aedes) ein hallenartiger Gebäudetrakt an (basilica) der mit einem Ziegeldach gedeckt war. Im Jahre 1906 fand man Bruchstücke von Säulenschäften und Kapitellen des Portikus der damals in seinen östlichen Bereich freigelegt worden war. 2006 konnte bei Bauarbeiten in der Kathreinstraße auch sein etwa einen Meter breites Gussmauerwerk angeschnitten werden.
Nach der Halle betrat man das eigentliche Kerngebäude, das in acht Kammern unterteilt war, das mittlere diente als Fahnenheiligtum. Hier wurden die Truppenkasse, das Kaiserstandbild, die Standarten und der Adler der Legion aufbewahrt. Hier fand man die Bauinschrift des Lagers, die in Zweitverwendung als Bodenplatte verlegt worden war. Groller teilte den Haupttrakt aufgrund unterschiedlicher Estrichhöhen in zwei Raumgruppen, Gebäude H und M. In zwei Heizungsschläuchen konnte je ein Münzhortfund geborgen werden: in Gebäude M ein Fund von 75 Silbermünzen konstantinischer Prägungen; der andere umfasste 325 Bronzemünzen. An einer Türöffnung wurden zwei Teile einer Inschrifttafel als Schwelle wiederverwendet. Es handelte sich dabei um jene Bauinschrift die heute zur Datierung der Fertigstellung der Innenbauten des Lagers herangezogen wird.
Im südöstlichen Bereich der Principia wurde außerdem ein castellum, ein Wasserverteilungsschloss, aufgedeckt. Es bestand aus einem Mauerviereck aus Lehmziegelbruch in Lehmmörtel und Lehmboden; ein Röhrchen (Tubulus) bildete das Abflussrohr, an dem sich eine Leitung aus Holzrohren anschloss, die mit eisernen Brunnenbüchsen verbunden waren. 1997 wurde im Raum 1 in der SW-Ecke der Principia über einem Terrazzoboden eine eingebaute Schlauchheizung angetroffen, der dazugehörige Fußboden fehlte. 1998 konnte der Terrazzoboden des Fahnenheiligtums untersucht werden; eine Münze auf dem Boden des angrenzenden Raumes datiert die letzten Umbauarbeiten in einen Zeitraum zwischen Mitte und Ende des 4. Jahrhunderts. Neben der Principia stand ein 89 × 44 m (3916m2) großes Gebäude mit Innenhof. Es könnte als Magazin gedient haben.

### Tribunenunterkünfte
Ein schon 1908 angeschnittener, im Anschluss an den Säulengang gelegener Gebäudekomplex an der Via principalis wurde 1912–1913 weiter freigelegt. Die teilweise mit einer Hypokaustheizung ausgestatteten Räume ordnete Groller dem scamnum tribunorum (Wohnquartiere der sechs Lagertribunen) zu. Zwei Säulenstumpfe lassen annehmen, dass sich auch hier ein Portikus (Säulengang) befand. Ein Gebäudetrakt im Norden könnte auch als Magazin oder Werkstätte interpretiert werden. Vermutlich hatten die Gebäude in der 300-jährigen Bestandsdauer des Lagers mehrere Funktionen und Umbauten erfahren.

### Kasernen
Die langgestreckten Mannschaftsbaracken waren in ost-westliche Richtung orientiert und waren nach dem damals üblichen Standardschema errichtet worden. Die 0,6 m dicken Außenmauern bestanden aus Bruchsteinen, die Zwischenwände waren in Flechtwerktechnik (Opus craticium) errichtet worden. Bei 1911, in der Nähe der Principia, südlich der Via principalis ausgegrabenen Kasernenbauten zeigte sich, dass die Fundamente aus groben Kieselsteinen in Lehmverbund bestanden, worauf die aufgehenden Mauern aus Konglomeratgestein, Kalksteinen und Granitbruchsteinen saßen. Die Bodenestriche bestanden meist aus Mörtel mit Ziegelbruchstücken; teilweise waren auch einfache Heizungsanlagen eingebaut. Jeder Schlafstube für sechs bis acht Mann (contubernia) standen zusätzlich noch zwei Räume als Vorraum-, Waffen- und Vorratskammer zur Verfügung. Sie waren jeweils in Zehnerreihen angeordnet und konnten eine ganze Hundertschaft (centuria) aufnehmen. Man nahm lange an, dass die Kopfbauten für die Unterkünfte der Zenturionen hier fehlten, in diesem Lager schienen sie nicht, wie sonst allgemein üblich, bei den Mannschaften untergebracht worden zu sein. Spätere Nachgrabungen durch Hannsjörg Ubl ergaben aber, dass es diese durchaus gegeben hat, aber von den früheren Ausgräbern offensichtlich nicht richtig interpretiert wurden. Die Kopfbauten bestanden vollständig aus massivem Steinmauerwerk, das im Zuge des mittelalterlichen Steinraubes fast restlos abgetragen wurde. Der ranghöchste der Zenturionen, der Primus Pilus, war direkt neben der Principia untergebracht. Die Kasernen in der NO-Ecke des Legionslagers, heute von der Westbahn durchschnitten und noch nicht verbaut, verfügten über keine Kopfbauten. Möglicherweise waren hier die Spezialkräfte der Legion (immunes) untergebracht. Dafür spricht, dass sie in der Nähe des Hafens und der kürzlich entdeckten Kalkofenbatterie lagen.
Die Baracken der 1. Kohorte lagen südöstlich der Principia und wiesen einen abwechslungsreicheren Grundriss auf. Je 8 Legionäre teilten sich eine Unterkunft. Sie bestand aus einem 14 m² großen Lager- und Waffenraum und dem etwa 18,5 m² großen Schlaf- und Aufenthaltsraum. Jede Kaserne dürfte in 14 solcher Kammern aufgeteilt gewesen sein. Die erste Kohorte dürfte also um die 700 Mann stark gewesen sein. Im Bereich südlich der Via principalis wurden 1913 sechs weitere Mannschaftsunterkünfte (Gebäude VII–XII) ergraben. Nördlich der Baracke XII fanden sich die Befunde eines älteren Gebäudes mit einer Hypokaustheizung, das teilweise von der Baracke überbaut worden war. Nördlich davon lag ein unverbauter Platz. 1996–1997 konnten in zwei Suchschnitten Terrazzoböden und Mauerzüge von Kasernenbauten dokumentiert werden. Vor einem Kelleraushub fanden sich vier Kammerreihen deren Fundamenten und Estriche sich ebenfalls gut erhalten hatten. Die Schichten zeigten auch, dass die früheste Bauphase durch Feuer zerstört worden war; die nächste Phase wurde mit gleicher Ausrichtung aufgezogen. Die Lagerhauptstraße, die Via principalis. wurde an beiden Seiten durch die Portiken der Kasernenbauten gesäumt. Die zwischen den Baracken liegenden Straßen waren geschottert. Aufgrund der Befunde von 1912 bis 1913 nahm Groller für die äußerste Retentura insgesamt 14 Mannschaftsbaracken an.

### Lagertherme

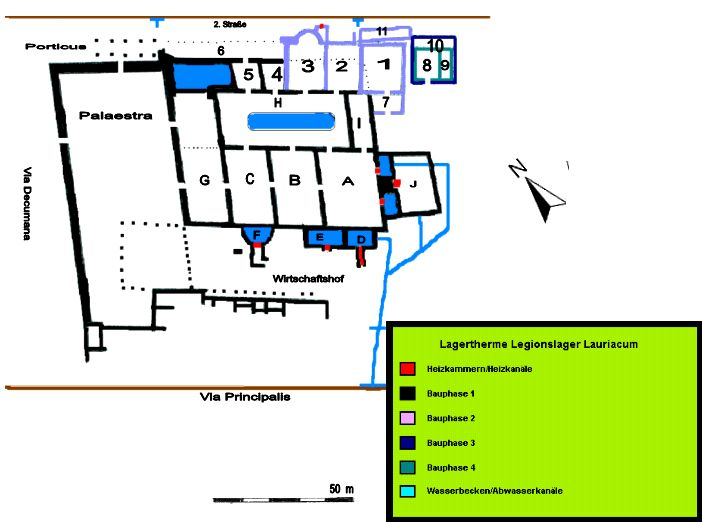
Grabungsplan der Lagertherme (nach Josef Schicker 1932–1937)

Eine bereits 1852 ergrabene und als Hypokaustum bezeichnete Baustruktur wurde 1908 erneut untersucht, als Bestandteil der Lagertherme (thermae) erkannt und der Befund dokumentiert. Mit einer Fläche von 3000 m² handelte sich dabei um die größte je in Noricum entdeckte römische Badegebäude. Weiters konnten die Stränge der aus der Anlage führenden Abwasserkanäle bis zum Hauptkanal an der Via principalis verfolgt werden. Westlich des Lagerbades zeigten sich auch mehrere Spuren von Heizungsschläuchen, die Groller aber späteren Bauten zuordnete. 1913 wurden im Bereich des Lagerbades weitere Prospektionen vorgenommen. Im Südosten wurden die Reste von drei Praefurnien des Badegebäudes erkannt. Weiters wurden Baustrukturen eines apsidialen Gebäudes geortet dessen Mauerrest aus Lehmziegel bestanden und mit zwei bemalten Putzschichten versehen waren. Auch viele Stücke mit Resten von Wandmalerei wurden in dessen Umfeld gefunden. Der Verlauf der Mauern des westlichen Raumes E (Wasserbassin) konnte durch Sondierungen mit Eisenstangen ermittelt werden.
Die Lagertherme war ein Bad des sog. Reihentypus und von Ausstattung und Aufbau her sehr gut für eine hohe Besucherfrequenz geeignet. Der Haupteingang lag wahrscheinlich im Norden an einem 2500 m² großen, ummauerten Hof, der Sport- und Übungsplatz der Therme (Palästra oder Basilica Thermarum). Vielleicht war er ursprünglich ebenfalls überdacht. Möglicherweise war auch an der Ostseite, an der Via praetoria, noch ein Eingang mit einem vorgebauten Portikus vorhanden. Das Gebäude war nach NO–SW orientiert und bildete ein 48 × 60 m Seitenlänge messendes, etwas verzogenes Rechteck. Im Vergleich mit anderen Militärthermen entsprach es der durchaus üblichen Größenordnung für ein Legionslager war aber wahrscheinlich etwas einfacher ausgestattet.
An der Westseite fand man, nebeneinander angeordnet ein
- Kaltbad (Frigidarium/Raum C), 12 × 21 m), ein etwa gleich großes
- Laubad (Tepidarium/Raum B), sowie ein 16 × 21 m umfassendes
- Heißbad (Caldarium/Raum A).

Alle drei Räume waren an der Westseite mit beheizbaren Wasserbecken ausgestattet. In Raum C befand sich das Becken in einer Apsis, in den Räumen A und B hingegen in zwei quadratischen Annexen. Raum A wurde von der großen Heizkammer in Raum J mitbeheizt, an den Seitenwänden waren Hohlziegel (tubuli) angebracht die die Heißluft aus dem Hypokaust durch die Wand nach oben ableiteten. Ein 5 × 3 m großer Mauerblock dürfte die Basis eines Wassertanks gewesen sein in dem schätzungsweise bis zu 45.000 m³ Wasser erwärmt werden konnten. Zwei noch über der Trennwand von J und A liegende kleine Kammern waren wahrscheinlich ebenfalls Wasserspeicher. Die Becken in A und B wurden durch einen 0,4 m breiten Abwasserkanal entwässert der an den Hauptkanal an der Lagerhauptstraße angeschlossen war.
Der anschließende, langgestreckte Raum G wird von Hermann Vetters als An- und Auskleideraum (Apodyterium) angesehen. Laut Alexander Gaheis war er ebenfalls mit einem flachen Wasserbecken ausgestattet, das wohl zur Fußwaschung diente. Ein 20 × 4 m messendes Becken im 36 × 15 m großen Raum H war wahrscheinlich das Kaltwasserbecken (natatio), er war vermutlich eine Badehalle die von einem gemauerten Tonnendach überdeckt war. Ein nahe an der SO-Ecke des Badekomplexes stehender Trakt wurde als Wohnraum für die Heizer gedeutet da das Feuer in den Präfurnien ständig überwacht und Holz nachgelegt werden musste. In der Nordecke des Gebäudekomplexes stieß man auf eine große Gemeinschaftstoilette (latrina). Die Räume 2–5 waren Ruheräume, Raum 1 und 7 dienten wohl als Vorratsräume oder als eine Art Werkzeugschuppen. Hermann Vetters glaubte anhand des Grundrisses mindestens drei Bauphasen bestimmen zu können.

### Lagerhospital
Das Sanitätsgebäude (valetudinarium) maß 95 × 67 m (6365 m²) und lag direkt an der Via principalis. Seine 60 etwa 30 m² großen Behandlungs- und Krankenräume gruppierten sich um einen Innenhof, danach folgte ein Umgang, der an die äußeren Zimmerfluchten anschloss. Es war vermutlich mit fließendem Wasser, einer Heizung und einer Latrine ausgestattet. Das Gebäude konnte rund 400 Kranke und Verwundete beherbergen. Aus einer Inschrift kennt man auch den Namen eines Arztes (medicus) der Legio II Italica, Caellius Arrianus, er stammte wohl aus Oberitalien, düŕfte um 165 der Legion beigetreten sein und diente bis zu seiner Ausmusterung in Lauriacum. Ein weiterer Lagerarzt, Tiberius Claudius Saecularis, hinterließ seinen Namensstempel auf einem Salbentigel. Im Fundmaterial aus dem Lager fanden sich Sonden, Löffel, Pinzetten und Skalpelle, die den hohen Stand der medizinischen Versorgung der Legionäre belegten. In der Spätantike wurde der Osttrakt als Kirche und bischöfliches Episcopium genutzt.

### Fabrica
Handwerksbetriebe, deren Produktion Feuer und Funkenflug hervorbrachte, wurden üblicherweise in den Lagerdörfern angesiedelt. Diejenigen, die zum Beispiel bei einer Belagerung unentbehrlich waren, hatten ihre Standorte im Lager. Von 1914 bis 1916 grub Oberst Groller im Nordteil des Lagers ein 47 × 37 m (1739 m²) großes Gebäude aus, das einst direkt an der Wallstraße stand. In seinem Inneren fanden sich eine größere Menge zerschmolzener Metallklumpen aus Kupfer und Bronze. Vermutlich standen hier in römischer Zeit einige Schmelz- oder Gußöfen. Der Boden war überall mit Holzasche angereichert. Zwei angrenzende Räume wurden von Groller als Arbeitssäle interpretiert. Aufgrund dieser Befunde war er der Meinung, hier die Überreste der in der Notitia dignitatum erwähnten Schildfabrik (fabrica scutaria) der Lauriacensis scutaria entdeckt zu haben. Hinter der Principia stand ein etwa 37 × 12 m (444 m²) großes Gebäude, das ebenfalls mit Schmelzöfen ausgestattet war (Funde von Gußtiegeln und Schlacke), vermutlich ebenfalls eine metallverarbeitende Werkstatt.

## Garnison
Hinweise auf eine Vorgängertruppe der Legio II Italica konnte bislang nicht entdeckt werden. Auf einem Grabstein wird zwar ein Soldat der Legio XV Apollinaris genannt doch reicht dieser Befund alleine nicht aus um hier ein Kastell des 1. Jahrhunderts zu verorten.
Folgende Besatzungseinheiten konnten für Lauriacum nachgewiesen werden:
| Zeitstellung                         | Truppenname | Bemerkung | Abbildung |
| ------------------------------------ | --- | --- | --------- |
| frühes 3. bis 5. Jahrhundert n. Chr. | Legio secunda Italica (die zweite Legion der Italiker) | Die meisten Ziegelstempel und Inschriften gehen auf Aktivitäten der legio II Italica zurück, deren Vexillationen von Lauriacum aus auch an zahlreichen Arbeitseinsätzen oder militärischen Aktionen im ganzen Imperium teilnahmen. |           |
| 4. bis 5. Jahrhundert n. Chr.        | - Lanciarii Lauriacensis. (die Speerwerfer in Lauriacum), - Milites auxiliares Lauriacenses (Hilfstruppensoldaten aus Lauriacum), der - Praefectus classis Lauriacensis, (ein Präfekt der Flottille in Lauriacum), der - Praefectus legionis secundae Italicae Lauriaco (ein Präfekt der Legio II Italica ), - Lauriacensis scutaria. (die Schildmacher in Lauriacum), | Im Zuge der Heeresreform Konstantins I. im frühen 4. Jahrhundert wurde die Legio II Italica in mehrere, selbstständig operierende Einheiten aufgesplittert, die entweder in die Comitatenses übernommen oder als Limitanei auf andere norische Kastelle (Schlögen, Lentia) aufgeteilt wurden. In der Notitia dignitatum werden die spätantiken Besatzungseinheiten für Lauriacum (darunter auch die Arbeiter der Schildfabrik) aufgelistet, die unter dem Kommando des Comes Illyrici (Graf von Illyrien) und dem Dux Pannoniae Primae et Norici Ripensis (Heerführer der Pannonia I und Ufernoricum) standen. Die Speerwerfereinheit war wohl ursprünglich ein Bestandteil der Legio II Italica. Sie wurde irgendwann zwischen 395 und 420 in die illyrische Feldarmee eingereiht. Im Jahre 1508 soll in Ybbs eine – heute verschollene – Bauinschrift gefunden worden sein, die vom Bau eines burgus im Jahr 370 durch Hilfstruppensoldaten aus Lauriacum unter dem Kommando eines gewissen Leontius berichtet. Diese Einheit wird in der Notitia dignitatum nicht angeführt. Der Stein wurde angeblich direkt am Donau-Ufer entdeckt. Hin und wieder wird auch erwähnt, dass er ursprünglich aus Enns stammen soll. Die im Lager stationierten Flottenangehörigen wurden nach ihren zillenartigen Booten Liburnarier (Liburnae) genannt, erfüllten vorwiegend die Aufgaben von Pionieren und wurden auch für Patrouillenfahrten auf der Donau (Danuvius) eingesetzt. |           |
| 5. Jahrhundert                       | - Vigiles (Wächter), - Explorates (Späher) | Laut der Vita Sancti Severini dürfte am Ende des 5. Jahrhunderts die Verteidigung Lauriacums von einer Bürgerwehr übernommen worden sein. Sie sendete regelmäßig Spähtrupps aus und bewachte die Mauern. Ob es sich dabei evtl. auch um eine Truppe aus Legionsveteranen oder germanischen Foederaten gehandelt haben könnte, geht aus den spärlichen Angaben der Vita nicht hervor. Offenbar leitete der in Lauriacum ansässige Bischof (Constantius) die Verteidigung der im Legionslager bestehenden Siedlung. |           |

## Zivilsiedlungen

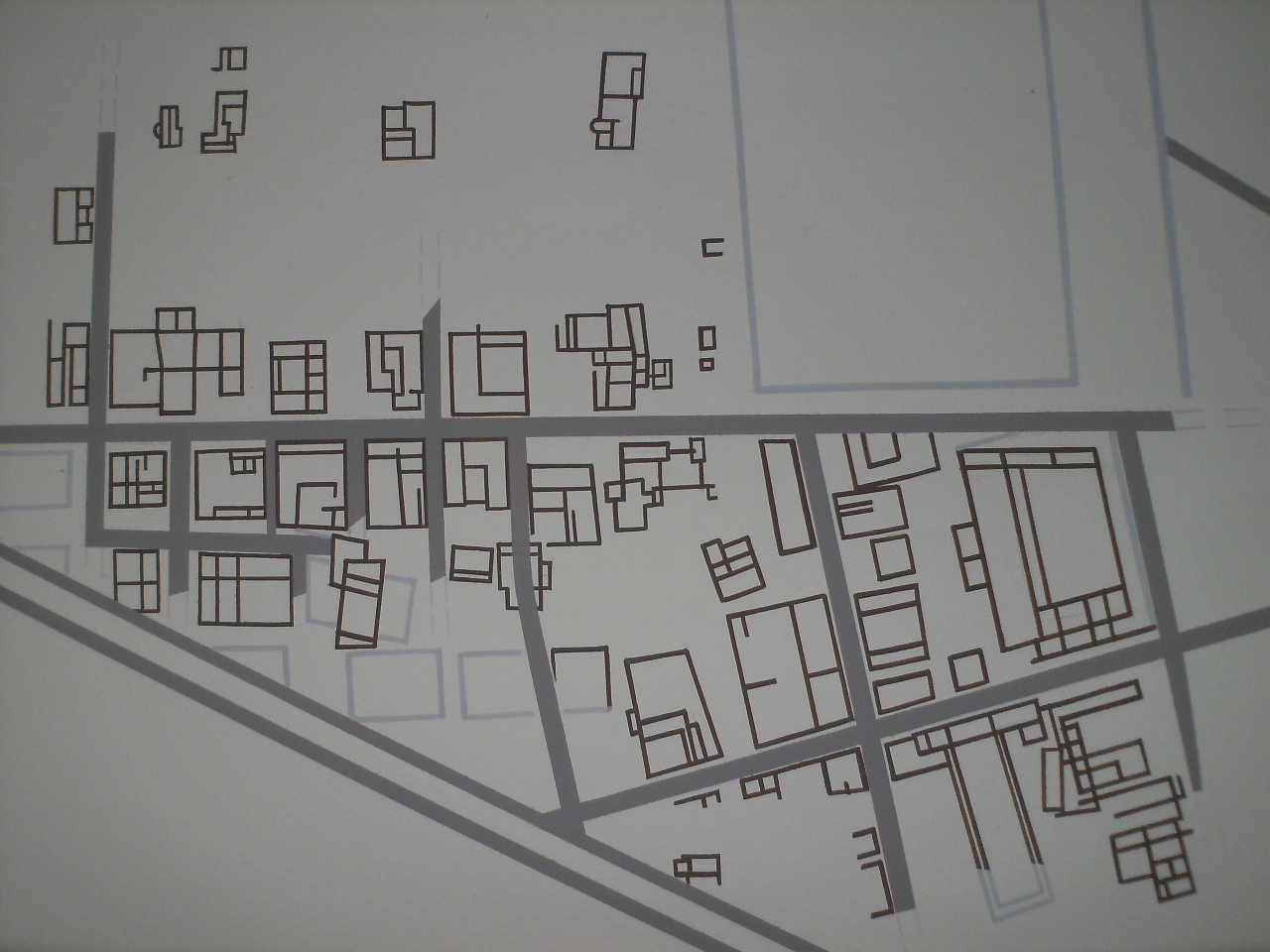
Grabungsplan der westlich des Lagers gelegenen Zivilstadt

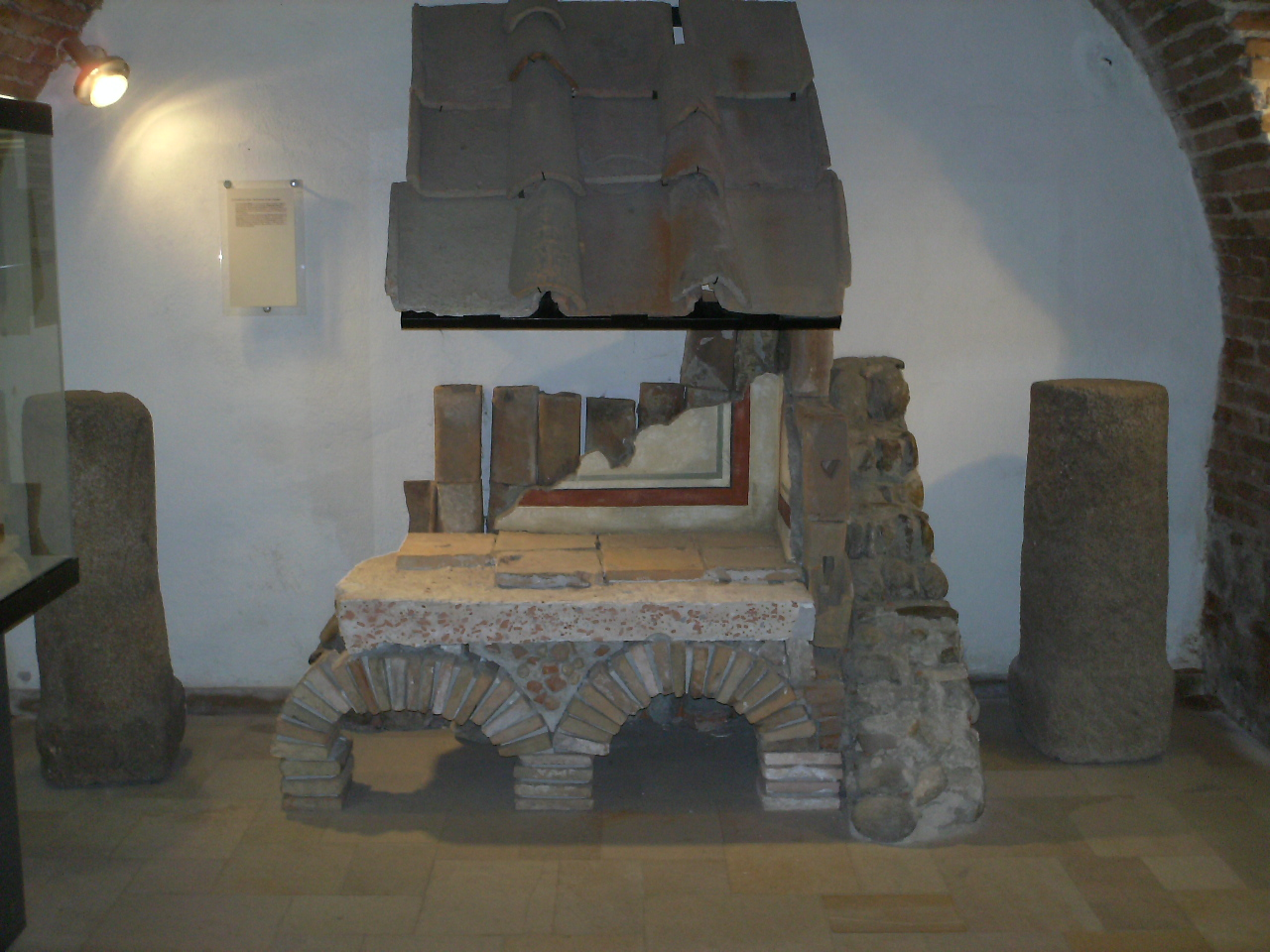
Aufrissmodell eines römischen Heizungssystems im Römermuseum Enns

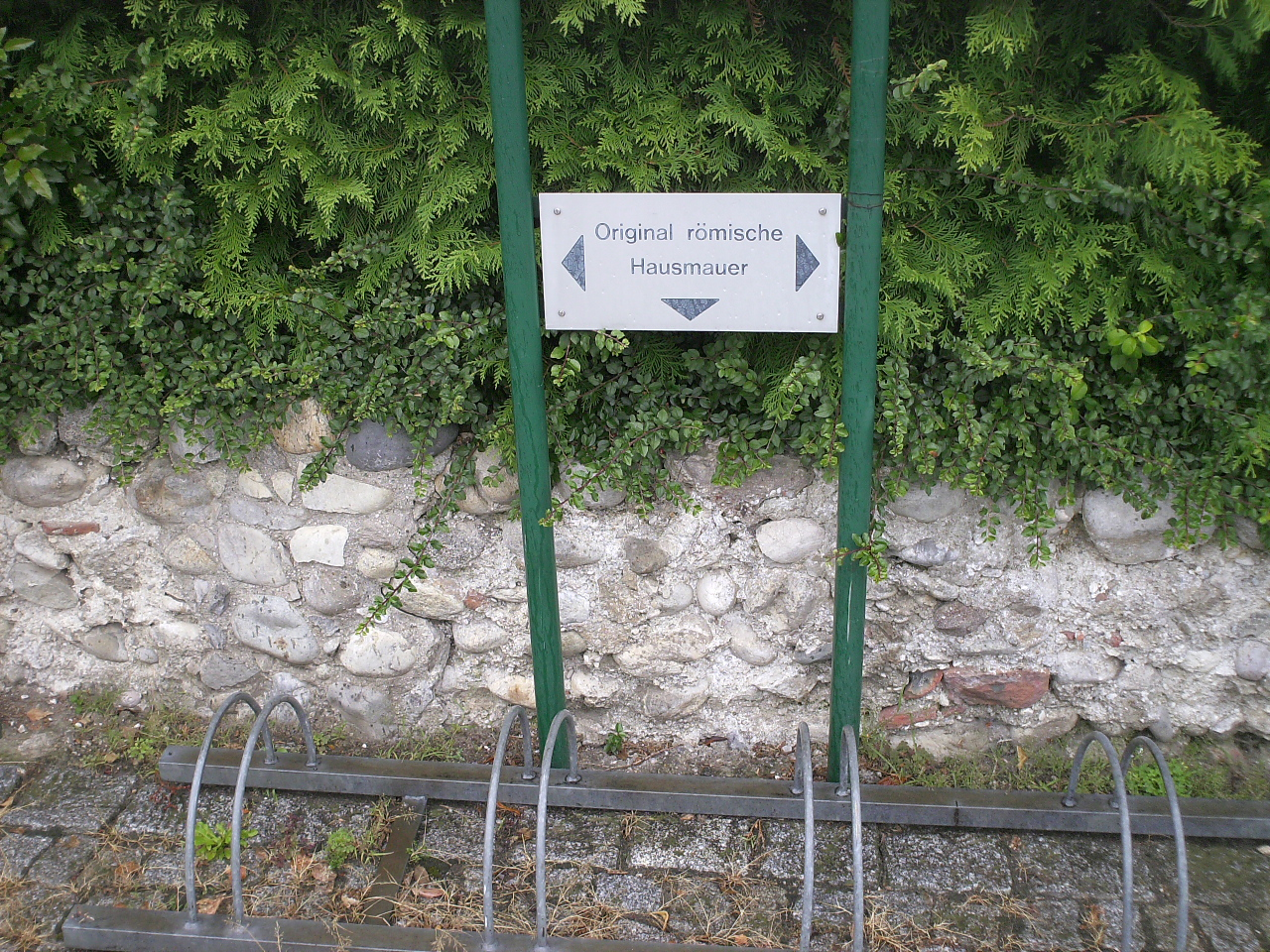
Konservierte Mauerreste der Zivilsiedlung bei der Laurenzbasilika

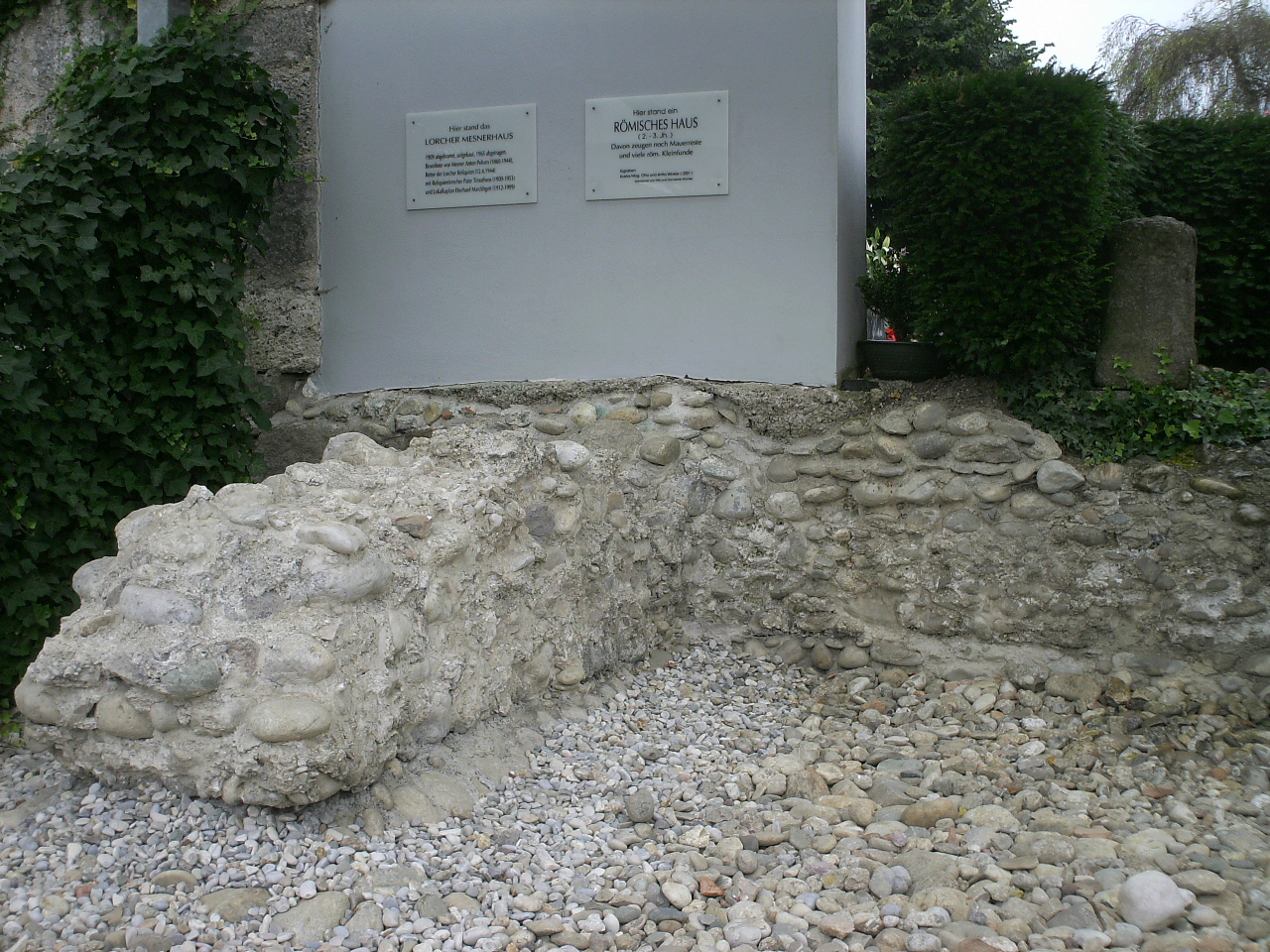
Konservierter Mauerrest eines Hauses der Zivilstadt (3.–5. Jahrhundert)

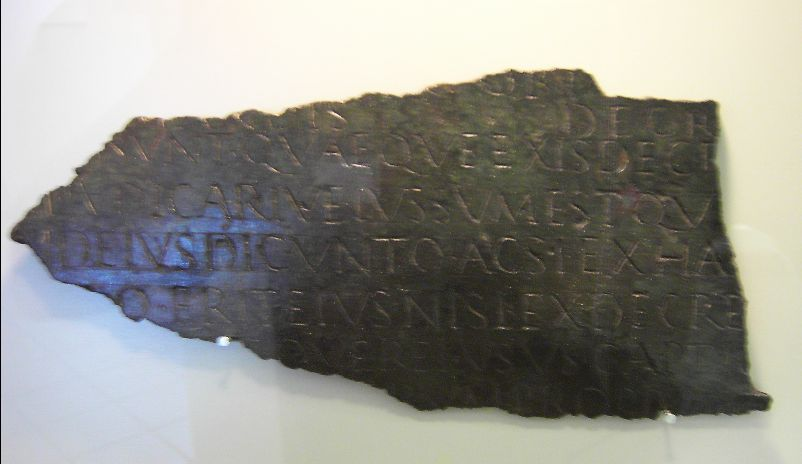
Fragment einer Inschrift, vermutlich ein Teil des auf einer Bronzeplatte aufgebrachten Text des Municipalrechts von Lauriacum (Schlossmuseum Linz)

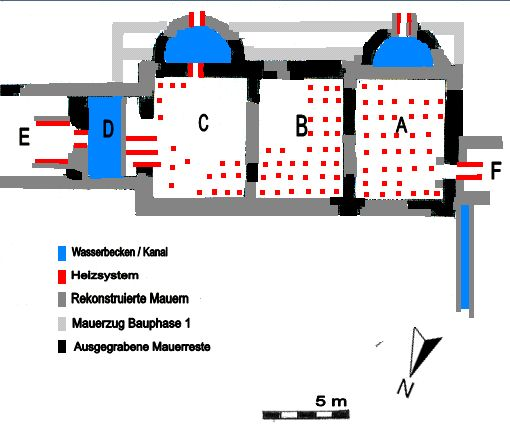
Grabungsplan der Stadttherme nach den Befunden von 1953 (Hermann Vetters)

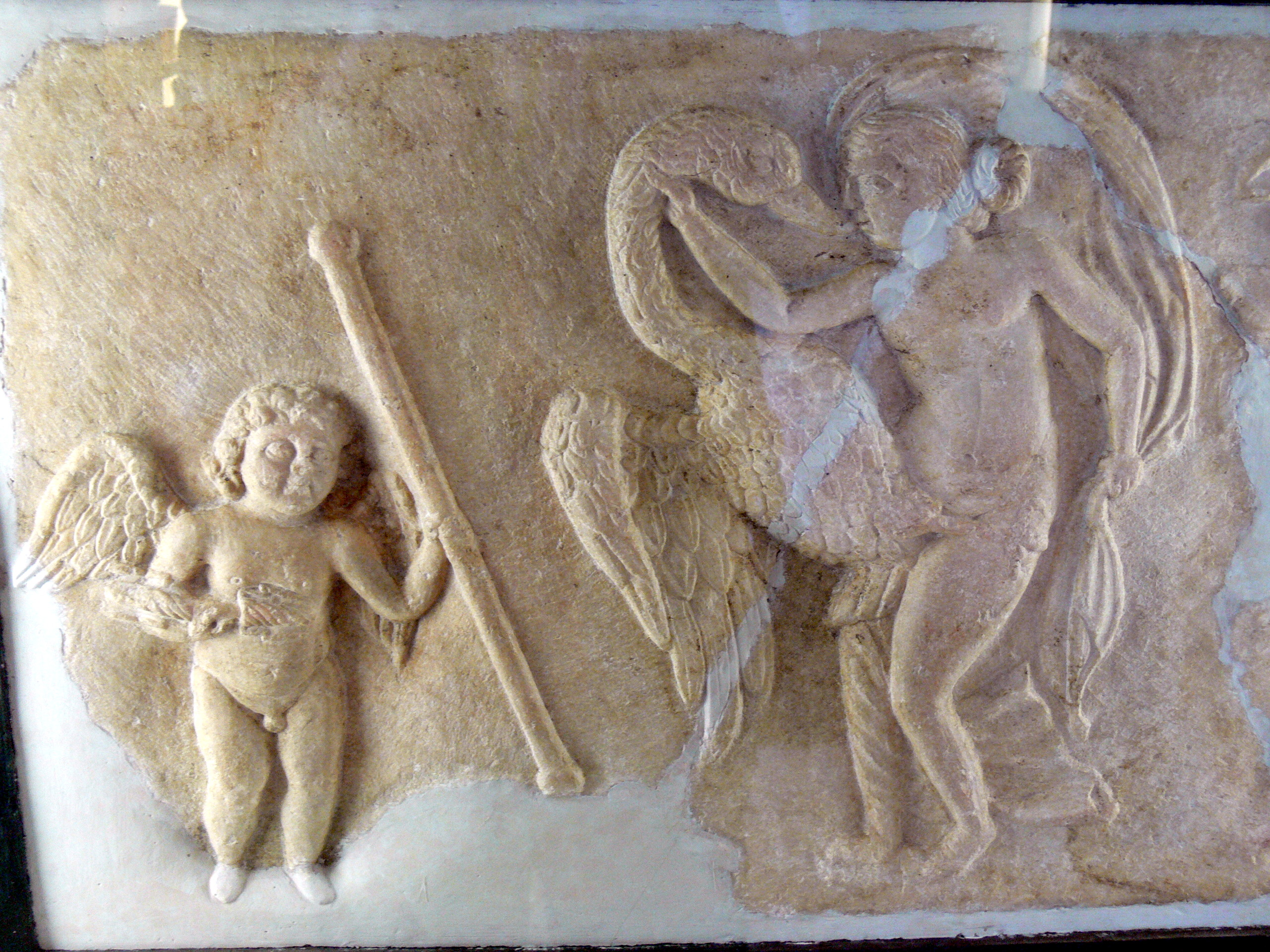
Relief der Leda mit dem Schwan, gefunden in Enns, 4. Jahrhundert

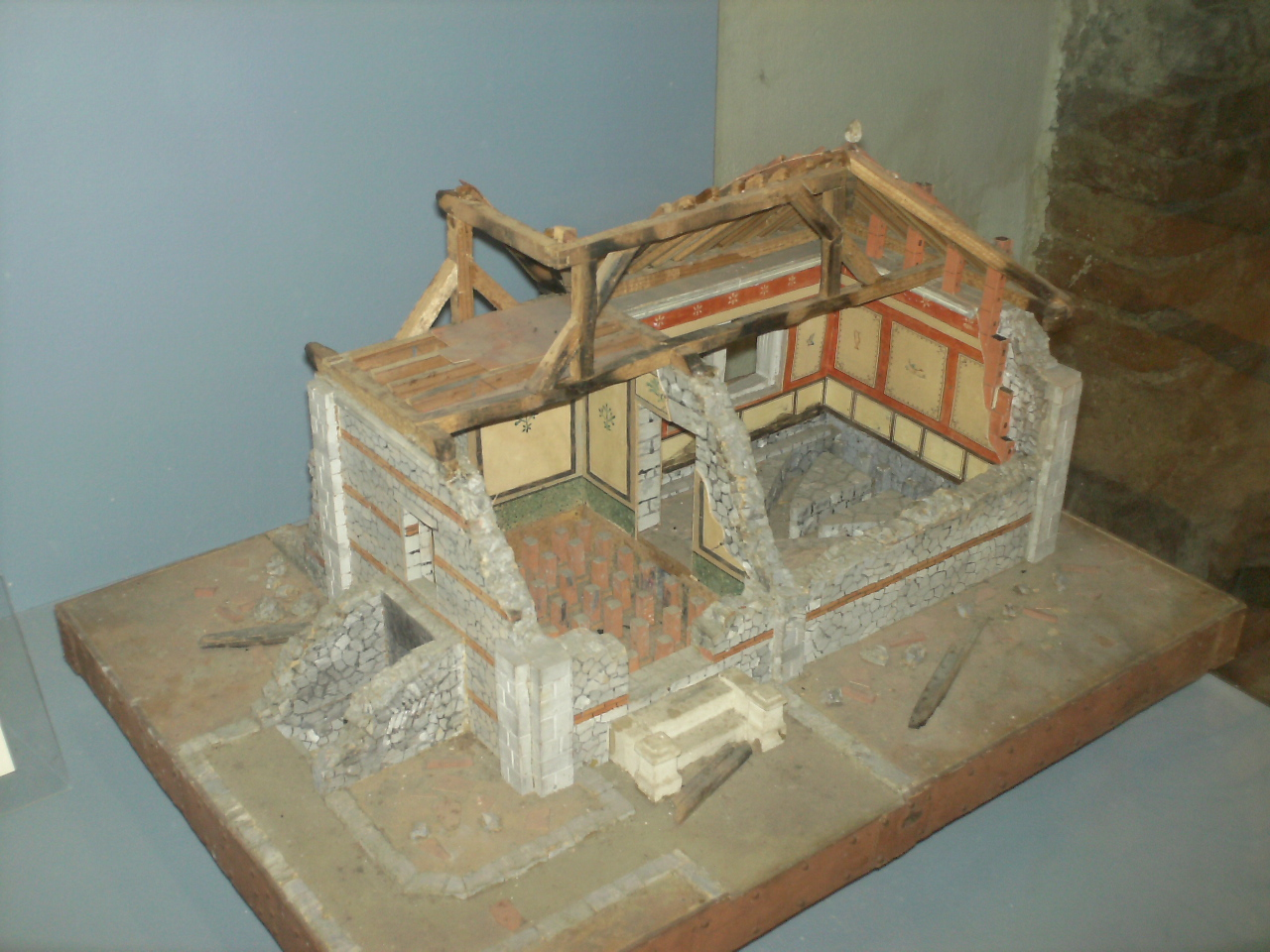
Modell eines Hypokaust- und Schlauchheizungssystems in einem Wohnhaus der Zivilstadt

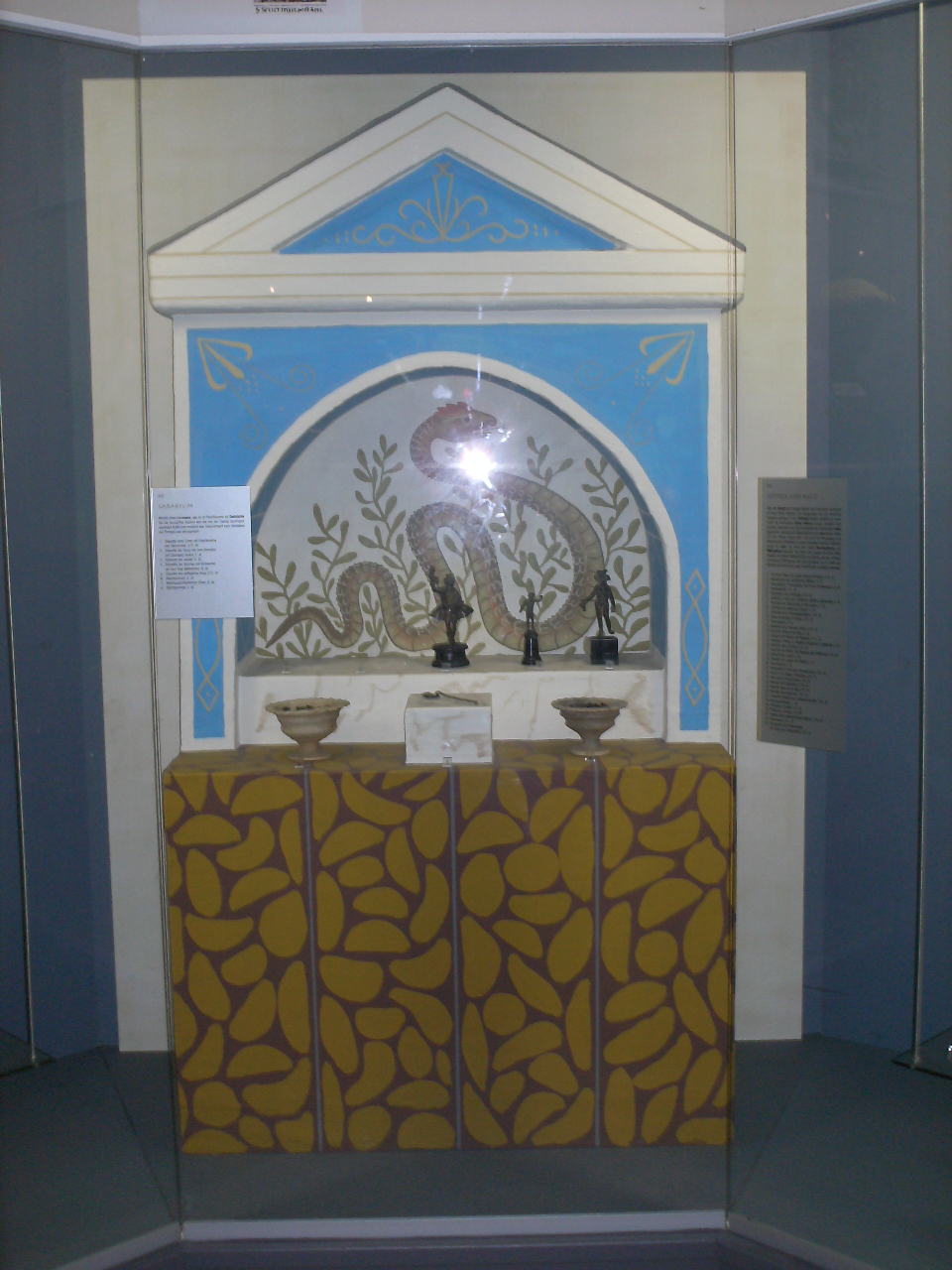
Rekonstruktion eines Hausaltars (Sacrarium), Römermuseum Enns

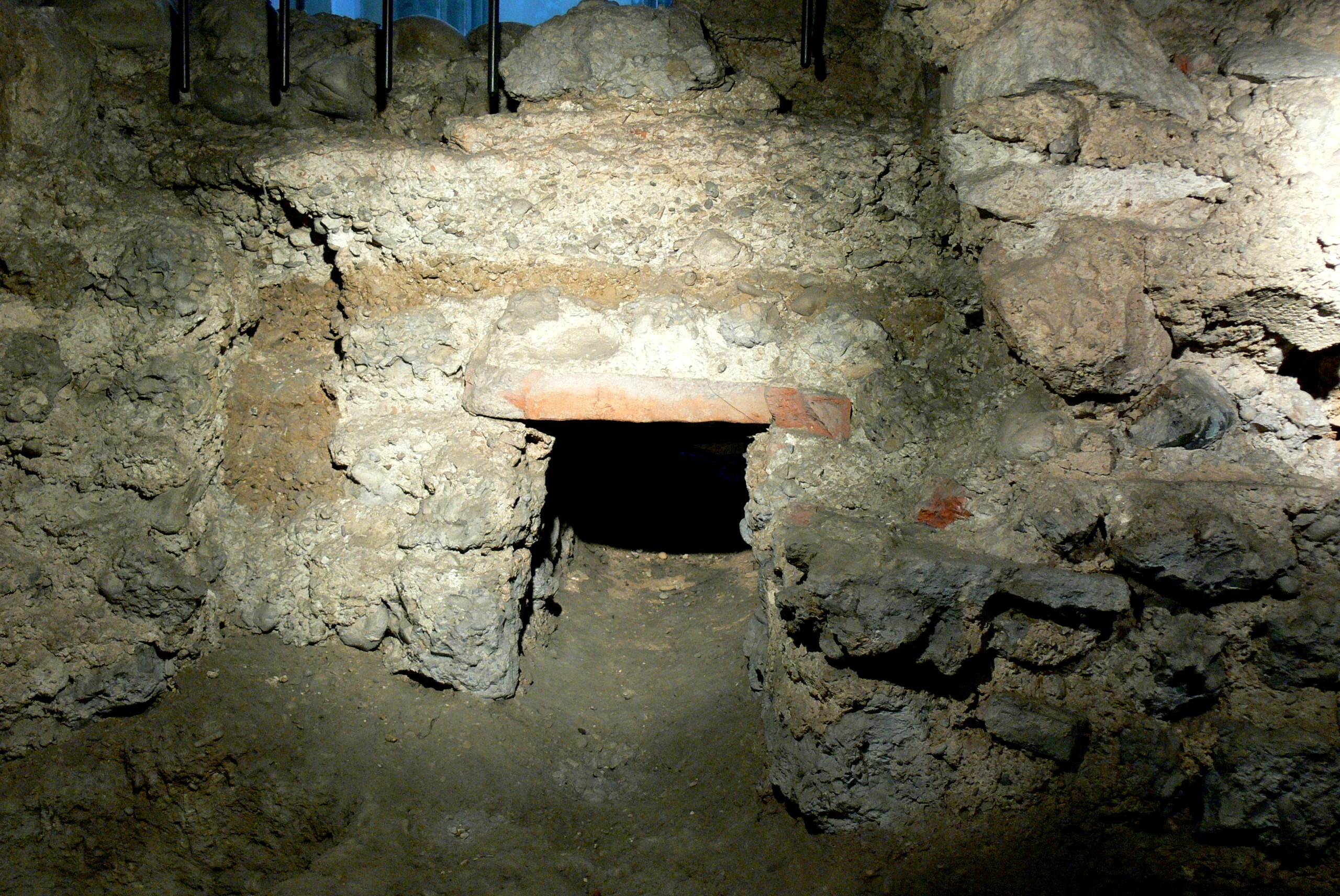
Heizkanal eines römischen Hauses aus dem 2. Jahrhundert, Unterkirche St. Laurenz Basilika

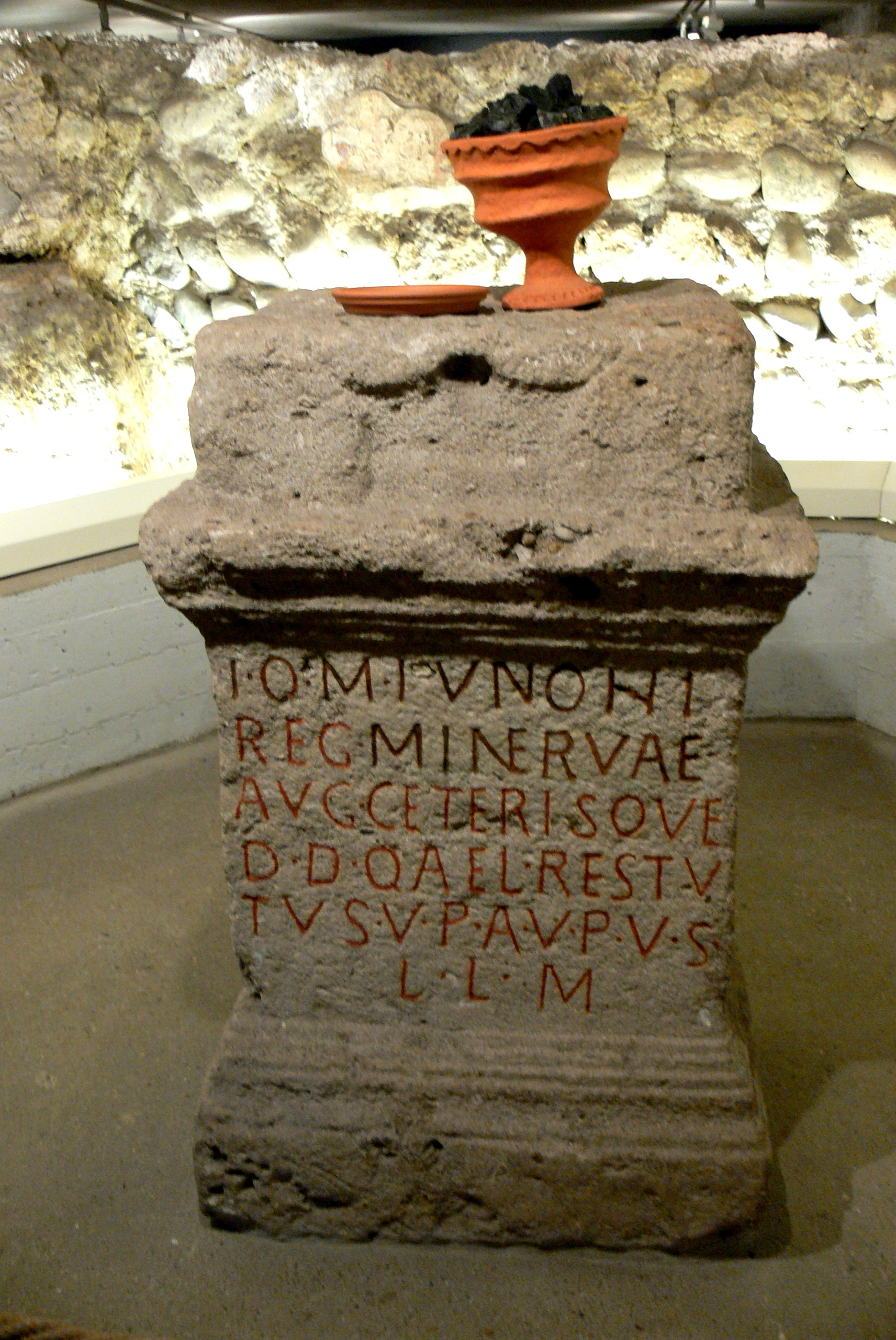
Iupiteraltar des Aelius Restitutus, Unterkirche St. Laurenz Basilika

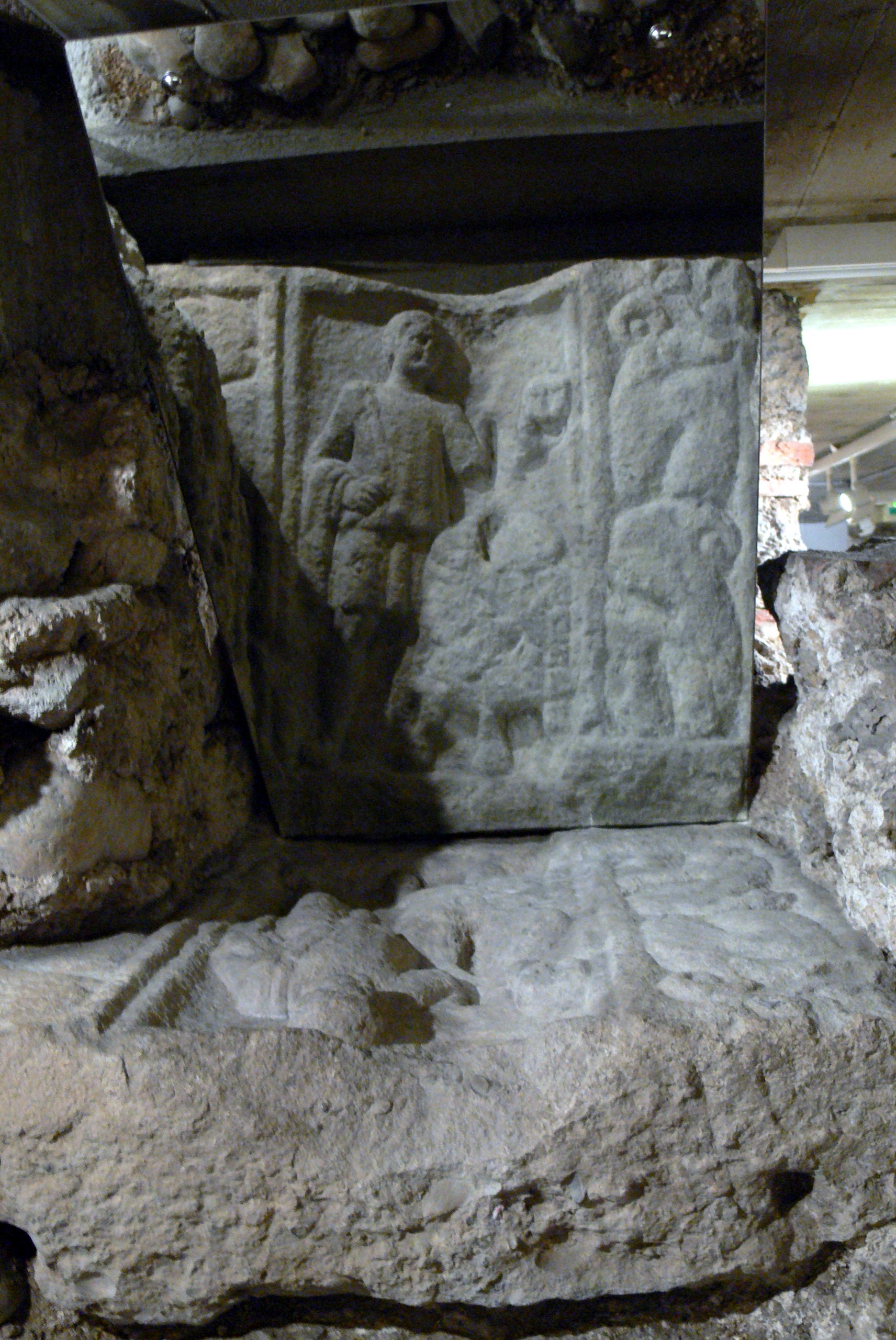
Relief einer Opferszene, Unterkirche St. Laurenz Basilika

Die zivilen Siedlungen breiteten sich nördlich, westlich und südlich des Legionslagers aus. Sie umfassten das Gebiet zwischen Stadtberg, Kristein, Eichberg und Enghagen. Die Siedlungsgebiete westlich, südwestlich und südlich des Lagers werden in der Forschung als
- „Zivilstadt“,
- „Töpferviertel“ und
- „Siedlung Plochbergergründe/Stadlgasse“ bezeichnet.

Die im Westen und Süden gelegenen Abschnitte standen auf einer Schotterterrasse. Zur Zeit ihrer größten Ausdehnung im 3. Jahrhundert bedeckten sie eine Fläche von etwa 85 ha. Seit 2014 wurden insbesondere die Areale nördlich des Legionslagers mittels Geomagnetikmessungen untersucht. Deren Daten lieferten zahlreiche neue Erkenntnisse. So ließen sich zwischen den Pfanner-Werksgelände und dem Mitterweg dicht bebaute römische Siedlungsareale, handwerklich genutzte Zonen und ein Wegenetz erkennen. Durch Nachgrabungen konnten die Messungen größtenteils bestätigt werden. Ein Großteil der Fläche des Stadtzentrums westlich des Legionslagers liegt unter dem Friedhof der Basilika St. Laurenz und ist für die archäologische Erforschung nicht zugänglich. Trotz der Funde von diesbezüglichen Inschriftenfragmenten ist der rechtliche Status der Zivilstadt nicht gesichert, da in den bisher bekannt gewordenen Inschriftenfunden keine hierfür erforderlichen Amtsträger oder Verwaltungsstrukturen genannt werden. Zerstörungen kurz nach 250 markieren den Beginn einer rückläufigen Entwicklung, die im späten 4. Jahrhundert in der Aufgabe der Siedlungsbereiche außerhalb des Legionslagers endet.
Das Siedlungsareal wurde von den Archäologen in sechs Zonen eingeteilt:
- Zone 1/2: Sie liegen westlich und südlich des Legionslagers auf einer erhöhten Schotterterrasse und sind ihren größeren Gebäuden mit Wandmalereien und aufwendigen Heizanlagen erkennbar. Öffentliche Gebäude (zum Beispiel Forum und Thermen) in Zone 1 dürfte jener Bereich sein, der – möglicherweise – unter Caracalla (211–217 n. Chr.) in den Rang eines Municipiums erhoben wurde. Die restlichen Areale verblieben unter Militärverwaltung (Canabae).
- Zone 3: Sie befand sich an der westlichen Lagerperipherie bzw. im Norden und wird durch kleinere Bauten geprägt (Grubenhütten, Schmelzöfen und Erdkeller). Sie waren häufig mit wirtschaftlichen Installationen ausgestattet.
- Zone 4: Deren Areal setzt sich aus Grubenhütten und Erdkellern in Holz-Erde-Bauweise zusammen.
- Zone 5: Dieser Teil der Zivilsiedlung beherbergte zahlreiche Schmelzöfen.
- Zone 6: Liegt am Kristeiner Bach und einem heute verlandeten Flussaltarm. Hier muss der Hafen von Lauriacum gestanden haben, dessen Existenz durch die Erwähnung eines Flottenpräfekten in der Notitia dignitatum zwar gesichert ist, bis zu den jüngsten geophysikalischen Prospektionen allerdings nicht lokalisiert war.

### Canabae
Auf der etwas tiefer gelegenen nördlichen Uferterrasse zur Donau hin stand eine noch wenig erforschte kleinere Siedlung mit weit verstreuten Häusergruppen die stellenweise bis an die damaligen Seitenarme der Donau heranreichte. Die Gebäude waren wesentlich simpler ausgeführt, wenn überhaupt, verfügte nur ein Raum über eine Heizanlage, die Wände bestanden aus Holz oder Holzfachwerk mit Lehmbewurf. Das Areal wurde nebenher auch landwirtschaftlich genutzt. Schon früh konnten Befunde von römischen Mauerwerk nördlich des Legionslagers nachgewiesen werden. Vor allem die 1920 entdeckte, aus dem Haupttor führende Straße legte ein beidseitig von ihr angelegtes Siedlungsareal nahe. Sigillatafunde wurden in den 1980er Jahren von Erwin Ruprechtsberger dokumentiert. Ab 1994 erfolgte die Erforschung in groß angelegten Ausgrabungskampagnen des Bundesdenkmalamtes und hatte die Aufdeckung von Straßen und den Nachweis einer aufgelockerten Siedlungsstruktur zum Ergebnis. Bei Begehungen konnte festgestellt werden, dass sich diese bis zum heutigen Auwald an der Donau ausdehnte. Im Jahre 2006 konnten auch östlich des Lagers römische Siedlungsreste bestimmt werden. Die abschließenden Ergebnisse der archäologischen Untersuchungen ließen auf zwei größere Zerstörungsereignisse in dieser zivilen Siedlung schließen.
Nördlich des Legionslagers entstanden schon ab der Mitte des 2. Jahrhunderts Schotterstraßen und Gebäude, die sich nach dem Lager hin orientierten; dieser Umstand deutet auf die planmäßige Errichtung hin. Die Anlage dieser canabae erfolgte wahrscheinlich mit oder vor Fertigstellung des Legionslagers. Ausdehnung und Siedlungschronologie waren nur teilweise nachzuvollziehen. Neben den Wohngebäuden konnten auch Werkstättengebäude und Brennöfen beobachtet werden. Meist handelte es sich dabei um Fachwerkbauten mit zusätzlichen Holzständerbauten, die mehrere Bauphasen aufweisen; auch Brandhorizonte und Planierschichten konnten bei ihnen festgestellt werden. Die letzten römischen Bauaktivitäten lassen sich in die erste Hälfte des 5. Jahrhunderts datieren. Etwas südlich des Legionslagers traten ebenfalls Siedlungsschichten und Mauerwerkbefunde zutage. Südlich des Legionslagers kamen bei Grabungen auch im antiken Gräberfeld am sogenannten Ziegelfeld wieder einige Mauerreste zum Vorschein, aber auch durchgehende Siedlungsschichten. An vielen Fundplätzen der canabae konnte eine Wiederverwendung als Bestattungsplatz nach Aufgabe der Siedlung festgestellt werden.

### Vicus
Die früheste römische Siedlung konnte entlang der Limesstraße (Stadlgasse), an der heutigen Mauthausener Straße und der Reintalgasse ausgemacht werden. Möglicherweise handelte es sich um die Gebäude einer Straßenstation, da sie an einem Verkehrsknotenpunkt lag. Die Funde datieren alle in die Zeit ab dem späten 1. Jahrhundert, also noch lange vor der Errichtung des Legionslagers. Über ihre Ausdehnung ist nur wenig bekannt, im Westen (südlich der heutigen Stadlgasse) schloss sich ein Gräberfeld an (meist Brandbestattungen), das um die Mitte des 2. Jahrhunderts aufgelassen wurde. Um diese Zeit kam es aber im Vicus zu einer verstärkten Bautätigkeit, entlang der Stadlgasse wurden Wohnhäuser aus Fachwerk errichtet, die sich an beiden Seiten bis zur Mauthausener Straße ziehen und dabei ältere Strukturen überlagerten. Aus diesen Häusern stammt auch das sich heute im Ennser Museum befindliche Deckenfresko „Amor und Psyche“. Unter anderem scheint auch das Handelshaus der Barbier aus Aquileia im Lauriacenser Vicus eine Handelsniederlassung, die Salz, Eisen und Edelmetalle aus Noricum exportierte, unterhalten zu haben. Ab Mitte des 4. Jahrhunderts werden die Häuser verlassen; aber nur in den wenigsten Fällen konnte eine Zerstörung durch Brand als Ursache dafür festgestellt werden. Spätere Holzständerbauten konnten chronologisch nicht mehr exakt eingeordnet werden. In ihrem Bereich fanden sich auch Körperbestattungen aus späteren Perioden. Die 2013–2014 untersuchte Bebauungsstruktur unmittelbar südlich der Stadlgasse zeigte eine streifenförmige Parzellierung, bei der sich die Gebäude mit ihrer
Schmalseite zur Straße hin orientieren. Dabei handelte es sich aber nicht um die klassische Streifenhausbebauung, sondern um Korridorhäuser. Die Bebauung war locker mit relativ großen Abständen zwischen den einzelnen Gebäuden. Es ließen sich darüber hinaus unterschiedliche Bautechniken feststellen. So finden sich Korridorhäuser mit Steinfundamenten, sowie Gebäude mit einer Fundamentlage aus Holzbalken, bei denen auch nur ein Raum auf einem Steinfundament ausgeführt wurde.
Deckenfresko: Als besonderes Kleinod wird im Römermuseum Enns ein fast vollständig erhaltenes römisches Deckenfresko ausgestellt, das aus dem Haus eines offensichtlich wohlhabenden Bürgers am südlichen Rand des älteren Vicus von Lauriacum stammt. Das Deckenfresko wurde in den 1970er Jahren in mühevoller siebenjähriger Detailarbeit aus dem antiken Bauschutt geborgen und teilweise wieder zusammengesetzt. Obwohl alle Teile des Freskos vorhanden waren, konnte es dennoch nicht ganz fertiggestellt werden, da die Restauratoren dafür noch weitere zehn Jahre benötigt hätten und – wie so oft – keine Geldmittel mehr dafür bewilligt wurden. Das 4,80 × 5,80 m messende Fresko ist durch kräftige Linien geometrisch gegliedert. Den Hauptteil des Bildes nimmt in der Mitte ein Medaillon mit einer schwebenden Personengruppe ein. Es ist mit der Randzone, in der Tiergestalten und Blumen dargestellt sind, durch breite Linien verbunden, die das gesamte Fresko dadurch in mehrere kleinere Bildfelder gliedern. In den vier Ecken des Randstreifens sieht man die Allegorien der vier Jahreszeiten.
Nach der gängigen Deutung werden im zentralen Medaillon das Paar Amor und Psyche dargestellt, deren Liebesgeschichte im Roman des Apuleius „Der Goldene Esel“ (asinus aureus) überliefert wird.

### Municipium
Die größte und bedeutendste Zivilsiedlung entwickelte sich entlang zweier spitz auf das Südwesttor des Lagers zulaufender Straßen. Da diese mit der Via principalis des Lagers übereinstimmt, dürfte sich die Stadt gleichzeitig mit der Legionsfestung entwickelt haben. Die beiden Hauptstraßen waren durch einige cardines miteinander verbunden. Am Südrand des verbauten Gebietes stand eine Therme, ein sich daran anschließender Bau mit Apsiden wird als Versammlungshaus eines Jugendbundes (collegium iuventus) gedeutet. Im Westen dehnten sich Wohn- und Lagerhäuser, Werkstätten und kleine Gewerbebetriebe (Töpfereien) aus. Der umfangreiche und vielschichtige Grabungsbefund ermöglichte laut Hermann Vetters die Unterscheidung von insgesamt sieben Entwicklungsphasen und sechs Zerstörungsschichten.
Die Zivilstadt ist auch in einem anderen Punkt bemerkenswert: Im Gegensatz zu den übrigen – in Österreich bekannten – Römerstädten vergleichbarer Größe entstand sie nicht aus einer älteren, indigenen Siedlung, sondern wurde offenbar – genau wie das Lager – ebenfalls planmäßig angelegt (vgl. hierzu auch Apoikia). Es fällt außerdem auf, dass die ansonsten bei römischen Kleinstädten fast immer anzutreffende Einteilung in Insula und ein gleichmäßiger Straßenraster wie zum Beispiel in Virunum/St. Veit oder Flavia Solva/Wagna bei Leibnitz oder Cetium/St. Pölten, hier, zumindest nicht auf den ersten Blick erkennbar, vorhanden war. Die Bebauung erfolgte größtenteils locker und regellos, die Gebäude glichen eher kleinen Bauernhöfen als urbanen Gebäudekomplexen. Es dominierte eine verstreute Anordnung von Häusergruppen oder einzelstehender Bauten mit Magazinen, kleinen Läden, Werkstätten und Handwerksbetrieben, die hauptsächlich für den lokalen Bedarf produzierten. Die meist in Fachwerktechnik errichteten Gebäude hatten nur ein Obergeschoß, einzelne ihrer Räume waren beheizbar. Daneben gab es größere villenartige Wohnhäuser mit Hypokaustheizung, Hausthermen und einer aufwendigen, komfortablen Ausstattung bis hin zu polychromen (mehrfarbigen) Freskobemalungen.
Ihre erste Phase fällt naturgemäß in severische Zeit als auch das Legionslager entstand. Sie weist mehrere von Straßen umgebene Häusergruppen (sog. Centuriae) mit einer Fläche von etwa 90 × 90 m auf, die in Fachwerkbauweise hochgezogen waren. Der Stadtkern bildete sich um die heutige Basilika St. Laurenz und den sie umgebenden Lorcher Friedhof, genau unterhalb des nördlich gelegenen Sporns des Georgenberges, situiert auf einer Schwemmterrasse die am linken Ufer der Enns und südwestlich von deren Mündung in die Donau lag. Diese Ebene senkt sich in weiterer Folge nach Westen Richtung Kristeinbach ab und grenzt im Süden an den Stadt- und Eichberg. Die in dieser Region aus allen Richtungen zusammenlaufenden Handelswege begünstigten (neben der Anwesenheit der 6000 Mann starken Legion) die rasche Entwicklung der Lagerstadt.
Zentren des öffentlichen Lebens waren unter anderem das Forum (Forum venale), die Stadttherme und einige kleinere Tempel die am Ostrand der Stadt, nahe dem Legionslager (heute Friedhofsareal St. Laurenz) situiert waren. Das Kapitol mit dem Jupitertempel befand sich nach Ansicht von Lothar Eckhart an der Stelle der heutigen Lorcher Basilika. Auch das „Stadtzentrum“ war nicht besonders dicht verbaut, dies ist insbesondere erstaunlich da dem Ort durch Caracalla vermutlich das Stadtrecht zweiter Ordnung verliehen worden war (Municipium im Gegensatz zu Colonia).
Die zum Teil mit einem Kanalsystem versehenen Straßen besaßen nur einen einfachen Schotterbelag. An den Straßenrändern reihten sich Wohn- und Gewerbegebäude aneinander, an denen teilweise Portiken angebaut waren. Wasserleitungen, die einige Quellen am Eichberg fassten, versorgten die Stadt mit Frischwasser oder der Bedarf wurde aus Hausbrunnen gedeckt. Die meisten der Gebäude waren in Steinbauweise ausgeführt worden, andere bestanden aus Fachwerk und besaßen nur Steinfundamente. Einige von ihnen waren durch Hypokausten beheizbar und mit Wandmalereien oder Stuckdekoration ausgestattet. In einigen Fällen gibt es auch Hinweise auf mit Fresken ausgemalte Decken. An den öffentlichen Gebäuden waren Bronzetafeln befestigt wie zum Beispiel die Urkunde des Stadtrechtes deren Fragmente zusammen mit 11 weiteren Bruchstücken von anderen Tafeln bei Ausgrabungen gefunden wurden. Das am Nordwesthang des Eichberges vermutete Theater der Stadt konnte bisher nicht entdeckt werden.
Im dicht bebauten Westteil der Stadt wurden vor allem Speicherbauten (Horreum), Wohn- und Gewerbehäuser beobachtet, auf einem kleinen Platz stand ein Jupiter-Dolichenus-Tempel. Im Bereich des Mitterweges wurde das sog. „Töpferviertel“, eine Ansammlung von Handwerksbetrieben ausgegraben. Diese, wegen der hohen Feuergefahr am Rande der Zivilstadt angesiedelten Produktionsstätten, konnten vor allem durch ihre Brennöfen, die in den Schotterböden eingegraben wurden, identifiziert werden. Die Töpferofen (tw. noch mit Fehlbrandresten) und einige Metallschmelzöfen (Schlackenreste) waren ursprünglich mit einfachen Holzständerdächern vor der Witterung geschützt (Pfostengruben), zusätzlich waren sie noch von Mauern umgeben. Viele von ihnen konnten aber nicht eindeutig ihrer Funktion zugewiesen werden.
Ein weiterer Brennpunkt des öffentlichen Lebens war das südliche Stadtviertel mit Tavernen und einem Badegebäude vom sogenannten „Reihentypus“ (siehe unten). Ein im Westen mit Apsiden und drei großen, beheizbaren Sälen ausgestattetes Haus dürfte das Versammlungslokal der militärisch organisierten Jugendvereinigung der Stadt gewesen sein (Collegium iuvenum) Weiter im Südosten der Stadt standen eine Reihe von Gebäudegruppen in aufgelockerter Baustruktur, die sich bis zum Fuß des Eichberges hinzog. Entlang der weiter in das Ennstal führenden Römerstraße, die durch eine Senke zwischen Eichberg und Stadtberg hindurchlief, fanden sich größere Wohnhäuser mit teilweise luxuriöser Innenausstattung. Auch westlich des Kerns der Zivilstadt setzte sich die Besiedlung in Form von einer lockeren Bebauung noch weiter fort.
Im 5. Jahrhundert wurden die Zivilsiedlung mehrfach zerstört und schließlich zum großen Teil aufgegeben, die meisten ihrer Bewohner zogen sich wahrscheinlich ins Lager zurück. In den Ruinen wurden durch eine zugezogene Gruppe von Romanen (Severins Flüchtlinge aus Raetia?) aus dem Gebiet der oberen Donau nur mehr temporäre Notunterkünfte errichtet. Diese Leute bestatteten ihre Toten unmittelbar neben ihren Hütten, während die angestammte Bevölkerung des Oppidums ihre Verstorbenen weiterhin auf dem Ziegelfeld beisetzte. Im Fundmaterial ließ sich auch die Anwesenheit germanischer Gruppen erkennen.

### Rechtsstatus
Die Annahme, dass der Ansiedlung im frühen 3. Jahrhundert tatsächlich das niedere Stadtrecht (Municipium) verliehen worden ist, ist in der Fachwelt nach wie vor umstritten. Hartmut und Brigitte Galsterer sind der Ansicht, dass die diesbezüglichen Bronzeplattenfragmente (siehe Abbildung) von einer anderen Stadt nach Lauriacum verschleppt wurden, um als Altmetall in der Schildfabrik eingeschmolzen zu werden. Ihre Theorie stützt sich im Wesentlichen auf zwei Punkte, nämlich dass in der Inschrift keine Stadträte bzw. der Ortsname genannt werden und auch die Fragmente in puncto Schriftbild und Metallsorte (Bleibronzen) eine unterschiedliche Qualität aufweisen. Metallurgische Untersuchungen des Atominstitus der Universität Wien bestätigten in der Zwischenzeit die Inhomogenität der Fragmente. Weiters wird in den zahlreichen in Enns gefundenen Inschriften ebenfalls kein municipium Lauriacum erwähnt. Der Althistoriker Ekkehard Weber trat hingegen für den Status der Zivilstadt als Municipium ein; er war der Überzeugung, dass die dementsprechenden Inschriften im – unter der St.-Laurenz-Basilika vermutenden – Stadtzentrum zu finden sein müssen. Die oben erwähnte Verschleppungstheorie ist für ihn so nicht nachvollziehbar, die unterschiedliche Qualität der Fragmente könnte – seiner Ansicht nach – auch auf eine Brandkatastrophe oder Ähnliches zurückzuführen sein. Hinzu kommt, dass Lauriacum in der Spätantike Bischofssitz war. Diese hatten in der Regel in den wichtigen und größeren Städten ihre Residenzen, da sie zu dieser Zeit meist auch schon Verwaltungsfunktionen übernommen hatten.

### Forum Venale
Es war der Mittelpunkt des öffentlichen und geschäftlichen Lebens der Stadt. Das 57 × 64 m große forum venale (Centuria I) war der große Marktplatz der Zivilstadt, das im Wesentlichen aus einem von Gebäuden und Kolonnaden umschlossenen Hof bestand. Im Westen befand sich eine mit einer Fußbodenheizung ausgestattete Markthalle (basilica). In der Mitte des 40,8 × 28,5 m großen Platz dürfte – nach Funden von Bronzebruchstücken nach zu schließen – auch eine lebensgroße, bronzene Kaiserstatue gestanden haben. Neben dem Forum stand als Kultplatz einer nicht mehr bekannten Gottheit noch ein mit der Front gegen die Straße ausgerichteter kleiner Tempel.

### Centuria II
Auf der gegenüberliegenden Seite befand sich die Centuria II mit einem größeren Verwaltungskomplex der in spätantiker Zeit erbaut wurde. Hier waren auch Geschäftslokale und Handwerksbetriebe untergebracht. Darunter befand sich unter anderem das Haus eines Schneckenhändlers in dessen Ladenlokal noch die Reste eines Reinigungsbeckens (purgatorium) aufgefunden werden konnte. In konstantinischer Zeit brach man den Gebäudekomplex der Centuria II ab und ersetzte es durch ein 60 × 40,4 m großes Fachwerkgebäude, das mit einem Mittelrisalit, tw. beheizbaren Sälen und einen u-förmigen Hallenbau ausgestattet war. Im Innenhof stand ein Podium (tribunal), das wahrscheinlich zur Rechtsprechung benutzt wurde.

### Stadttherme
1951 stieß man bei Aushubarbeiten für einen Fabrikbau auf einen großen doppelapsidialen Bau. Dessen Grundriss konnte, trotz weitgehender Zerstörung durch die beteiligte Baufirma, in einer Notgrabung des Oberösterreichischen Landesmuseums fast vollständig rekonstruiert werden und als Thermen der Zivilstadt erkannt werden, die durch ein Feuer zerstört wurde. Es handelte sich um ein West-Ost-orientiertes, römerzeitliches Gebäude das in den Nordhang des Eichberges gesetzt worden war. Bei der Profiluntersuchung konnten insgesamt fünf Perioden, drei Bau- und zwei Ausbesserungsperioden unterschieden werden. Die Anlage war nicht exakt nach N-S ausgerichtet, sondern wich an den Schmalseiten etwa 15 Grad nach Westen ab. Dies entsprach auch der Abweichung, die bei den Grabungen in der übrigen Zivilstadt festgestellt werden konnte. Man vermutet daher, dass es einst im Zentrum des antiken Stadtgebietes stand. An der Ost- und an der Westseite konnte auch jeweils eine vorbeilaufende Straße festgestellt werden.
Der Umfang des Gebäudes betrug 28 × 11 m, die weitere Freilegung ergab schließlich einen mehrphasigen Badekomplex (drei Bauperioden) mit insgesamt sechs Räumen die in einer Flucht von Ost nach West aneinandergereiht waren:
- Raum A = Kaltbad/Frigidarium
- Raum B = Laubad/Caldarium
- Raum C/D = Heißbad/Sudatorium
- Raum E = Heizkammer I/Praefurnium
- Raum F = Heizkammer II

Die frühe Thermenanlage war etwas breiter (10,5 × 10,8 × 8,1 m) wurde aber noch in der Antike verschmälert (Periode 2). Drei der Räume waren annähernd gleich groß (A–C), sie schwankten nur geringfügig in der Breite (4,86 × 4,5 × 4,96 m), die Längsseite maß bei allen etwa 6,5 m. In Periode 3 erfolgten die größten Umbauten, an Raum A wurde eine sehr unregelmäßige Apsis angebaut, deren Bodenestrich nur zehn bis zwölf Zentimeter stark war im Gegensatz zu fast 25 cm in den anderen Räumen. Auch deren Mauern waren wesentlich seichter fundamentiert. Im Osten schloss sich der wesentlich schmälere 2,75 m breite und 4,3 m lange Raum D (große Wanne des Heißbades oder Schwitzbad an, den eine ungewöhnlich breite Wand (1 m) vom etwas tiefer gelegenen Raum E trennte. Diese Mauer wurde von einem nach Osten verlaufenden, einst überwölbten Kanal durchbrochen. Raum A und C waren mit einer Apsis ausgestattet die durch eine niedrige Quermauer von den Sälen abgetrennt waren. Vom aufgehenden Mauerwerk war nur noch sehr wenig erhalten. Im Norden wurde ein 30 cm starker Estrich entdeckt der mit einem Plattenbelag versehen war, wahrscheinlich ein offener Hof (palästra) der in der Periode 3 angebaut wurde. Denkbar wäre, wie beim Lagerbad, aber auch eine große Halle. Ein Aus- und Ankleideraum (apodyterium), wie bei anderen derartigen Bädern üblich, konnte nicht entdeckt werden.
Alle Räume und Apsiden waren mittels eines Hypokaustums beheizbar das in A, B und C an deren Nordenden noch größtenteils erhalten war. Das Hypokaustum ruhte auf 0,7 m × 29 cm messenden Ziegelpfeilern die aus 12 Ziegeln zusammengefügt waren. Die Ziegelbögen waren 0,8 m hoch und saßen an allen vier Seiten der Pfeiler auf. Abgedeckt wurde es von einem ca. 0,2 m dicken Estrichboden. Raum E war nach Osten offen und mit Ascheresten und Holzkohle aufgefüllt, er war also offensichtlich die Hauptheizkammer des Badehauses. Ursprünglich wurden alle Gebäudetrakte von Raum E aus beheizt, beim Umbau in der Periode 3 wurden auch die beiden Apsiden nachträglich mit einer eigenen Heizkammer versehen. Später wurde auch im NW-Teil des Bades eine weitere Heizkammer (Raum F) eingebaut die auch ein anderes, nahe am Thermenkomplex stehendes Gebäude – das wahrscheinlich ebenfalls zur Therme gehörte – mit Wärme versorgte.
Über die Innenausstattung kann nur wenig gesagt werden. Im Raum A wurden Reste von bemalten Wandverputz geborgen, der in der letzten Bauperiode wiederverwendet wurde (NW-Ecke Raum A). Weiters fanden sich Reste des Gurtbogens einer aus Ziegelplatten (Ziegelstempel der Legio II Italica) gemauerten Kuppel und etwas Stuckatur der Wanddekoration. Raum B war mit sog. Kelheimer Platten ausgelegt, die Wasserbecken waren in die beiden Apsiden eingebaut. Kleinfunde konnten nur wenige gemacht werden. Welchen Zweck das Gebäude der Periode 1 und 2 gedient haben, konnte damals nicht eindeutig festgestellt werden, da (mit Ausnahme eines tiefliegenden Kanalstückes im Nordtrakt) keine Zu und Abflussrohre gefunden werden konnten. Aufgrund seines Grundrisses (ähnlich wie die Thermen in Teurnia oder das Lagerbad in Carnuntum) ist eine durchgehende Nutzung als Badehaus des Reihentypus (nach Badeablauf: Kaltbad, Laubad, Heißbad) aber als sehr wahrscheinlich.

### Hafen
Die Lage des Kriegshafens der in der Notitia dignitatum erwähnten classis Lauriacensis konnte archäologisch noch nicht nachgewiesen werden. Man vermutete, dass er im Ortsteil Enghagen nördlich von Lorch gelegen hat. Zwischen 2014 und 2018 konnten von Mitarbeitern des ÖAI die Reste von Hafenanlagen nahe der Mündung der Enns in die Donau lokalisiert werden.

## Oppidum
Das spätantike Oppidum, zu dem sich das Legionslager im 5. Jahrhundert gewandelt hatte, wird in der Severinsvita urbs oder civitas genannt, die wechselnden Bezeichnungen der Stadt lassen jedoch keine Rückschlüsse auf die tatsächliche weltliche oder kirchliche Rechtsstellung der Siedlung zu. Er spricht hierbei auch von einer städtischen Siedlung, die von Türmen, Toren und Mauern umgeben ist. Lauriacum gehörte zu den bevorzugten Aufenthaltsorten Severins, dorthin evakuierte er die Romanen der „oberen Kastelle“ (Batavis, Quintanis) und in einer seiner Kirchen findet der Legende nach auch das berühmte Ölwunder statt.
Die Lagermauern dürften damals noch in leidlich guten Zustand gewesen sein, da im nahen Wald versteckte feindliche Barbaren bei einem misslungenen nächtlichen Überraschungsangriff sich Sturmleitern bedienen wollten, um in die Stadt zu gelangen. Auch vor den Mauern gab es offensichtlich noch bewohnte Gebäude in der ansonsten schon weitgehend verfallenen Zivilstadt, auf ihren Straßen und in den Ruinen standen aber meist nur mehr einfache Hütten.
Es gab eine größere Christengemeinde mit zumindest zwei Kirchen, von denen eine die Bischofskirche gewesen sein musste, da in „Lauriaci“ ein als pontifex (im Unterschied zu einem rangniederen episcopus) bezeichneter Bischof Constantius residierte. Diese frühen Christen legten ihren Toten unter anderem Öllampen und Fingerringe mit christlichen Symbolen mit ins Grab. Vermutlich existierte hier auch ein Kloster, da ein Mönch (monachus) mit Namen Valens erwähnt wird. Über die damalige Priesterschaft der Stadt weiß man nur sehr wenig, möglicherweise waren die Diener (ministri), die Severin bei der wundersamen Ölverteilung zur Hand gingen, Angehörige des niederen Klerus. Die unmissverständliche Nennung von Armen (pauperes) lässt noch auf das Vorhandensein einer materiell wesentlich besser gestellten Bürgerschicht schließen.
Die romanische Besiedlung Lauriacums ist bis ins 5. Jahrhundert zweifelsfrei bezeugt. Auch die Gräberfelder in Lauriacum lassen ein funktionierendes Nebeneinander von romanischer und germanischer Kultur an der Zeitenwende von der Spätantike zum Frühmittelalter erkennen.

## Frühchristliche Kirchen

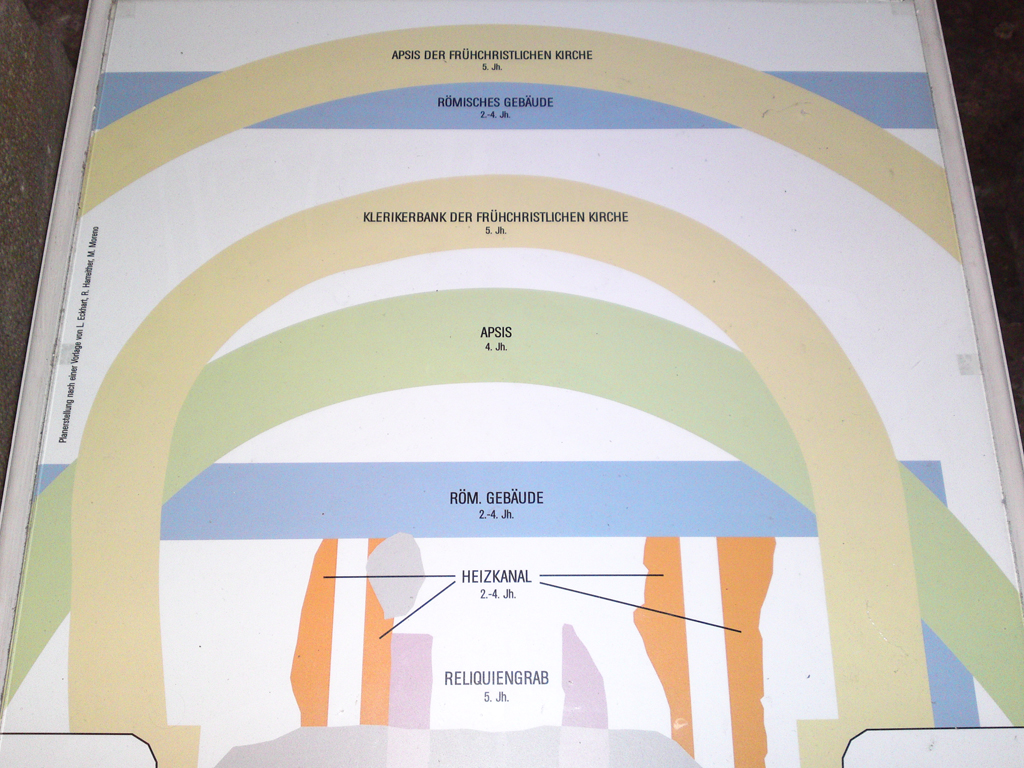
Bauphasen der frühchristlichen Kirche unter der St. Laurenz-Basilika

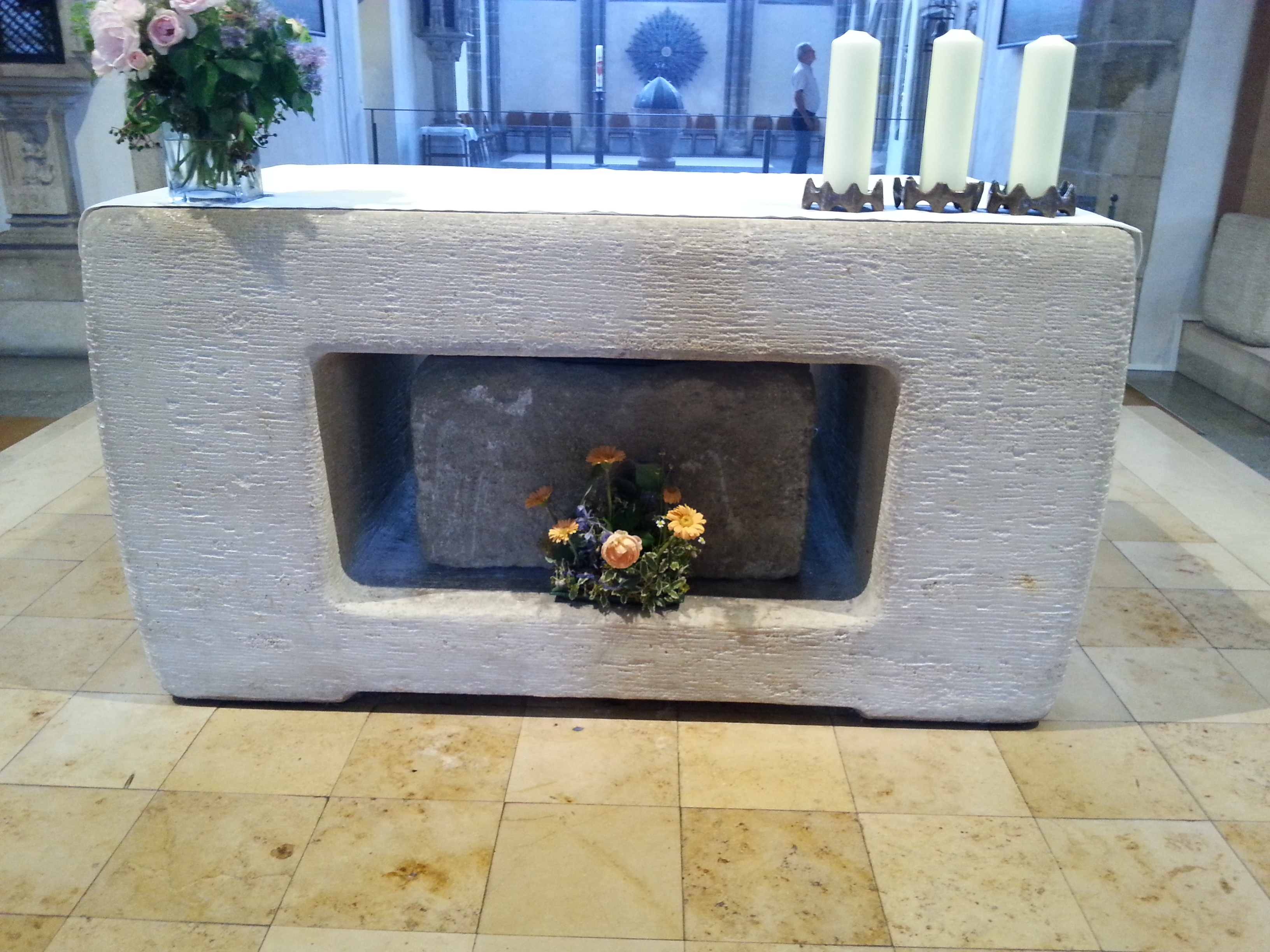
Hauptaltar der Basilika St. Laurentius mit Steinossuar

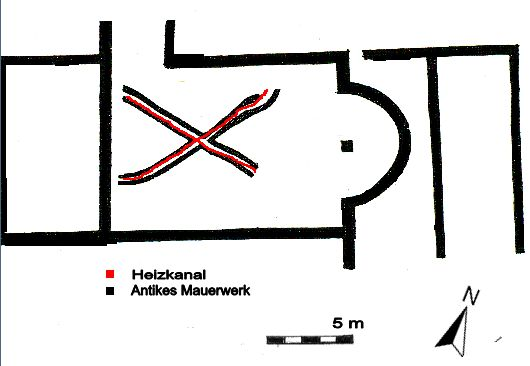
Grundriss der frühchristlichen Kirche

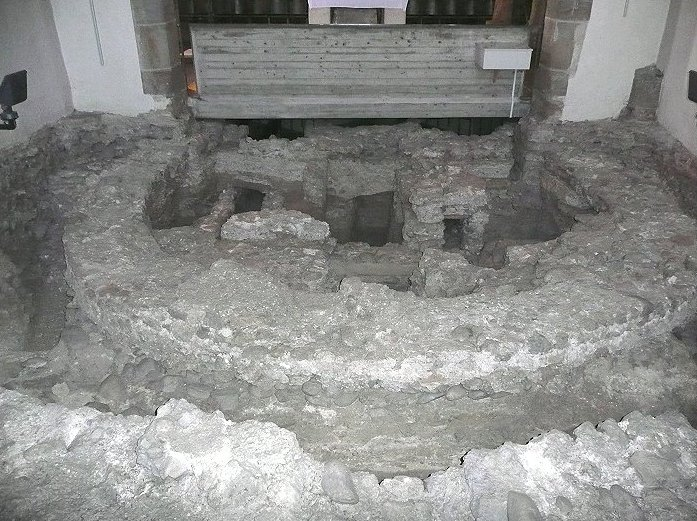
Reste von Apsiden und der Priesterbank mit Heizkanälen, Altarfundament und Reliquiengrab im Ostchor

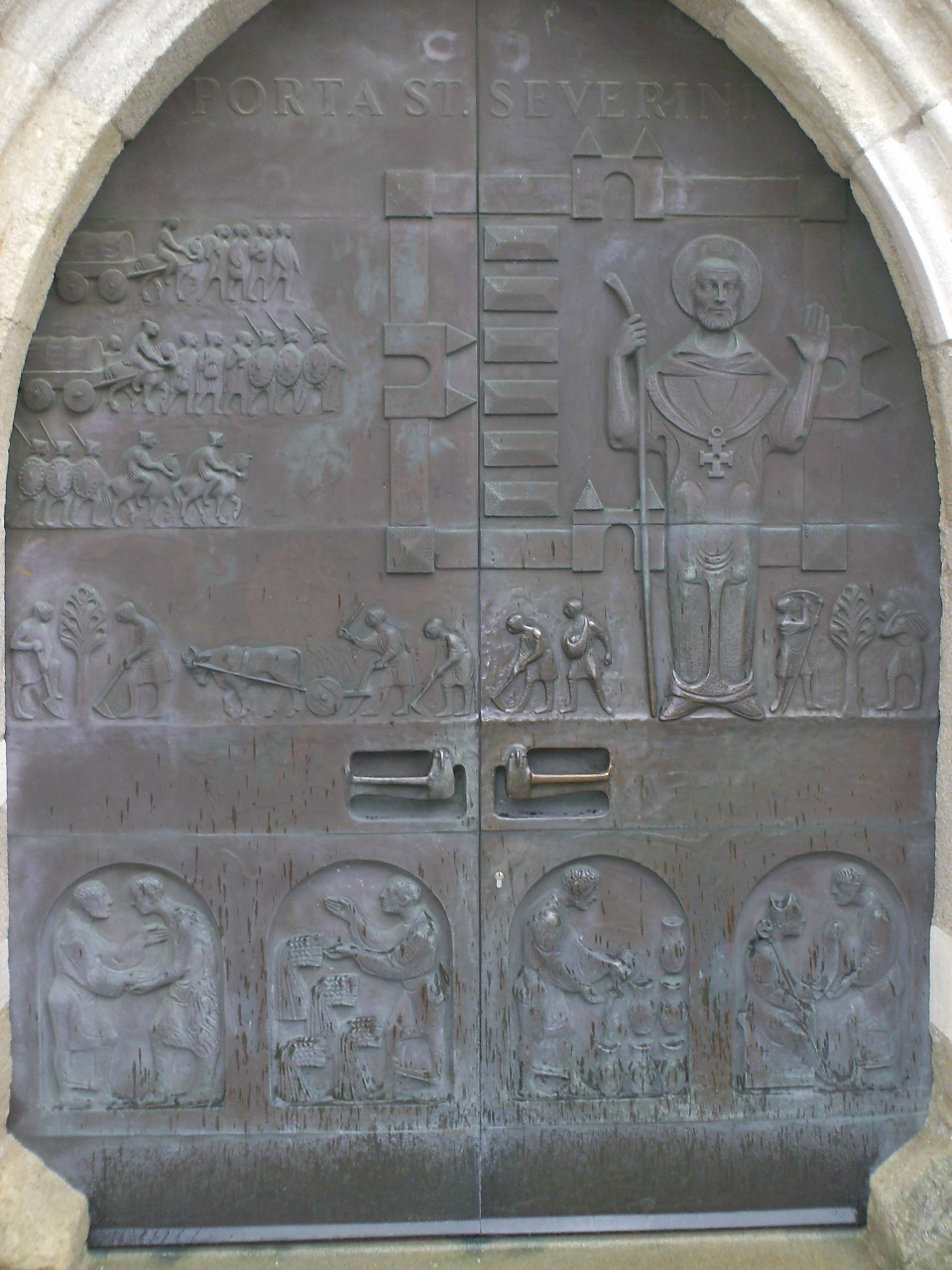
Die Porta Sancti Severini (Westpforte) der St.-Laurenz-Basilika in Lorch mit Darstellungen aus der Severinslegende (nach einem Entwurf von Peter Dimmel, Linz)

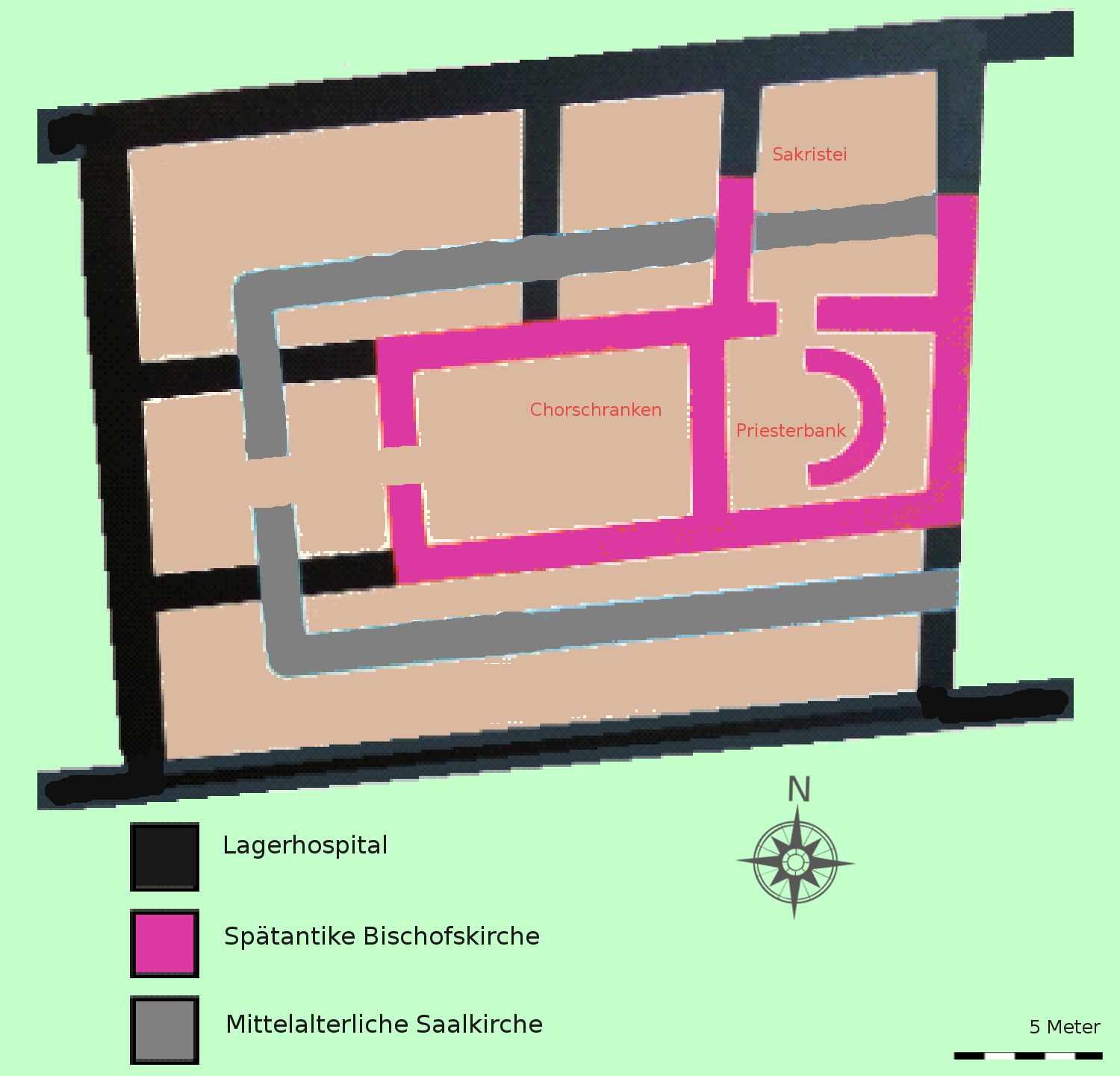
Grundriss der frühchristlichen Kirche im Lagerhospital, Maria am Anger

Insgesamt sind in Enns aus der Spätantike zwei Kirchenbauten bekannt:

### Basilika I und II
Die Fundamentreste einer spätantiken, mehrphasigen Basilika I (frühchristlich), (Basilika II, frühromanischer Kirchenbau) aus dem 4. und 5. Jahrhundert nach Chr. wurden unter der Lorcher Basilika entdeckt. Das an der Geländestufe zur Donauebene und damit am Rand des Siedlungszentrums befindliche Gebäude wurde in den 1960er Jahren unter der heutigen Basilika St. Laurenz freigelegt. Das antike Mauerwerk war allerdings durch spätere Bautätigkeiten und Bestattungen stark gestört. Peter Scherrer vermutet, dass die spätantike Basilika I aus der Ruine dieses profanen Gebäudes entstand (1992). Der von Lothar Eckhart zuerst als gallo-römischer Umgangstempel interpretierte Befund wird nach neueren Forschungsergebnissen nun eindeutig als Teil eines mehrphasigen Peristylhauses aus dem 2. Jahrhundert n. Chr. angesehen, das an der aus dem Südwesttor des Lagers führenden Straße lag.
Die heute in der Unterkirche zugänglichen Baureste gehörten zu einem um einen fast quadratischen Innenhof angelegten, repräsentativen Komplex, der vielleicht einst als Wohnhaus des Statthalters bzw. Legionskommandanten diente. Möglicherweise stammte auch das 1765 entdeckte Fußbodenmosaik aus diesem Gebäude. Nach verschiedenen Umbauphasen erfolgte im 4. Jahrhundert (370) der Einbau eines 31 × 14,5 m messenden, beheizbaren Apsidensaales mit vorgelagerter Halle, der schließlich – nach Ansicht des Ausgräbers – im 5. Jahrhundert zu einer frühchristlichen Memorialkirche umgestaltet wurde. Diese Deutung des Befundes ist umstritten, es könnte sich auch nur um einen gewöhnlichen Saal für Repräsentationszwecke handeln der Bestandteil eines größeren Gebäudes war.
Der Kirchenraum besaß eine völlig neu errichtete, etwas größere Apsis, eine freistehende, halbrunde Priesterbank, einen Altar und einen Schacht für die Aufnahme eines Reliquiarschreines. Ursprünglich war dort vermutlich ein Steinossuar mit den angeblichen Überresten der Gefährten des Florian von Lorch untergebracht, das sich heute im Hauptaltar der Basilika befindet. Möglicherweise handelte es sich auch nur um ausgewählte Knochen aus lokalen spätantiken Märtyrerbestattungen. Auch vom spätantiken Stofftuch, das die Gebeine bei ihrer Entdeckung (1900) im gotischen Hochaltar noch umhüllt hat, ist ein Fragment erhalten geblieben. Ob Knochen und Tuch sich schon seit der Umgestaltung zur Kirche in der Spätantike im Ossuarium befanden, ist nicht zu beweisen, die Stoffreste selbst stammen jedenfalls noch aus dieser Zeit (4.–6. Jahrhundert).
Der Kirchenraum konnte durch einen kreuzförmigen Heizkanal beheizt werden, die dazugehörigen drei Praefurnien befanden sich im Süden und Norden der Apsis, eines im Norden des Langhauses. Um 370 wurde an der Ostseite der Basilika I ein Burgus angebaut, in der Südostecke waren Spolien aus älteren Grabbauten eingemauert. Die antiken Mauern wurden in den späteren Kirchenbau (Basilika II) integriert.
Im Jahre 1910 wurden nördlich der Kirche zwei Jupiter-Juno-Minerva-Weihealtäre (Mitte 3. Jahrhundert) geborgen, die wahrscheinlich vom Kapitolstempel der Zivilstadt stammten. Einer von ihnen wurde vom Statthalter Aelius Restutus gestiftet. Außerdem fand sich am Hochaltar eine Inschriftenplatte mit einer Weihung des Marcus Gavius Firmus, dem Primus Pilus der Legio II Italica und ihrem Legaten (Legionskommandant) Gaius Memmius Fidus Iulius Albius vom 18. September 191 n. Chr. Sie bedeckte das Steinkistenreliquiar, in dem die Gebeine der Lorcher Märtyrer aufbewahrt waren. Möglicherweise steht die Stiftung dieser Inschrift mit der Fertigstellung des Lagers in Verbindung. Sie ist der älteste Beleg für die Anwesenheit der II. Italica in Noricum.
Die Befunde der Ausgrabungen im Innenraum der Kirche wurden konserviert und 2002 für das Florianijubiläum 2004 gereinigt und im Altarbereich neu präsentiert.

### Kirche im Lagerhospital
Die Kirche Maria am Anger wurde 1792 wegen Baufälligkeit abgetragen, das darunter gelegene, von Max von Groller ergrabene Hospital des Legionslagers, das sog. „Gebäude C“, enthielt markante spätantike Baustrukturen (Ost- und Westwand).
Im späten 4. oder Anfang des 5. Jahrhunderts richtete man im östlichen Hauptkorridor eine frühchristliche Saalkirche mit halbrund gemauerter Priesterbank ein. Letztere war auf eine Schotterschicht gesetzt; davor befand sich eine Eintiefung, die als Aufstellungsort des Altares gedeutet wurde. Weiters befand sich in dem langrechteckigen Raum noch ein quer verlaufendes Mauerwerk, das als Schranken zwischen Presbyterium und Laienraum interpretiert wird. Den Westflügel der Kirche bildeten zwei als Sakristeien gedeutete Räume. Die eindeutige Zuordnung der einzelnen Gebäudeabschnitte wurde jedoch durch das Fehlen einer seinerzeitigen steingerechten Aufnahme erschwert. An Funden konnte Keramik und eine Münze aus der Zeit Valentinians I. geborgen werden.
Bodenradar-Untersuchungen ermittelten einen Oktogonalbau der als Baptisterium angesehen wird. Die Kirche stand auch über die Völkerwanderungszeit hinaus durchgehend in Verwendung. Es ist möglich, dass es sich hier um eine Nachnutzung des Lagerhospitals als Residenz des – aus der Vita Severini bekannten – Bischofs Constantius aus der Zeit um 480 handelt.

## Handwerk und Handel

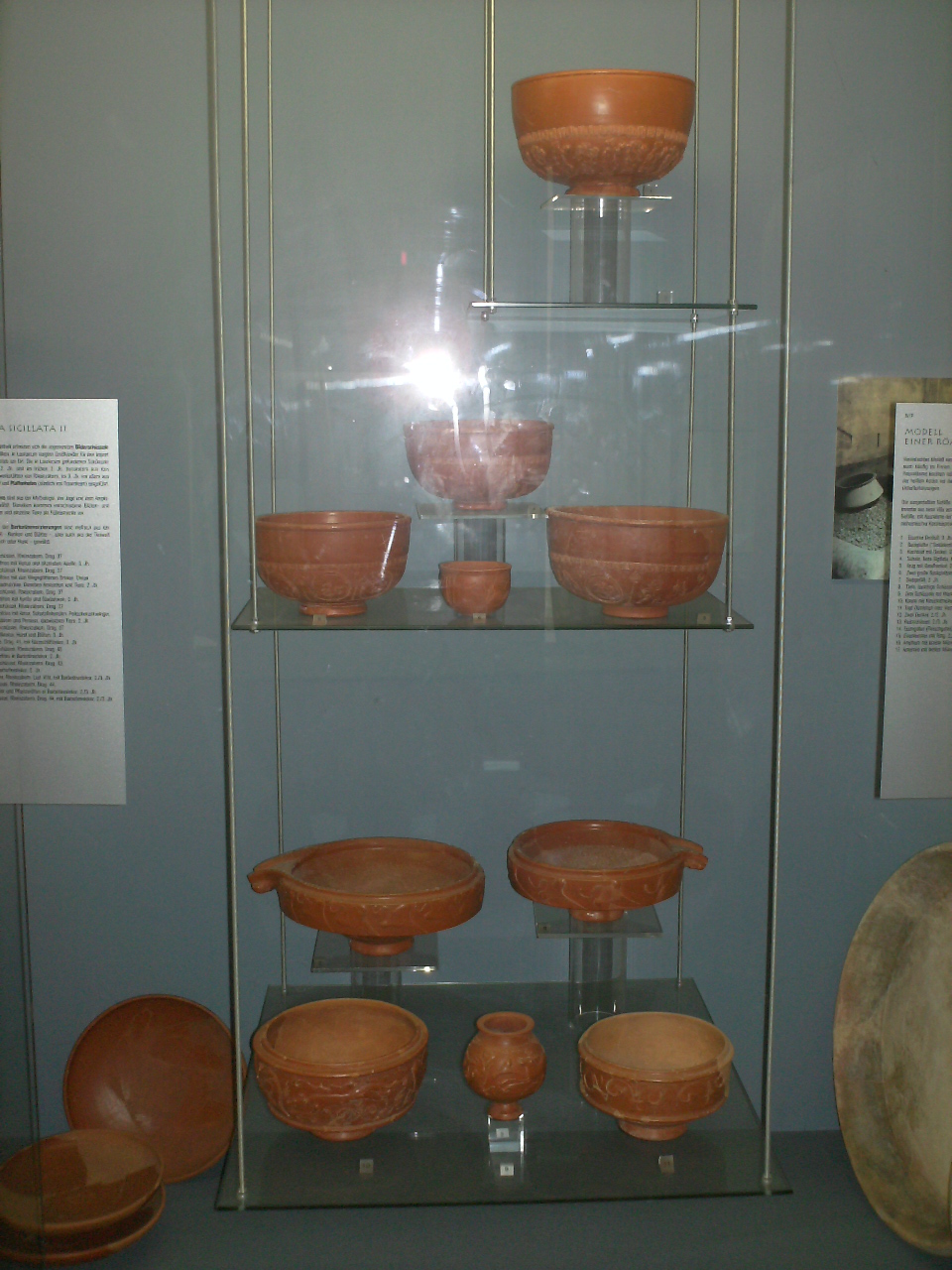
Terra-Sigillata-Funde aus Enns

Die Stationierung der Legio II Italica in Lauriacum brachte auch eine weiträumige Erschließung seines Umlandes mit sich. Neben den Angehörigen der rund 6000 Soldaten ließen sich dort auch eine große Anzahl Gewerbetreibender nieder.
Alle wirtschaftlichen Tätigkeiten dienten der Versorgung des Provinzheeres. Die Bewohner der Lagerstadt unterstanden direkt dem Legionskommandanten. Ihre Rechtsstatus wurde anhand eines als Graffito erhalten gebliebenen Vertrags – mit Angabe des Arbeitspensum – überliefert. Die Abhängigkeit von Armeeaufträgen hatte aber auch Vorteile: Ab der Herrschaft der Severer flossen die Steuermittel verstärkt in die Kassen des Militärs. Die wirtschaftliche Existenz der Handwerker und Händler waren somit auf lange Zeit gesichert. Der steuerfreie Bezug von Waren durch die Soldaten bot einen weiteren Anreiz für deren Produzenten. Diese Zeit der „Hochkonjunktur“ lässt sich im Abschnitt der nordwestlichen Canabae auf die Mitte des 3. Jahrhunderts n. Chr. eingrenzen und ist durch eine besondere Vielfalt der archäologischen Quellen gekennzeichnet. Aber auch in der römischen Antike war ein Konjunkturabschwung nur eine Frage der Zeit. Ein solcher setzte in der Lagerstadt kurz nach 250, mit hoher Wahrscheinlichkeit nach einem Barbarenangriff, ein. Die daraus resultierende Rezession führte zur Aufgabe der dort etablierten Gewerbebetriebe. Laut der Severinsvita war im 5. Jahrhundert besonders die Abwicklung des überregionalen Handels sehr schwierig geworden, funktionierte aber noch – wenn auch stark eingeschränkt –, da Kaufleute (negotiatores) Öl, Keramik und Glas aus Pannonien, Glaswaren vom Rhein und Lavezzgeschirr aus der Provinz Raetia II anlieferten.
Die Bewohner der Canabae waren in mehreren Wirtschaftszweigen tätig. Diese beinhalteten die Töpferei, Ziegelei, die Herstellung von Buntmetallobjekten, Knochenschnitzerei und Gerberei sowie der Weiterverarbeitung von Leder. In den ersten Jahrzehnten des Bestands der Lagersiedlung florierte auch die Keramikproduktion, die neben Geschirr für den Alltagsgebrauch auch dekorative Kaminaufsätze, Öllampen und Terrakottafiguren erzeugte. Typische Formen dieser Produktpalette lassen darauf schließen, dass viele Töpfereihandwerker aus entfernteren Regionen des Reiches (Mittel-/Oberitalien) zugewandert waren. Besonders bemerkenswert ist der Fund einer Münzgussform, mit der Denare hergestellt wurden. Diese waren aber wohl keine Fälschungen, sondern vielmehr eine Art offizielles Ersatzgeld. Zur Versorgung dieses Großraums benötigte man große Kontingente an Nahrungsmitteln und Rohstoffen. Diese stammten überwiegend aus dem Hinterland des Legionslagers. Die Höfe im Alpenvorland produzierten Getreide, Milch, Fleisch, Gemüse, Obst sowie Wolle, Leder und Holz. Als Baumaterial verwendete man Steine, die meist aus Steinbrüchen in der unmittelbaren Umgebung herangeschafft wurden.
Der in Lauriacum verbaute Marmor stammte aus dem südlichen Noricum. Salz und das begehrte norische Eisen (ferrum Noricum) bezog man unter anderem von den Minen in Hallstatt und dem Hüttenberger Erzberg. Luxusgüter wie Goldschmuck, Silbergeschirr, hochwertige Keramik, Glas und Öllampen kamen über den Fernhandel nach Lauriacum. Zu den begehrtesten Importwahren zählte Terra-Sigillata-Geschirr, dass in den Töpfereien des heutigen Rheinzabern (Bundesland Rheinland-Pfalz) hergestellt wurde. Exotische Obstsorten, Olivenöl und Fischsaucen wurden in Amphoren aus den Mittelmeerprovinzen angeliefert. Auch Austern, Meeresfische und Gewürze fanden über den Handel ihren Weg nach Lauriacum. Zinn und Kupfer mussten ebenfalls importiert werden. Der Gütertransport wurde über Land, zum größten Teil aber wohl auf den schiffbaren Flüssen abgewickelt. Der Transport auf Schiffen war wesentlich kostengünstiger, da auch größere Lasten viel schneller und über weite Strecken an ihren Bestimmungsort gebracht werden konnten. Die Donau war die wichtigste Ost-West-Verbindung im Norden des Imperiums. Über ihre Nebenflüsse Traun, Enns und Inn gelangten wohl auch die meisten Produkte des Hinterlandes nach Lauriacum.

## Kalkbrennöfen
Im Jahre 1906 konnte Max von Groller zwei Kalköfen freilegen, die aufgrund des Schotterabbaues nur mehr bis 1,5 m Höhe erhalten waren. Die größte bisher bekannt gewordene römische Kalkbrennerei stand in der Nähe der Nordecke des Legionslagers. Der am besten erhaltene Ofen kann ab 2020 in einem eigens dafür errichteten Schutzbau kostenlos besichtigt werden. Unter der Aufsicht von Spezialisten wurden hier ab dem späten 2. Jahrhundert insgesamt 12 solche Öfen betrieben. Eine derartige Massenproduktion konnte erst durch industrielle Kalkerzeugung im 20. Jahrhundert übertroffen werden. Beim Ausbau der Verbindungsstraße zur B1 konnten 2008 vier Exemplare entdeckt werden, die aber danach teilweise dem Straßenbau zum Opfer fielen. Die Dokumentation erfolgte mit einem 3D-Laserscanner. Östlich und westlich davon kamen noch vier weitere Kalköfen zum Vorschein. Sie waren vermutlich um 200 n. Chr., also während des Baus des Legionslagers, an der nördlichen Terrassenkante errichtet worden. Für die Anlage des Fundamentes der 1860 Meter langen Lagermauer wurden große Mengen an Kalk benötigt. Nach den Ausmaßen des 2016 untersuchten Ofens 9 dürfte es sich bei dieser Anlage als um einer der größten, bekannten römische Kalkofenbatterie in den Rhein-Donau-Provinzen handeln. Im Trockenbau aus Granitsteinen zusammengefügt, hatten sie im oberen Bereich einen Durchmesser von 3,6 m, der untere betrug 2,3–2,5 m, Höhe bis 2,7 m. An der nordwestlichen, windgeschützten Seite lagen die Feuerstellen. Auf der Sohle von Ofen 2 (Grabung 2008) wurde noch eine große Menge Kalk vorgefunden. Aus Verfüllungen und Brandschichten konnte Fundmaterial aus dem 2. bis 3. Jahrhundert sichergestellt werden. Nach der Untersuchung wurden die nicht vom Straßenbau zerstörten Öfen wieder zugeschüttet.
Insbesondere Ofen 9 war mit einer Höhe von über vier Metern und einem maximalen Durchmesser von 3,8 Metern noch außergewöhnlich gut erhalten. Auch sein Feuerloch war noch funktionstüchtig, das Volumen beträgt mehr als 31 m³. Damit dürfte es sich um den am vollständigsten erhaltenen römischen Kalkbrennöfen handeln der bis dato entdeckt wurde. Er wurde in Form eines nach unten offenen Schlüsselochs in den Hang der Konglomerat-Terrasse gesetzt. In den so entstandenen Hohlraum wurde das vorwiegend aus Granitblöcken gefertigte Ofenrund ausgemauert. Ausbesserungen an der Wandung und bis etwa 60 cm starke Ablagerungen zwischen den Feuerwangen legen eine lange Nutzungsdauer nahe. Später diente Ofen 9 offensichtlich als Mülldeponie bzw. Schindanger und enthielt mehrere tausend Fundobjekte. Neben einer großen Anzahl an Ziegeln sind besonders die zahlreichen Tierknochen hervorzuheben, darunter die von Rindern, Schweinen, Schafen, Ziegen und Karpfengräten. Weiters wurden auch Tierkadaver – bzw. Teile von Maultieren, Pferden und Hunden – dort entsorgt. Zudem wurden Metallobjekte, 20 Münzen, Bruchstücke mehrerer Glas- und Keramikgefäße, sowie Verputz- und Wandmalereifragmente geborgen. Die interessanteste Fundgruppe stellen Artefakte dar, die mit dem Herkules-Kult in Zusammenhang stehen. Es handelt sich dabei um Fragmente von Statuetten und Weihinschriften. Vermutlich Teile eines Tempelinventars, das wohl zu Kalk verarbeitet werden sollte. Die Zerstörung des Heiligtums wird im Zuge der Christianisierung, im frühen 4. Jahrhundert erfolgt sein. Solange scheint auch die Anlage genutzt worden zu sein. Eine der Inschriften wurde vom Legionär Aelius Marcellus gestiftet. Er fungierte als Verwalter der Kalkbrenner (immunis calcariensis). Ofen 9 kann seit 2020 in einem eigens dafür errichteten Schutzgebäude besichtigt werden. Eine multimediale Präsentation erklärt die Kalkgewinnung und ihre Bedeutung für die römische Bautechnik.

## Kultbezirk
Der Georgenberg ist die nördliche Fortsetzung des Ennser Stadtberges, nach Osten fällt er steil zur Enns hin ab. Von dort aus hat man einen unverstellten Blick auf das Donautal. Aus dem 1. und frühen 2. Jahrhundert n. Chr. liegen nur wenige Funde vor. Ziegelbruch mit dem Stempeln der Legio II Italica und Steinquader könnten zu einem größeren römischen Gebäude gehört haben, das dort im 3. Jahrhundert errichtet worden war. Man vermutet, dass auf diesem weithin sichtbaren Höhenrücken ein oder mehrere Kultbauten gestanden haben. In einer Schicht aus Brandschutt fanden sich zahlreiche Inschriftenfragmente (Weihung an eine unbekannte Gottheit). Auf diesen Inschriften waren auch die Namen griechischstämmiger Legionäre vermerkt. Die Tafeln wurden im 4. Jahrhundert offensichtlich mutwillig zerschlagen.

## Gräberfelder

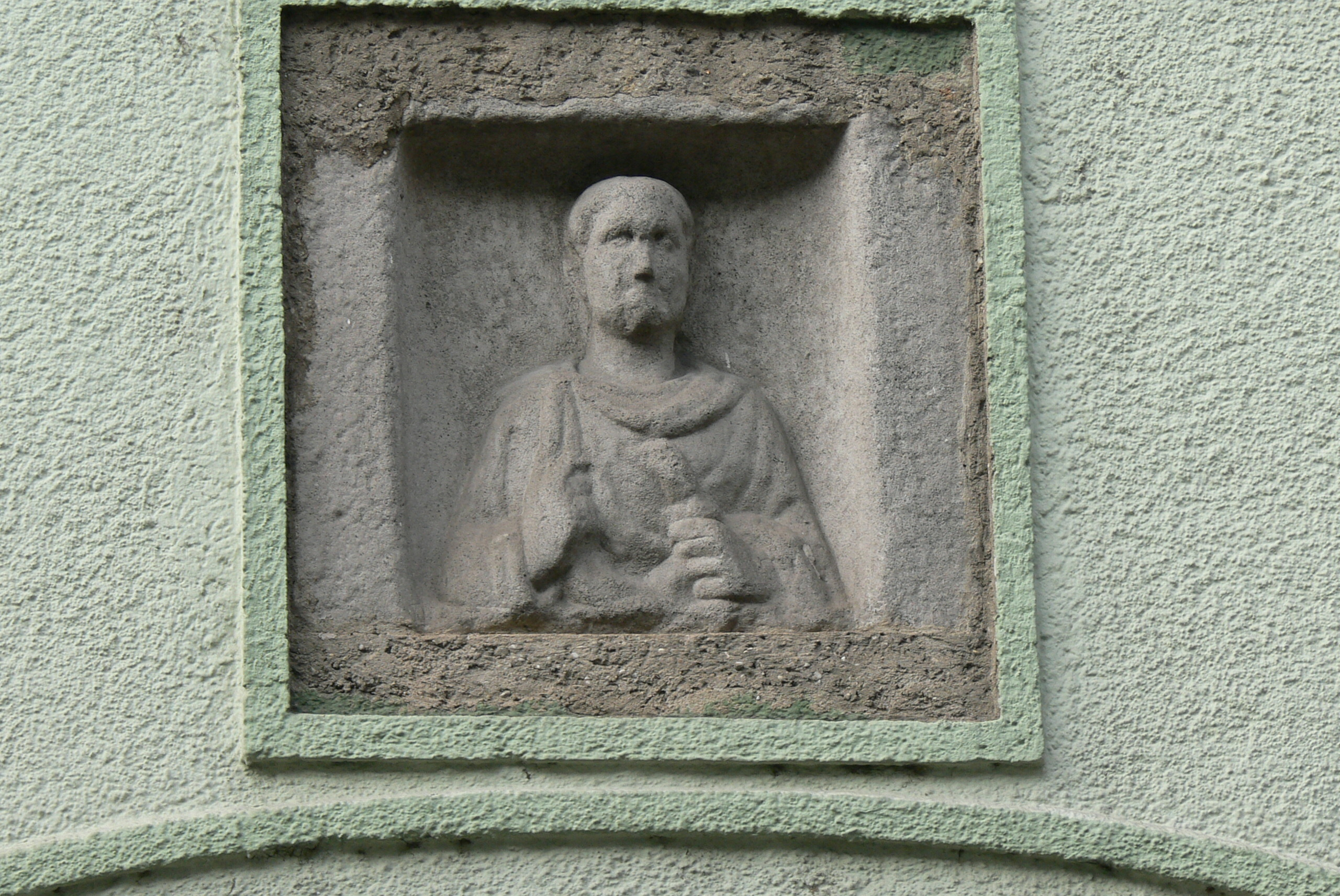
Römisches Grabrelief an einer Hausfassade in der Wiener-Straße

Über die Siedlungschronologie im Großraum Enns geben mehrere Gräberfelder Aufschluss. Die ältesten römerzeitlichen Friedhöfe konnten am Stadtberg (Stadelgasse) nachgewiesen werden. Mit der Expansion der Zivilstadt verlagerten sich die Gräberfelder immer weiter nach Westen (entlang der Limesstraße, die der früheren Bundesstraße B1 entspricht), bis sie den Bereich des heutigen Ortsteiles Kristein erreicht hatten. Größere Gräberfelder lagen an beiden Hauptstraßen am südlichen Espelmayrfeld, im südöstlichen Ziegelfeld, am nordöstlichen Steinpass, westlich der Zivilstadt, östlich des Legionslagers und – ein kleinerer Gräberbezirk – am Georgenberg.
Einzelne antike Bestattungen wurden auch am Rande des Ennser Stadtkernes entdeckt. Mittelkaiserzeitliche Bestattungen (Urnenbestattungen 80–300 n. Chr.) wurden beim westlichen und südlichen Stadtgraben/Pfarrgasse aufgefunden. Da es sich ausnahmslos um Einzelfunde handelt, lässt sich über die flächenmäßige Ausdehnung dieses Platzes keine definitive Aussage machen. Eine 1952 bis 1961 vorgenommene großflächige Ausgrabung ergab an die 147 Gräber deren Funde anschließend publiziert wurden. Ägidius Kloiber unterscheidet darin – aufgrund der Höhenlage -zwischen Espelmayrfeld und Eichberg-Nord, zwei Gräberfelder, die durch eine spätantike Straße separiert sind. Auf diese Unterteilung wurde in den letzten Publikationen allerdings keine Rücksicht genommen. Die antiken Gräber östlich der Enns in Ennsdorf markierten den Verlauf der Limesstraße und einen Ennsübergang. Sie stammten aus der mittleren Kaiserzeit (100–250) und ließen aufgrund ihrer Lage an der „Alten Landstraße“ nach Albing hier eine römerzeitliche Straße vermuten.
Die meisten spätantiken Gräber befanden sich im Areal der zu dieser Zeit schon aufgegebenen und verfallenden Zivilsiedlung, so zum Beispiel auf dem Lorcher Feld und südlich des Bahnhofes von Enns. Auch in Einsiedl, nordwestlich des Legionslagers, wurden solche Gräber beobachtet. Westlich der Zivilstadt fanden sich 2004 wieder neuere Befunde von spätantiken Körperbestattungen. Ein weiteres spätantikes Gräberfeld konnte 2006 bis 2008 beim Bau der neuen Ennser Nordumfahrung, knapp östlich der nördlichen Kastellecke, aufgedeckt werden, es umfasste ca. 75 Gräber. Über diese Einzelbestattungen liegen jedoch ansonsten keine genaueren Forschungsergebnisse vor.
| Zeitstellung      | Gräberfeld                                | Beschreibung |
| 50–4. Jahrhundert | Gräber und Kultbezirk Georgenberg         | Südwestlich des Georgenberges wurden von Wilhelm Sydow 1978/79 Gräber (Brandgräber und Körperbestattungen) in einer natürlichen Mulde entdeckt, die etwa zwei Meter in das Konglomeratgestein eingetieft war. Mittig konnte auch das Fundament eines kreisrunden Baues mit 2,76 m Durchmesser aufgedeckt werden, zu dem ein gepflasterter Weg führte und der wahrscheinlich ein größerer Grab- oder Kultbau war. Im Inneren befanden sich noch Bruchstücke von Knochen und etwas Asche. Die Beigaben lassen auf eine Belegung des Platzes zwischen 200 n. Chr. und dem frühen 4. Jahrhundert annehmen. Danach wurden auch die Abhänge des Georgenberges untersucht, die jedoch keine Bestätigung römerzeitlicher oder früherer Siedlungsbeweise erbrachte. Allerdings konnte 1983 auf der Kuppe des Georgenberges selbst ein durch eine Mauer umgebener steinerner Kultbau nachgewiesen werden, da hier zahlreiche Votivtafelfragmente, Architektur- und Marmorfragmente einer monumentalen Inschriftentafel aufgefunden werden (Zeitstellung 50–330 n. Chr.), sie dürften zu einem Tempelbau gehört haben. Die Ausgrabungskampagne erbrachte auch die zeitliche Abfolge der Bauten am Georgenberg, die von einer frühmittelalterlichen Höhensiedlung, der romanisch-spätgotischen Kirche Sankt Georg (siehe auch Georgenberger Handfeste) und einer Wallanlage aus dem Dreißigjährigen Krieg bis zum neuzeitlichen Aussichtshügel eine sehr wechselhafte Geschichte aufweist. |
| 300–400           | Gräber Mitterweg                          | Auf der Flur „Mitterweg“ (heute Johann-Hoflehner Weg) wurden nach 1952 beim Schotterabbau (Schottergrube Spatt) spätantike Körperbestattungen gehoben, die teilweise noch im mittelkaiserzeitlichen Siedlungshorizont eingebettet waren. Gefunden wurden dabei 29 meist beigabenlose Körpergräber, zehn schon zerstörte Gräber und eine Pferdebestattung (Datierung 300–400 n. Chr.). Inwieweit sich die Zivilsiedlung und das spätantike Gräberfeld überschneiden, konnte bislang nicht festgestellt werden. |
| 80–250            | Gräber Plochbergergründe/Stadelgasse      | Auf den Plochbergergründen wurden bereits im 19. Jahrhundert römische Urnengräber gefunden. Dieser früheste römische Bestattungsplatz befand sich südlich der heutigen Stadlgasse, westlich der frühen Zivilsiedlung. In den 1970er Jahren wurden bei der dortigen Ausgrabung von Hannsjörg Ubl wieder Urnen geborgen, 1995 konnten nördlich der Stadlgasse keine Bestattungsplätze mehr festgestellt werden. Im angrenzenden Hohenlohe-Park fand man den Grabbau einer Ädikula. Es handelt sich hier größtenteils um Urnenbestattungen, aber auch Brandschüttungsgräber, Grabstelen und dem Sockel eines Grabbaus. Inwieweit sich die Gräberstraße bis nach Westen ausdehnte, ist nicht geklärt. Inschriften von Grabmonumenten lassen eine Belegung bis um 250 n. Chr. vermuten. Im spätantiken Gräberfeld am Ziegelfeld wurden die Grabsteine vielfach als Spolien für Steinkistengräber zweitverwendet. Weitere mittelkaiserzeitliche Bestattungen wurden im Bereich des westlichen und südlichen Stadtgrabens bei der Pfarrgasse gefunden. Die Bezeichnung „Plochbergergründe“ geht auf den Meierhof des Schlosses derer von Hohenlohe zurück; hier wurden bereits im 19. Jahrhundert römische Urnen aufgefunden. Der früheste nachweisbare antike Bestattungsplatz in Enns befand sich südlich der heutigen Stadlgasse und westlich der frühen Zivilsiedlung. Es handelte sich hier meist um Urnenbestattungen, aber auch Brandgräber kamen hier vor. Weiters konnten Grabstelen und die Basis für einen größeren Grabbau beobachtet werden. Nachdem in den 1970er Jahren bei Ausgrabungen durch das BDA (Hannsjörg Ubl) wieder einige Urnen ausgegraben worden waren, konnte 1995 festgestellt werden, dass nördlich der Stadlgasse keine Hinweise auf Bestattungsplätze mehr gefunden werden konnten. Im Park des Hohenloheschlosses konnte noch ein Grabbau (Ädikula) nachgewiesen werden. Im Osten schloss sich die frühe Lagersiedlung an das Gräberfeld an. Inwieweit sich die Gräberstraße nach Westen fortsetzte, ist unklar. Inschriften von Grabsteinen lassen eine Belegung von 80–250 n. Chr. annehmen. Vielfach wurden die Grabsteine aus diesem Gräberfeld als Spolien für Steinkistengräber für die Bestattungen auf dem spätantiken Ziegelfeld zweitverwendet. |
| 300–400           | Gräberfeld Espelmayrfeld/Eichberg         | Im Südwesten des Legionslagers und der Limesstraße, zwischen dem Bleicherbach (früher Espanbach) im Osten und der Eichbergstraße im Westen, die entlang der Flanke des Eichberges führt, liegt das Espelmayrfeld. Bereits um 1800 wurden hier „zwei große Steinsärge“ ausgegraben und Nachforschungen des Museumsvereines führten 1894 zur Aufdeckung von Ziegelplattengräbern. Versuchsgrabungen wurden 1923 von Andreas Gaheis und Rudolf Egger unternommen. 2003 wurde nach erneuten Funden durch Notgrabungen 120 Bestattungsfunde, meist Körpergräber, durch das BDA (B. Muschal) sichergestellt. Die spätantiken Gräberfelder (300–400 n. Chr.) lagen zu beiden Seiten einer von NO-SW führenden antiken Straße. Die nicht einheitlich gelagerten, ca. 350 Bestattungen zeigen keine klare horizontale Stratigraphie; die spätesten lagen am Ostrand des Areals. Sie waren durchwegs von Zivilisten belegt (Steinkistengräber, Ziegelplattengräber, Totenbrettgräber, Holzsarggräber, einfache Erdbestattungen). Die Ausdehnung nach Süden konnte nicht mehr erfasst werden. Am Eichberg werden noch weitere durch kommerziellen Steinabbau zerstörte Bestattungen vermutet. Bis 1951 wurden nachweislich an die 140 Gräber zerstört. Das Gräberfeld ist heute größtenteils überbaut. |
| 300–480           | Gräberfeld Ziegelfeld                     | Das sog. „Ziegelfeld“ liegt etwas südlich des Lagers und wird im Westen durch den heutigen Bahnhofsweg, im Süden durch die Stadelgasse (Trasse der Limesstraße) begrenzt. Der Name des bis 1950 unbebauten Ackergeländes deutet auf zahlreiche Ziegel – und Keramikfunde hin, die hier immer wieder aufgelesen wurden. Josef Schicker (Museumsverein Enns Lauriacum) fand 1925–1929 im östlichen Bereich des Ziegelfeldes insgesamt 38 Gräber. 1951 bis 1957 wurden zwei Notgrabungen durch das Oberösterreichische Landesmuseum (Ämilian Kloiber) initiiert und zusätzlich fünf Plangrabungen durchgeführt, die wieder 267 Gräber aufdeckten. 1978 wurde das Gräberfeld nochmals von Rainer Christlein untersucht, wobei neue Datierungen der Beigaben und Trachtbestandteile eine Belegung bis in das frühe Mittelalter zweifelsfrei ausschließen. Die aus der Spätantike stammenden Gräber waren in eine bis zu 70 cm starke Siedlungsschicht eingetieft. 200 von 270 Bestattungen (Steinkistengräber, Steinsetzungsgräber, Ziegelplattengräber, Totenbrettgräber, Holzsarggräber und einfache Erdbestattungen) lassen sich in die zweite Hälfte des 4. Jahrhunderts datieren (300–480 n. Chr.), spätere Bestattungen bis in das 5. Jahrhundert; die jüngsten Gräber liegen im Westen des 260 × 52 m großen Areals. Für die Steinkistengräber waren hauptsächlich Spolien wiederverwendet worden. |
| 100–350           | Gräber Steinpaß                           | Nordöstlich des Legionslagers liegt die Flur Steinpaß, die Gräberfelder unterschiedlicher Zeitstellung aufweist (100–350). Es wurde 1951 bis 1963 von Mitarbeitern des oberösterreichischen Landesmuseums ausgewertet. Es handelte sich hierbei hauptsächlich um Urnen, Brandschüttungsgräber, Ustrinabestattungen und Körpergräber. Teilweise kam es auch zu einer Überschneidung und Überlagerung der Horizonte. Die einfachen Erdbestattungen mit nur sehr spärlichen Beigaben lassen auf einen Soldatenfriedhof schließen. Viele der insgesamt 380 untersuchten Gräber konnten auch nicht als römerzeitlich gesichert werden, da das Gräberfeld auch spätere Bestattungen enthielt. Lothar Eckhart erkannte eine Durchschneidung des römerzeitlichen Horizontes mit spätmittelalterlichen Bestattungen, da sich auf dem Steinpass einst eine Hinrichtungsstätte befand. |
| 4.–5. Jahrhundert | Spätantike Gräber im Nordosten und Westen | Beim Bau der Anbindungsstraße zur B1 wurden 2006 bis 2008 90 Körpergräber entdeckt, meist Erdbestattungen, drei Ziegelplattengräber, sie befanden sich unmittelbar an der NO-Seite des Lagers. Die meisten waren einfache Grabgruben und enthielten keine Beigaben. Drei Ziegelplattengräber enthielten Ziegelstempel des Dux Ursicinus. Die Gräber stammen aus nachvalentinianischer Zeit und waren in Schichten der früheren Zivilsiedlungen eingetieft. Befunde spätantiker Körpergräber befanden sich auch westlich der Zivilstadt. 2004 traten am westlichen Rand der „Zivilstadt“ überraschend spätantike Körpergräber auf. Es waren vorwiegend einfache Erdbestattungen, Ziegelplattengräber und Holzsärge, die in die Spätantike (4., eventuell auch Anfang 5. Jahrhundert) datieren. Insgesamt konnten an die 52 Gräber untersucht werden. Im Jahre 2005 stieß man auf weitere derartige Befunde. |

## Hinweis und Fundverbleib

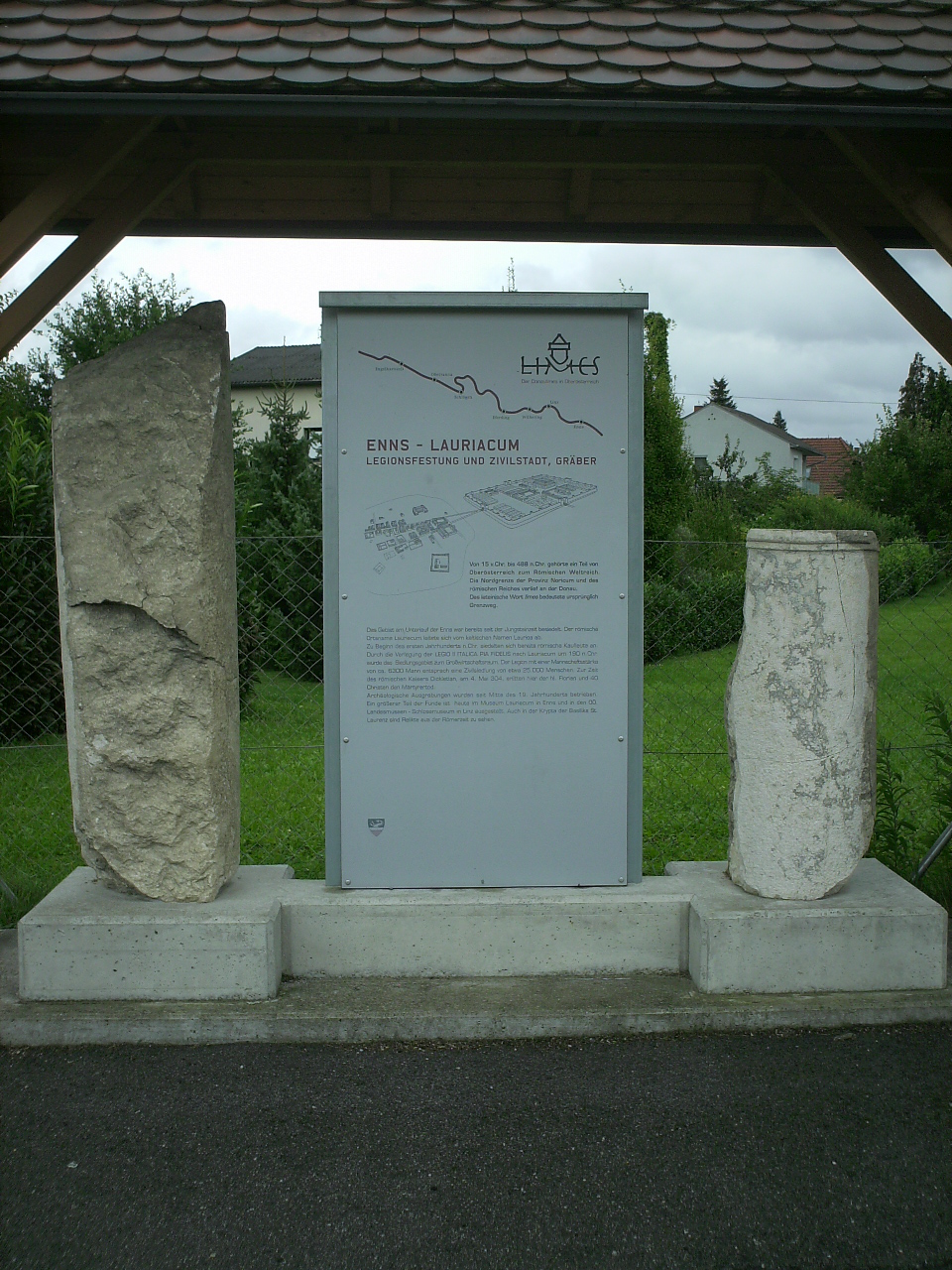
Station Via Principalis/Kirche Maria am Anger des Stadterlebnisweges Enns

Die Funde aus Lauriacum werden heute größtenteils im Römermuseum Enns (Museum Lauriacum) aufbewahrt und präsentiert. Das 1892 gegründete Museum ist das drittälteste in Oberösterreich und im Barockbau des ehemaligen Rathauses im Stadtzentrum untergebracht. In einer der umfangreichsten römerzeitlichen Schausammlungen Österreichs wird dem Besucher Leben, Alltag und Kultur in einem der größten militärischen Stützpunkte der Römer am norischen Donaulimes nahegebracht. Die monumentale Bauinschrift des Legionslagers, militärische Ausrüstungsgegenstände, Grabdenkmäler, eine Vielzahl an Zeugnissen aus dem römischen Alltagsleben (wie zum Beispiel ein spätantikes Stofffragment) sind unter den Ausstellungsstücken besonders hervorzuheben.
Die Exponate werden in mehreren Schauräumen präsentiert, beginnend mit den Funden aus dem Legionslager. Nach ausführlicher Darstellung des zivilen Lebens wird abschließend der Begräbniskult in all seinen Facetten thematisiert. Im ersten Stock sind der größte römische Silbergeschirrfund Österreichs und das fast vollständig restaurierte Deckenfresko aus der Zivilstadt zu sehen.
Römische Baureste sind bei der Basilika Enns-Lorch sowie bei der Hauptschule I/Enns (Konglomerat der Albinger Kastellmauer) und an der Wegstation Via Principales/Kirche Maria am Anger zu sehen. Die St.-Laurenz-Basilika liegt etwas außerhalb des heutigen Stadtzentrums (am Kreisverkehr links abbiegen). In ihr befinden sich die Mauerreste dreier Vorgängerbauten: ein Peristylhaus (etwa 180 n. Chr.), die der frühchristlichen von 370 und der frühkarolingischen Kirche von 740 n. Chr. Sie ist auch Ausgangspunkt des – leider nur sehr sparsam mit Richtungspfeilen beschilderten – Stadterlebnisweges der zu drei Plätzen des Legionslagers/der Zivilstadt (Südwesttor, Via principalis, Graben an der NW-Ecke), an das Ufer der Enns und durch die historische Altstadt wieder zurück zum Parkplatz vor der Basilika führt. Die einzelnen Stationen sind mit kurzen Ortsbeschreibungen versehen.

## Denkmalschutz
Die Anlagen sind Bodendenkmäler im Sinne des Denkmalschutzgesetzes. Nachforschungen und gezieltes Sammeln von Funden ohne Genehmigung des Bundesdenkmalamtes stellen eine strafbare Handlung dar. Zufällige Funde archäologischer Objekte (Keramik, Metall, Knochen etc.) sowie alle in den Boden eingreifenden Maßnahmen sind dem Bundesdenkmalamt (Abteilung für Bodendenkmale) zu melden.